# 香港警察車輛

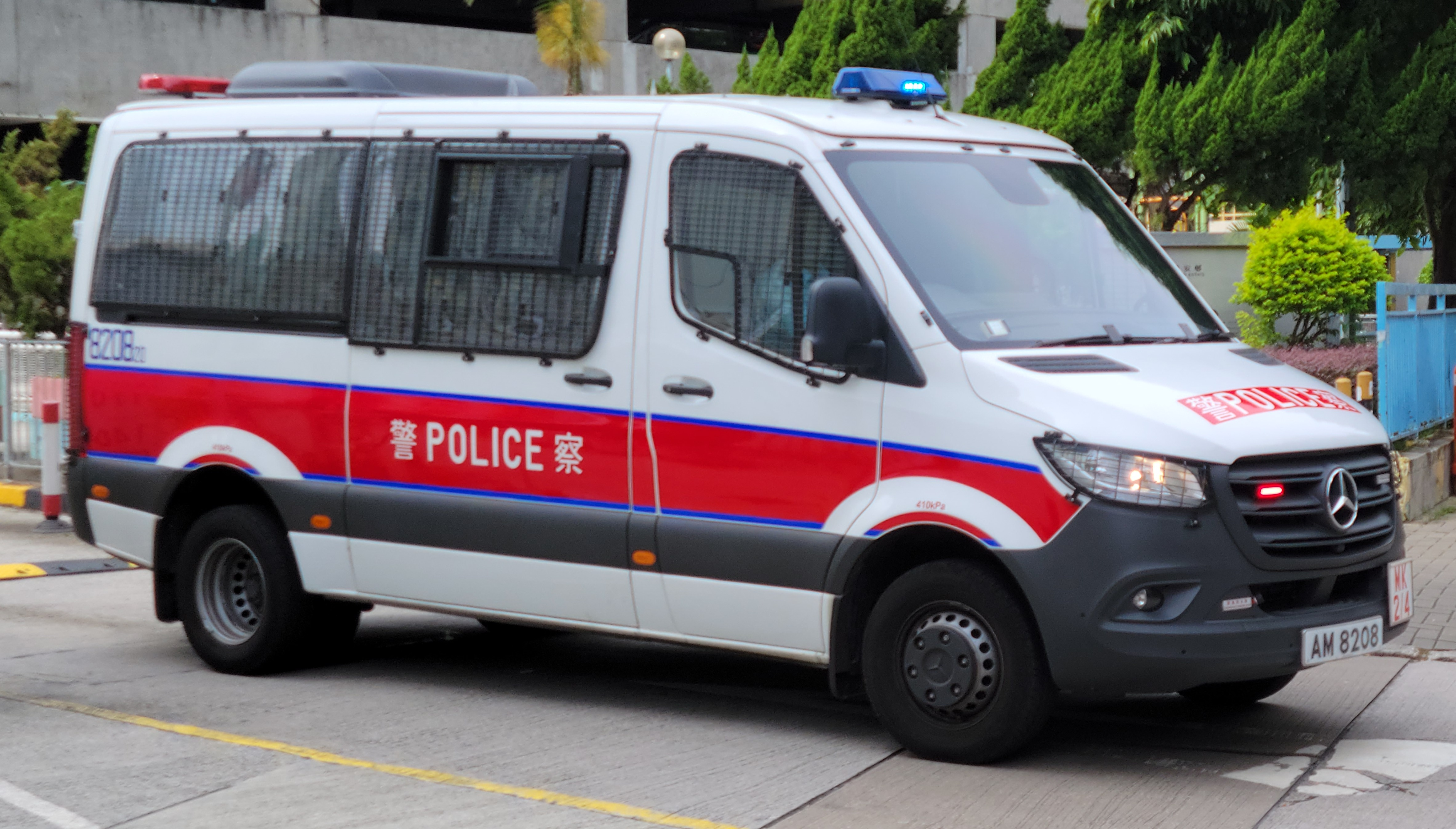
在香港最常見的警察車輛──衝鋒車。

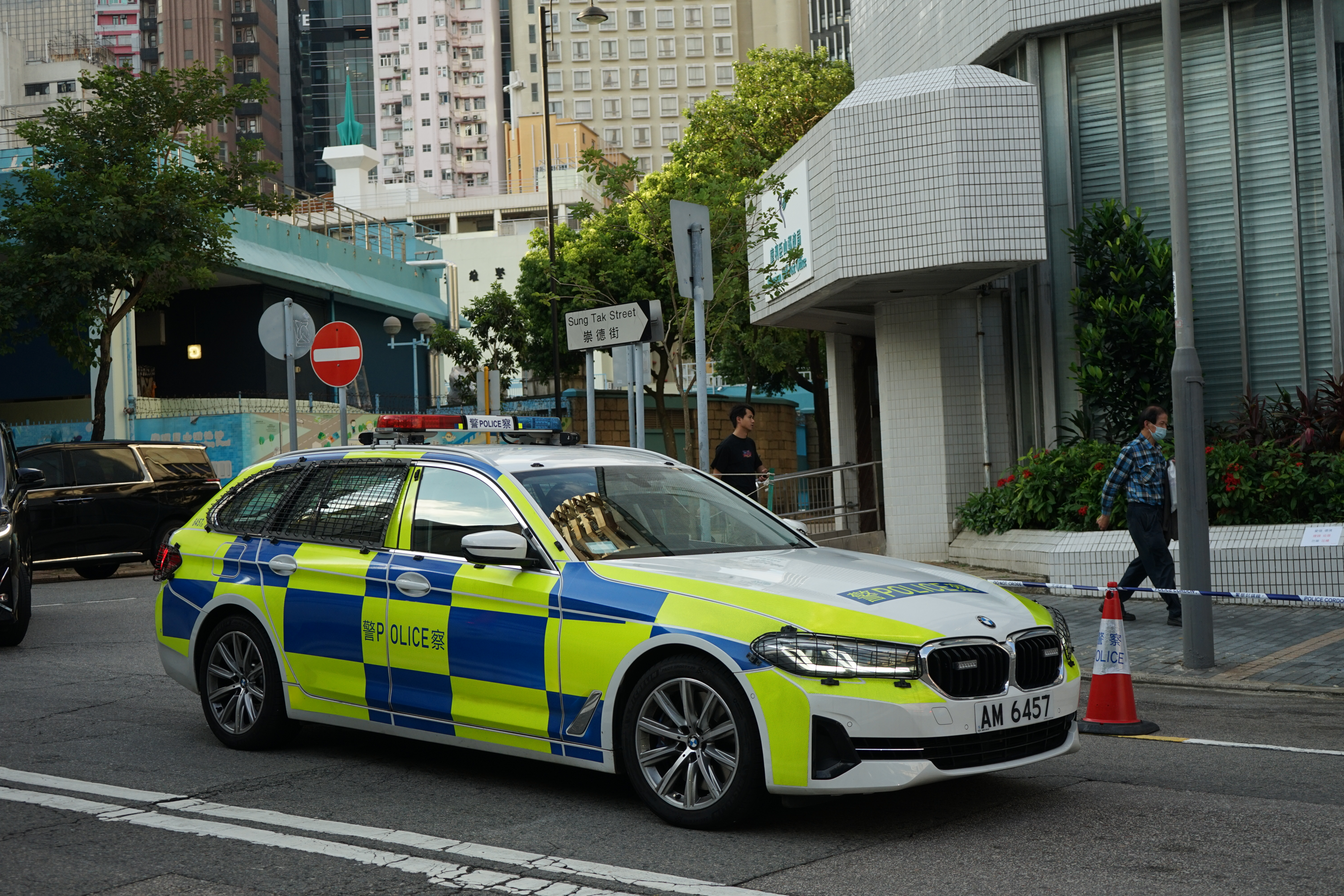
俗稱「格仔車」的交通部警車。

香港警察車輛為香港警務處的陸上交通工具，至2014年共有約2,500輛。車輛的更換乃基於使用量及狀態，一般車型的使用年期為7年，而一般大型電單車的使用年期則為5年。

## 歷史

### 1967年前

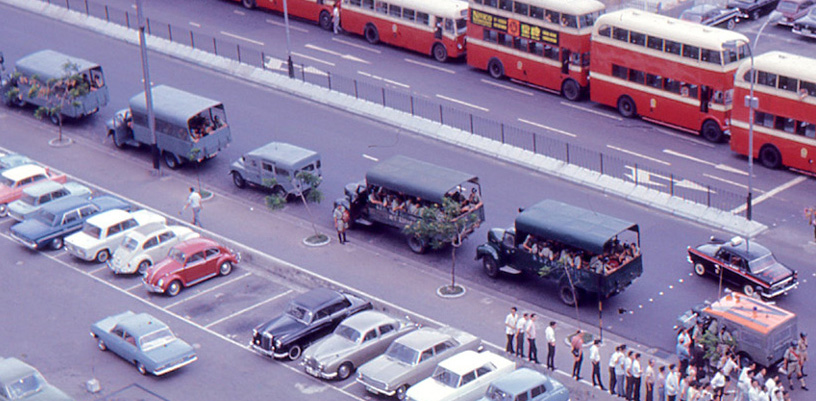
1967年六七暴動時在九龍半島酒店附近的警察車輛

1969年前，香港警察車輛的車身以灰色為主。

### 六七暴動後

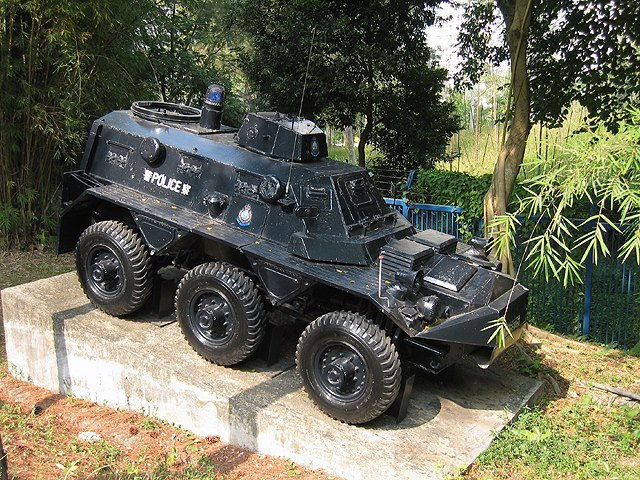
採用皇室藍配色及皇家香港警察徽章的警察機動部隊沙利臣裝甲車

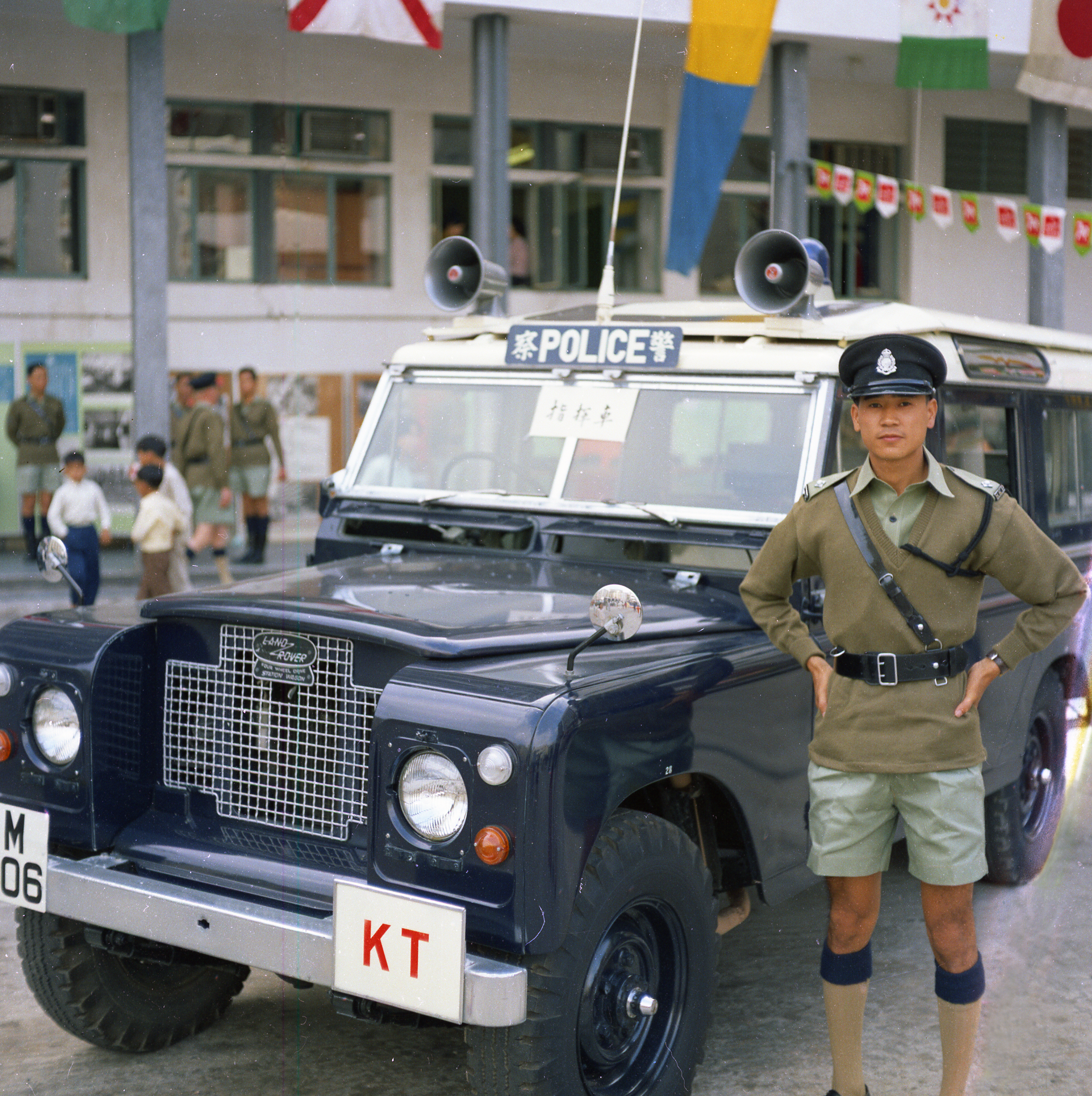
1971年的觀塘警區指揮車——越野路華系列。

六七暴動後，英女皇伊利沙伯二世為表揚香港警察隊在防暴中所展現之忠誠，於1969年4月賜封皇家名銜，成為皇家香港警察，同時贈以皇室藍，從此成為香港警察車輛配色。

### 1980年代末
1970年代至1980年代，皇家香港警務處以越野路華為警察車輛主力。時而，警務處引入福特出產的巡邏車，同時引入其他車廠出產的衝鋒車及運員車。
1980年代起，警務處在職業安全大前題下，檢討過往的皇室藍在黑夜間難以被察覺，容易產生交通意外。於是，於警察車輛上貼上反光紙帶，不過再無標示香港警察徽章。後來再經資料搜集，得出以白作為底色，加以紅藍反光條帶最為奏效。遂於1987年年底起採用新款車身設計至今；然而，警務處保留了一輛採用皇家藍作為車身顏色的警察車輛（AM9888）作為接載殉職警務人員的靈車。
1997年，警務處在職業安全考慮下，於全體有標識警察車輛的車尾加上鑽石形反光貼。其後，其他紀律部隊隨之仿傚。1998年，此種設計於第10屆國際警察車輛設計比賽中，從世界400多支警察機構的設計中脫穎而出，贏得季軍。

### 2000年代至今
2008年起，為環境保護，警務處引入電動車輛，包括小、中型車輛及電單車，大部分歸屬交通總部，並且首次採用巴騰堡格紋，及再次標示香港警察徽章。於同年以後，警務處引入的新警察車輛，大部分皆標示香港警察徽章。
2012年12月，警務處引進安全駕駛輔助記錄系統，推行《安全駕駛輔助記錄系統試驗計劃》一年，於2013年1月次週起半年，陸續購買了170輛警察車輛。此批新車輛全部安裝有5組攝錄設備，設於車身不同位置，有兩組屬於前景鏡，一組鏡頭位於錶板，其餘則在車身後方及左前下方，攝影範圍覆蓋車輛前方15呎及後方10呎範圍，用以顯示泊車及各種路面狀況，從而改善車長視野；期望提升安全及減少交通意外的發生。系統可以攝錄不多於4小時的影像，並且可以循環錄影；當警察車輛發生撞擊時，系統將會自動保留事發前後30秒的錄像；儲存裝置亦會上鎖，SD卡上的資料僅用於遇上交通意外時供予調查及提供佐證，以及車長訓練用途；由7名獲得授以權力的交通總部警署警長方才能夠取出錄影記憶卡。

## 種類

### 房車

#### 巡邏警車

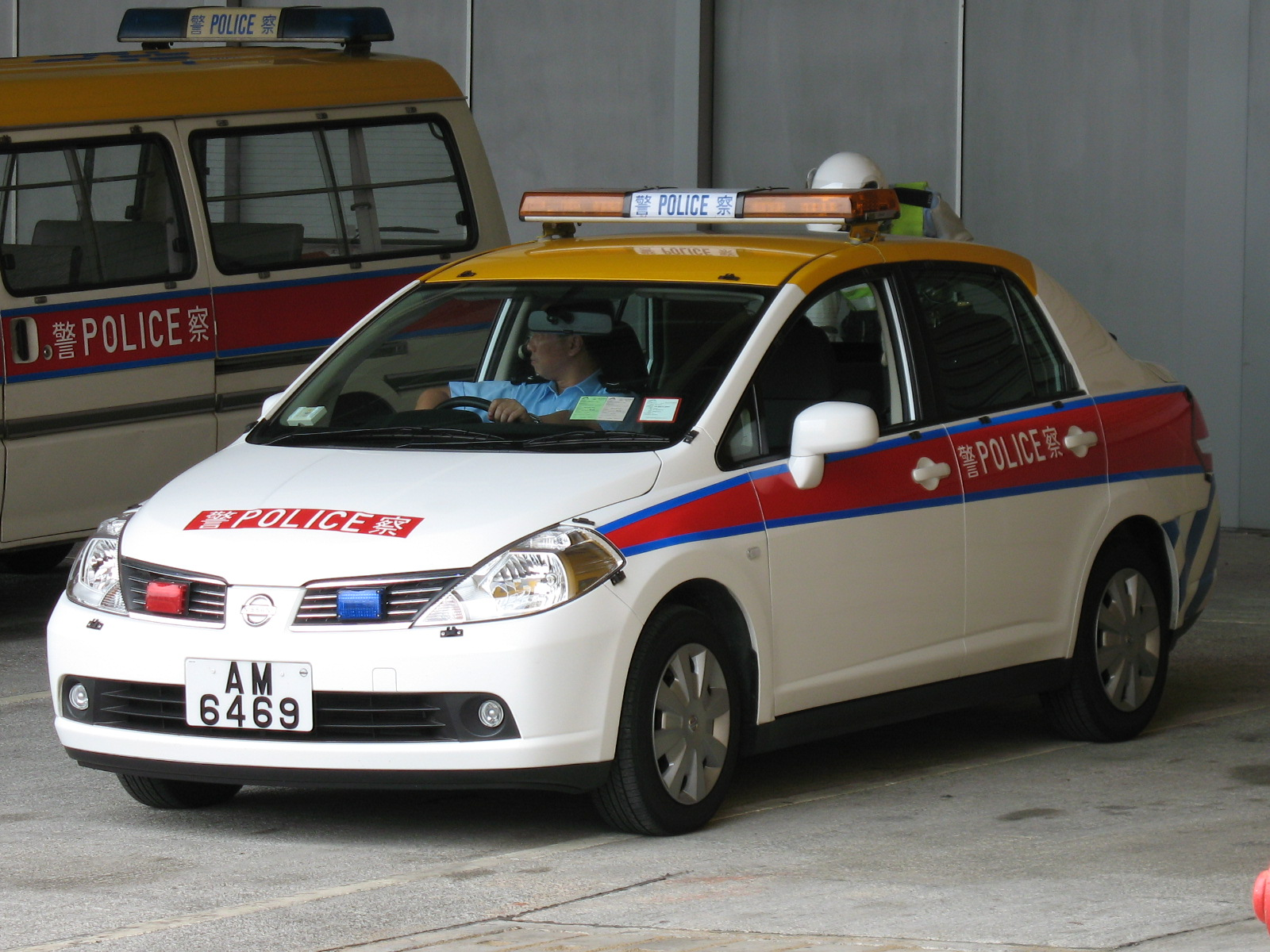
香港國際機場的日產Tiida警車

為了配合政府的環境保護政策，警務處於2010年4月引入61部經過環境保護署核准的環境保護車輛，該批車輛的廢氣排放數量低，而且燃料效率高，將會取代部分小型警察電單車。新型日產Tiida車輛經過改裝，擁有比較同款車輛車廂更大空間。
截至2023年6月，現役車輛有：
- 起亞 Cerato 2.0
- 起亞 Cerato K3
- 豐田 Corolla Axio
- 福士 Caddy 2.0 tdi
- 日產 Note
- 凌志 CT200h

#### 交通警車

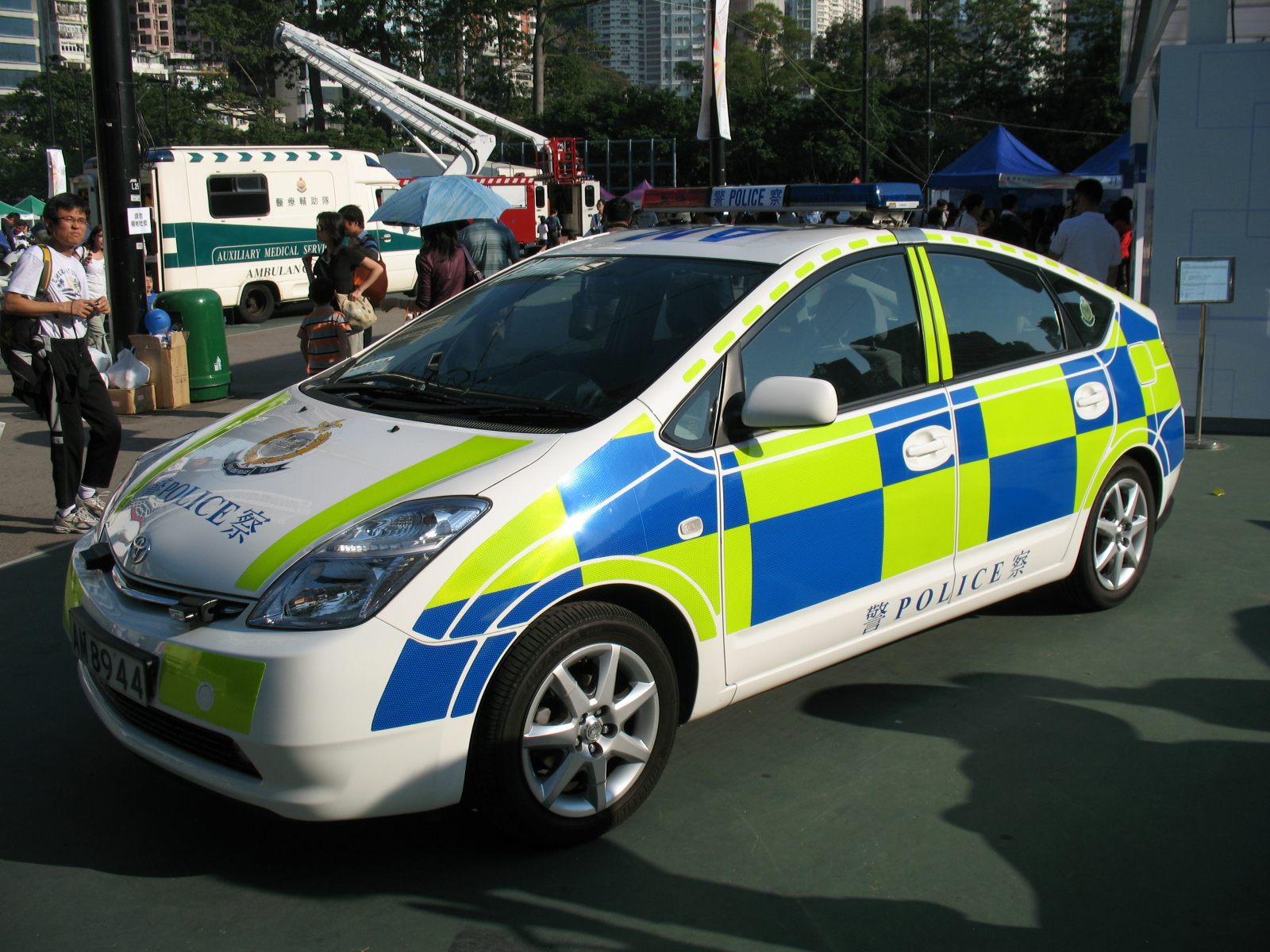
於2008年投入服務的交通總部新式警察車輛。

2008年7月，經過兩年多的湔試，警務處決定引入92輛第三代豐田普銳斯的燃油與電池混合動力環保巡邏車，車輛電腦系統可以根據路面及駕駛情況決定使用電池或者汽油推動引擎，在一般情況下比較一般車輛節省一半汽油耗量，並且減低廢氣排放數量。此外，新車輛於行駛時寧靜，協助人員於夜間巡邏罪惡黑點及停車場時，加強執法成效。此批新車輛車身均採用巴騰堡格紋設計。根據科學研究證實，此格紋更容易於遠距離識別，加強人員及其他道路使用者的安全，交通部大部分新車輛亦將會採用此款格紋。

#### 電動巡邏車

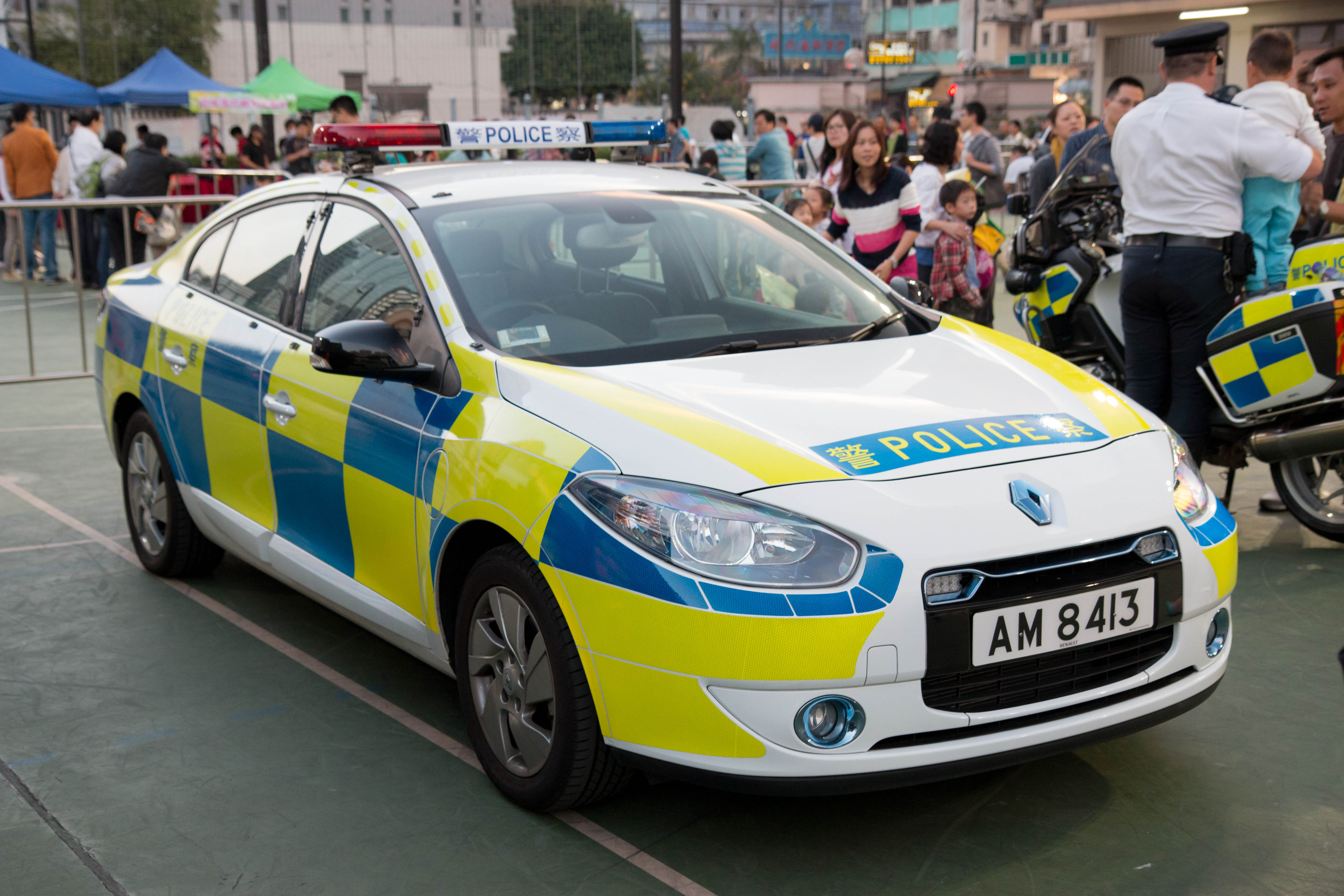
於2013年引入的Renault Fluence ZE

雷諾風朗（Renault Fluence ZE）於2013年付運警隊，電動車可透過車頭的充電插座以資識別。在2008至2012年期間，該批13部房車則是最新引進的電動車。雷諾風朗體積與本田雅各房車相若，車箱空間等同一般中形房車， 前後座乘客均有充裕的伸展空間。電動馬達最大輸出功率96匹馬力，容量22千瓦的鋰離子電池可在7小時左右充滿。車輛具能量回收功能，當減速或制動時，電量會回收及儲回電池內。雷諾風朗的官方公布續航力為185公里。實際續航力在80至200公里之間，視乎駕駛環境，以及空氣調節和其他設備，例如電燈、收音機、警號的使用。與傳統的車輛比較，該款電動轎車在繁忙的城市道路行駛，更具能源效益。

### 小型巡邏車

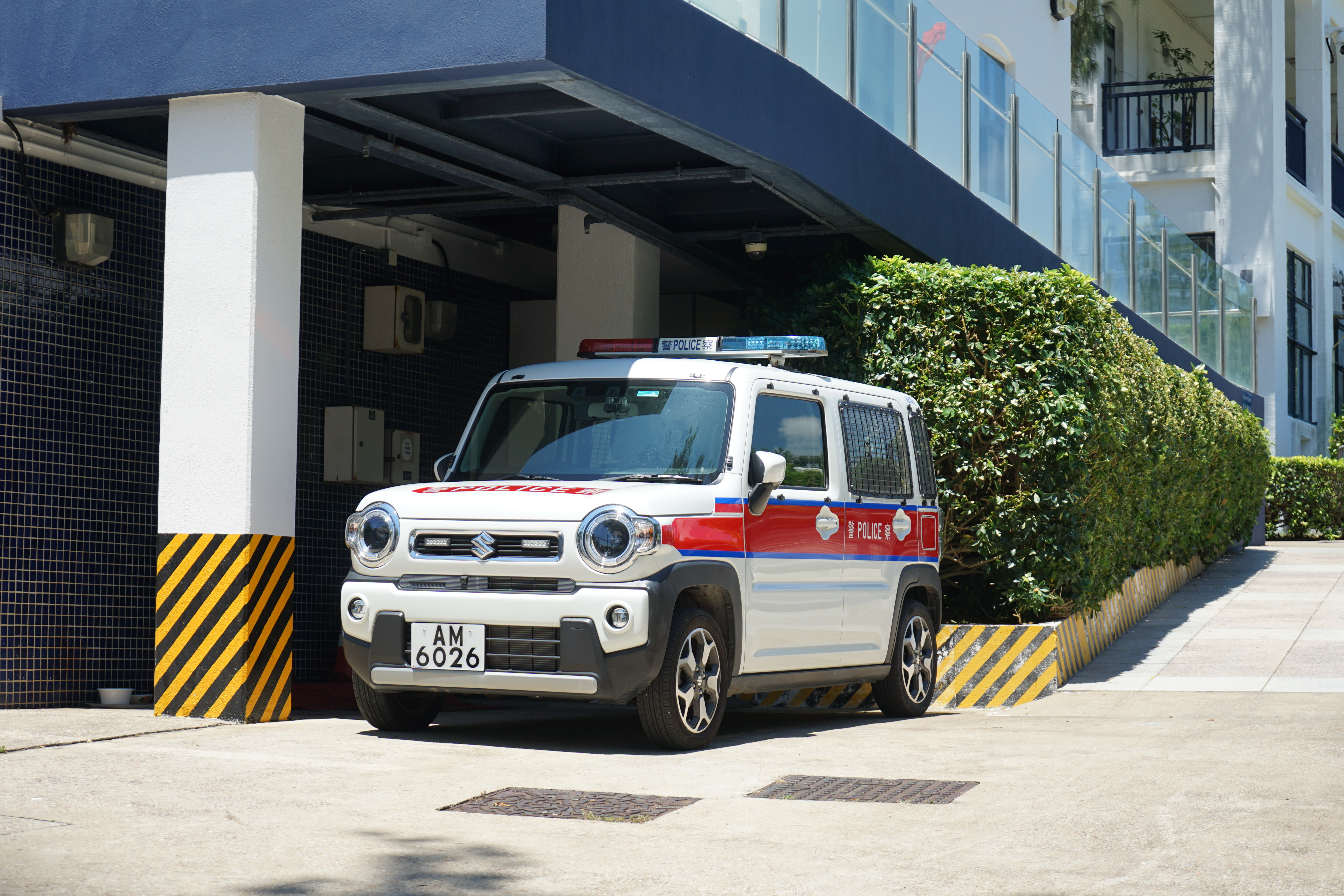
長洲警署的鈴木Hustler警車

1960年代，警務處以迷你作為小型巡邏車，可以運載兩名警員和一隻警犬。
幾經測試，警務處於2010年6月引入4輛三菱i-MiEV電動車，同時訂購了68輛同款車輛，於2010年陸續經過改裝後投入服務。新車輛採取鋰離子電池，可以透過一般家用電源供應器充電，新車輛的燃料開支亦因此而省逾60%。完成充電後，新車輛可以行駛約160公里。警務處指出，新車輛更能夠保護環境，而且寧靜，車身設計亦比較為適合於離島等較窄的街道及山道上行駛，4輛警車被調配至長洲、尖沙咀、馬鞍山及山頂。
警務處於2022年訂購兩輛鈴木Hustler小型巡邏車，並於同年4月16日曝光，能夠應付極窄的盧吉道，是載客量最低、最輕和最小的巡邏車，也是唯一一部重量不足一噸的警察車輛，相關車輛被調配至山頂及長洲。

### 警用SUV

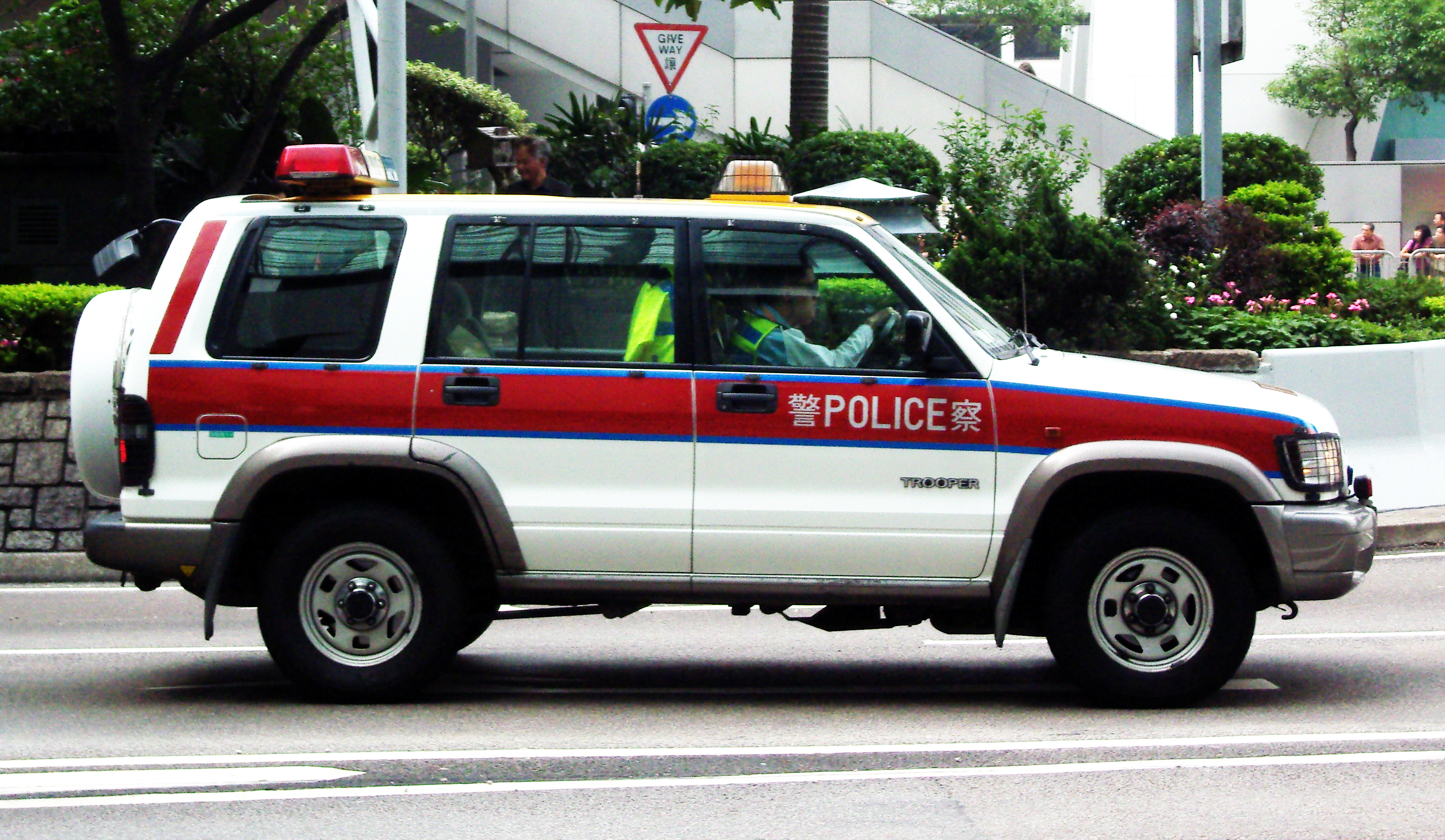
新界交通總部獨有的四輪驅動警區警察車輛

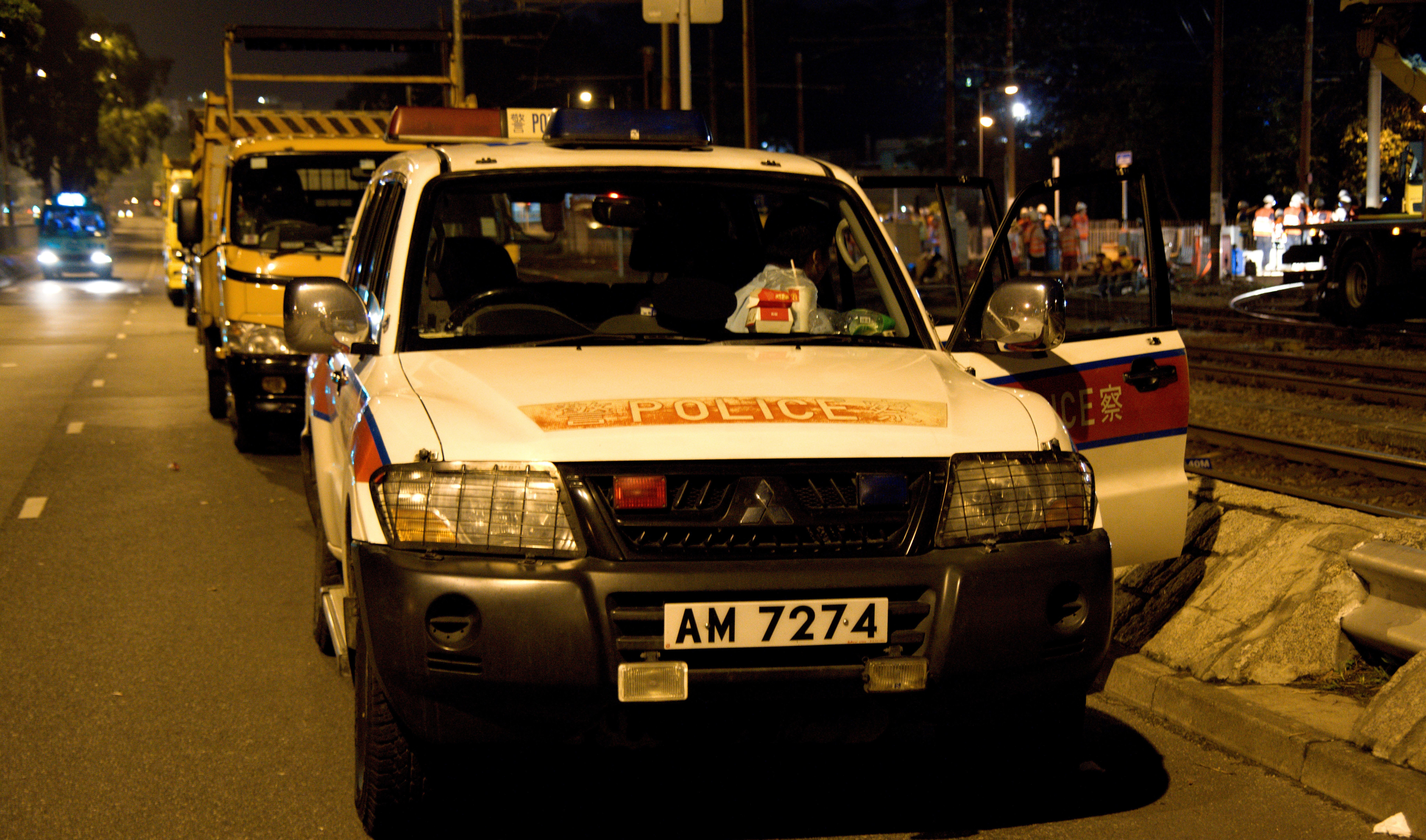
三菱帕傑羅，取代五十鈴trooper，現已被豐田陸地巡洋艦取代

2001年3月，警務處分批引進三菱帕傑羅四驅車，以取代使用了多年的五十鈴Trooper，首批為13輛，其後每年再分批運送抵達。新車輛使用新底盤，裝置了3公升V6引擎，馬力強大，可以容納6名乘客

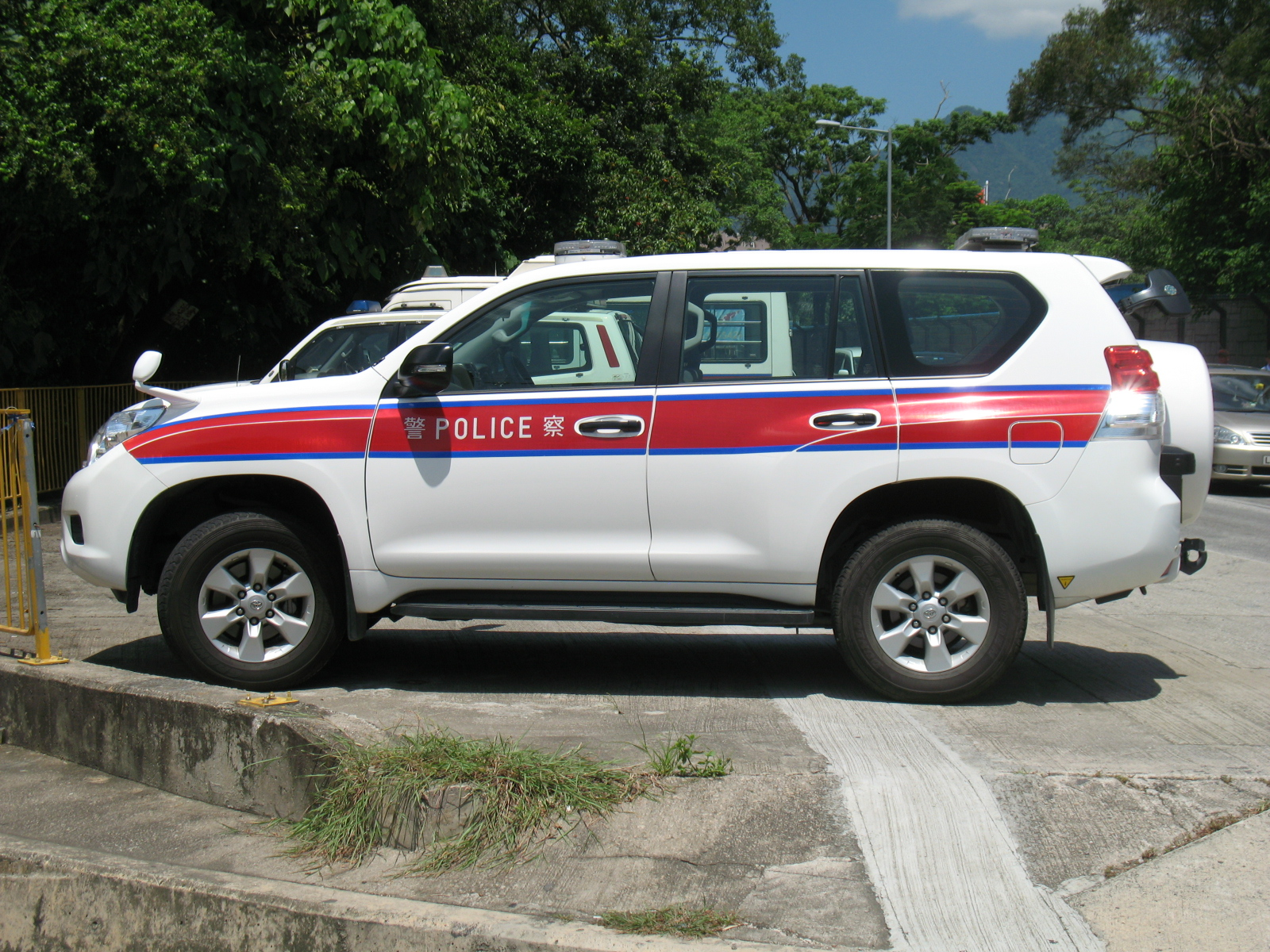

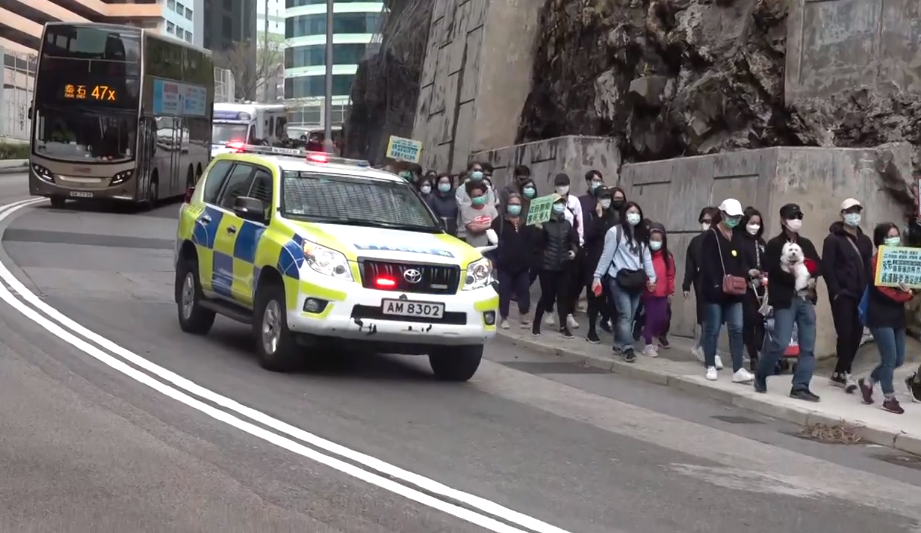
交通部四驅車

警務處其後購入豐田prado，取代三菱帕傑羅。主要給帶有郊區的警區(包括交通部)及反恐特勤隊使用。

#### 越野路華衛士

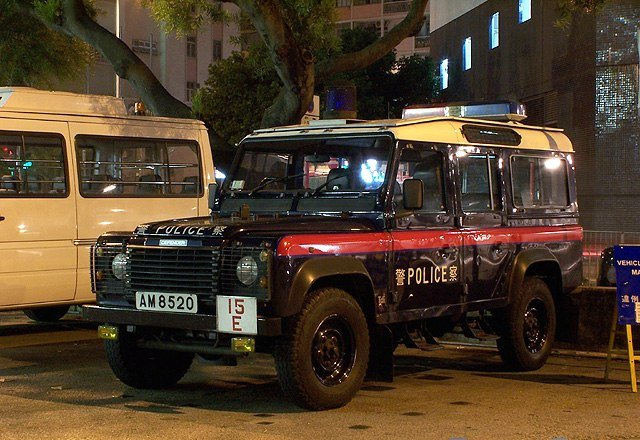

### 衝鋒車

#### 福特transit

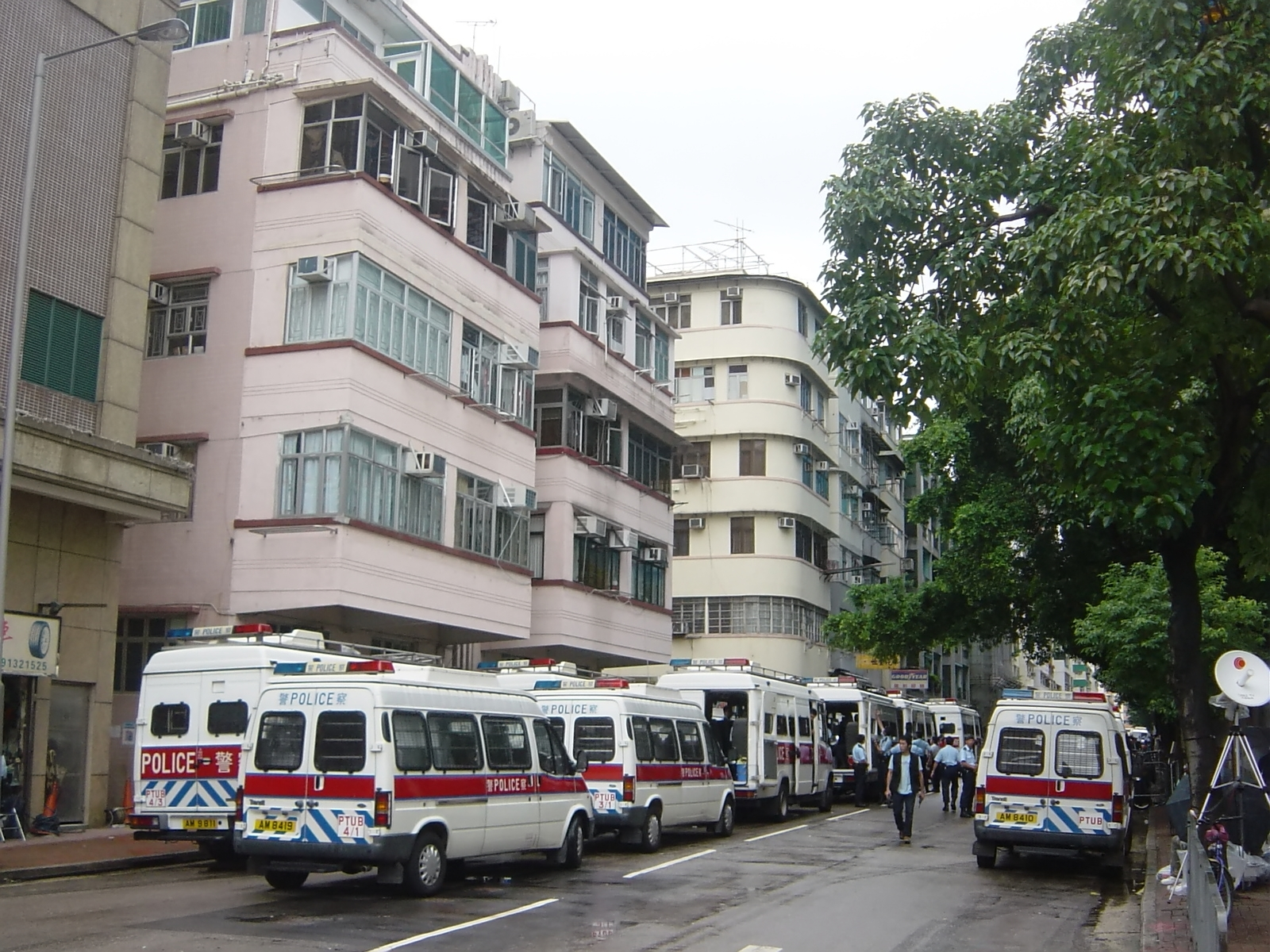

1996年，香港警隊引入福特卓志作為衝鋒車，最初裝備到衝鋒隊使用，而後逐步推廣到其他部門。6年後陸續退役及被平治Sprinter 314取代

#### 平治T1/310

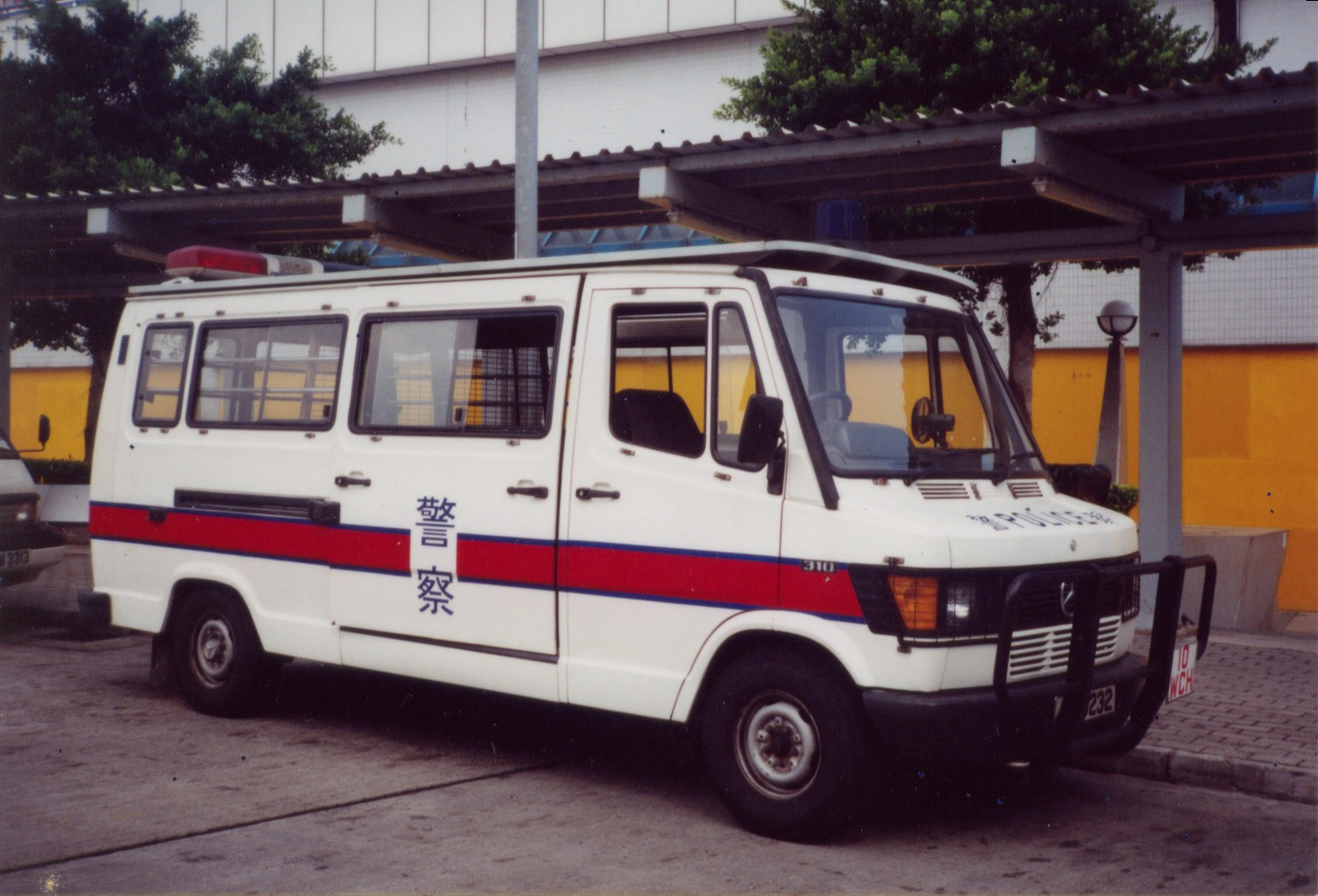

俗稱小飛象。

#### 平治斯賓特
2002年7月，警務處逐步引進新款衝鋒車。

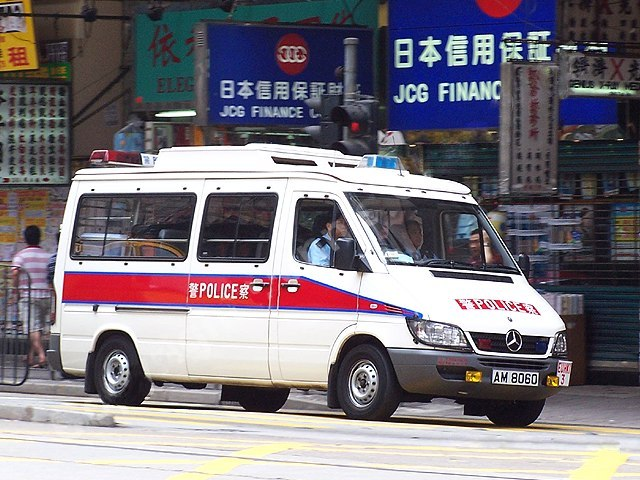
2002年款平治斯賓警車

2008年5月1日，經過警務處測試及設備安裝後，逐步全面更換使用了逾6年以上的衝鋒車。首批新車輛為79部，每輛價值近40萬港元，沿用梅賽德斯-平治斯賓特中的最新型號518CDI，屬於歐盟四型，汽缸容量有近3,000c.c.，馬力比較一般同款車輛強大，而且波箱轉用半自動的加減檔設計，加速效能更為快捷。此外，車廠根據警務處要求而對車輛作出了特別設計，車廂比較同款車輛寬敞。新車輛具備無綫區域網路及儲物箱以放置槍械、武器、防暴裝備及防彈衣等，亦安裝有先進科技設備，包括全球衞星導航系統及衞星定位系統，直接與警署電腦連接，以協助車長更容易及快捷地前往罪案現場。警務處高層決定是次更新車輛的時間乃特意配合於同年5月2日舉行的2008年夏季奧林匹克運動會香港區火炬接力，使到全世界各地傳媒在現場直播活動時，均攝影及攝錄到新警察車輛的外貌和形象。
2012年12月，警務處投資1億540萬港元引入170輛新衝鋒車，每部價值62萬港元，於2013年1月次週開始分批付運香港，分配予各警區、總區衝鋒隊及警察機動部隊使用。
2019年9月，警務處投資約1億3千萬港元引入189輛新款519BT衝鋒車，每部價值約70萬港元，分配予各警區、總區衝鋒隊、警察機動部隊、爆炸品處理課、特別任務連及警察交通部使用。

#### 歐霸Daily

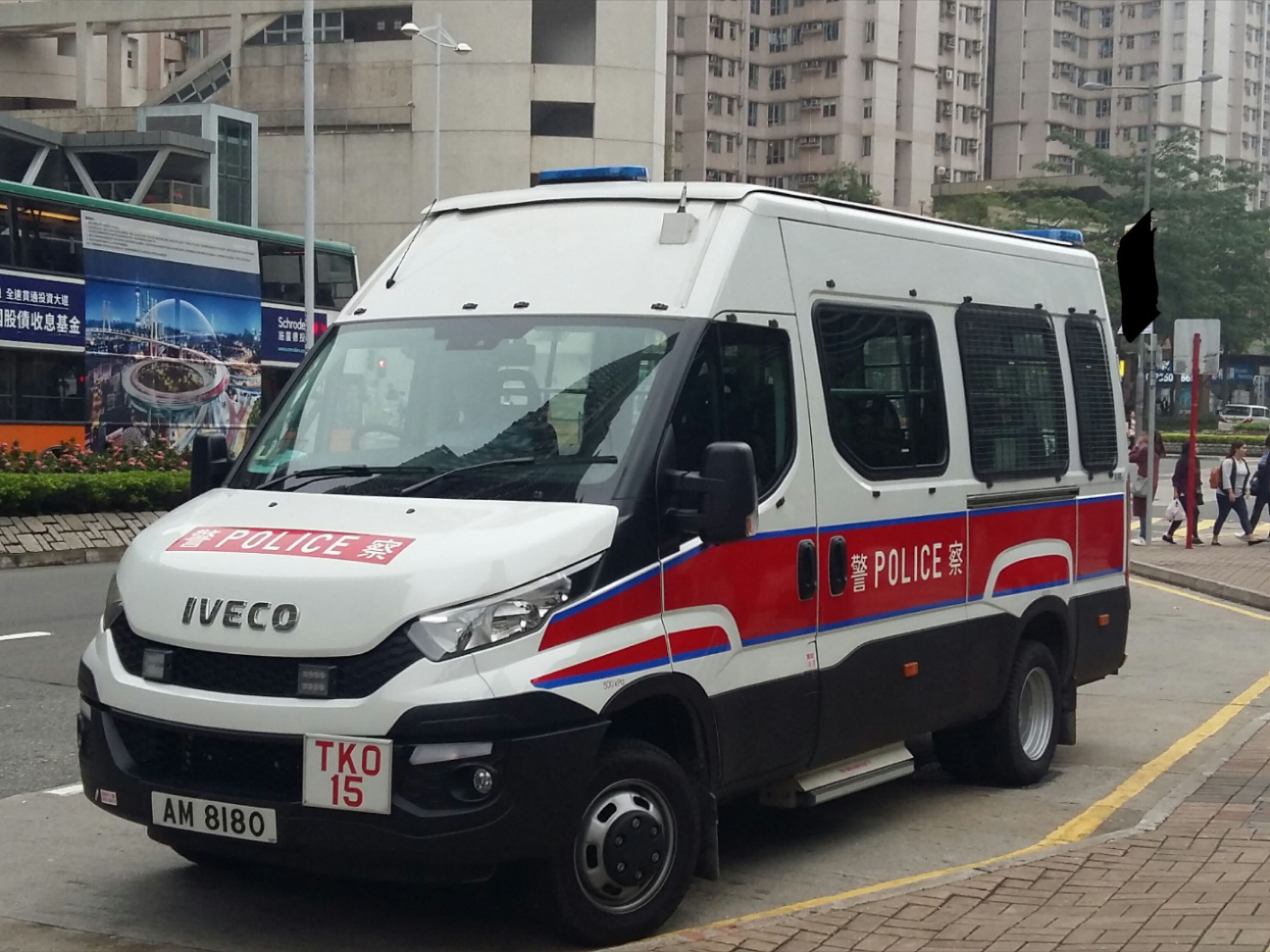
歐霸Daily警車

2016年，警務處斥資6930萬港元向意大利歐霸訂購129輛Daily衝鋒車，每輛新車價值約53.7萬港元，新車於2017年起陸續投入服務。

#### 豐田dyna

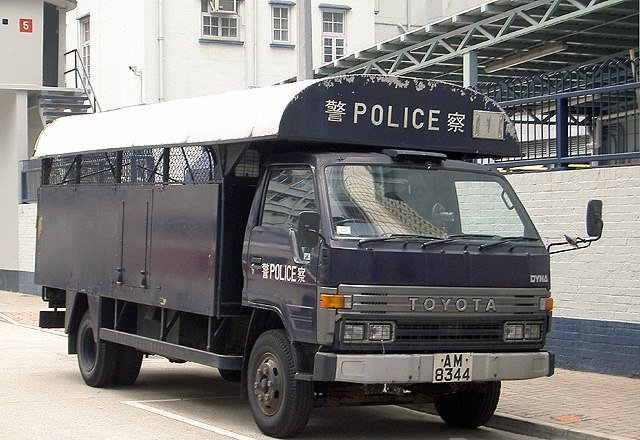
由豐田dyna貨車改裝成運員車

### 運員車

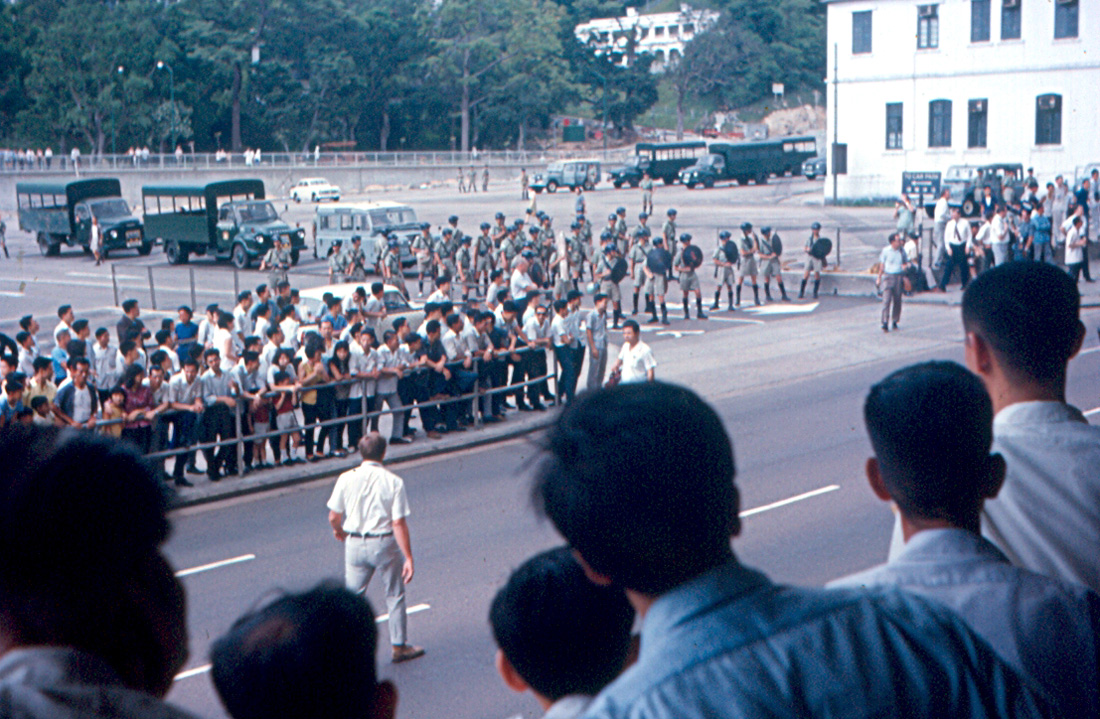
幾架百福TJ運員車在六七暴動時停泊在警方封鎖線後

百福TJ
福特1311

#### 五十鈴NPR

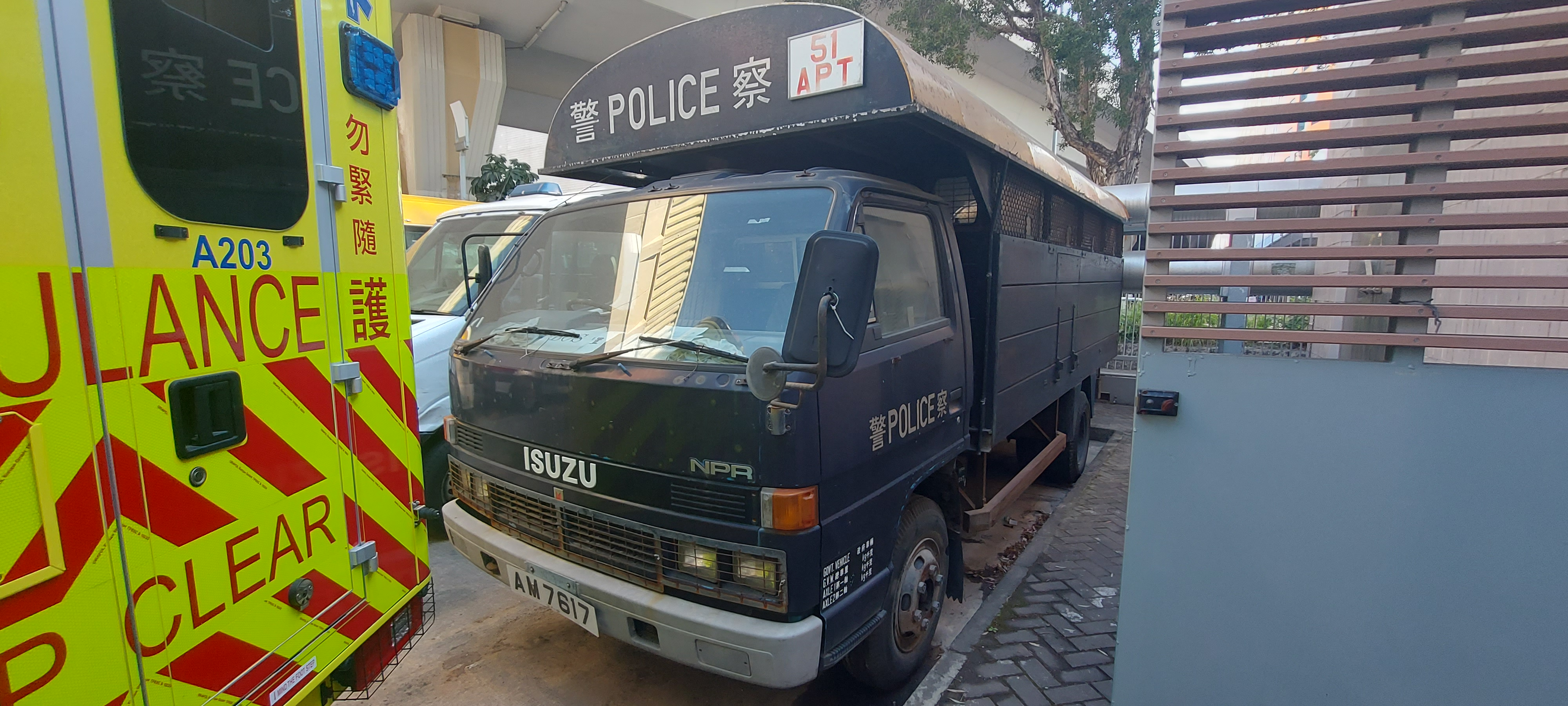
唯一一部保存至今的NPR警車

約2003年退役，現時只有一部NPR保存在機電工程署總部

#### 梅赛德斯-奔驰Vario

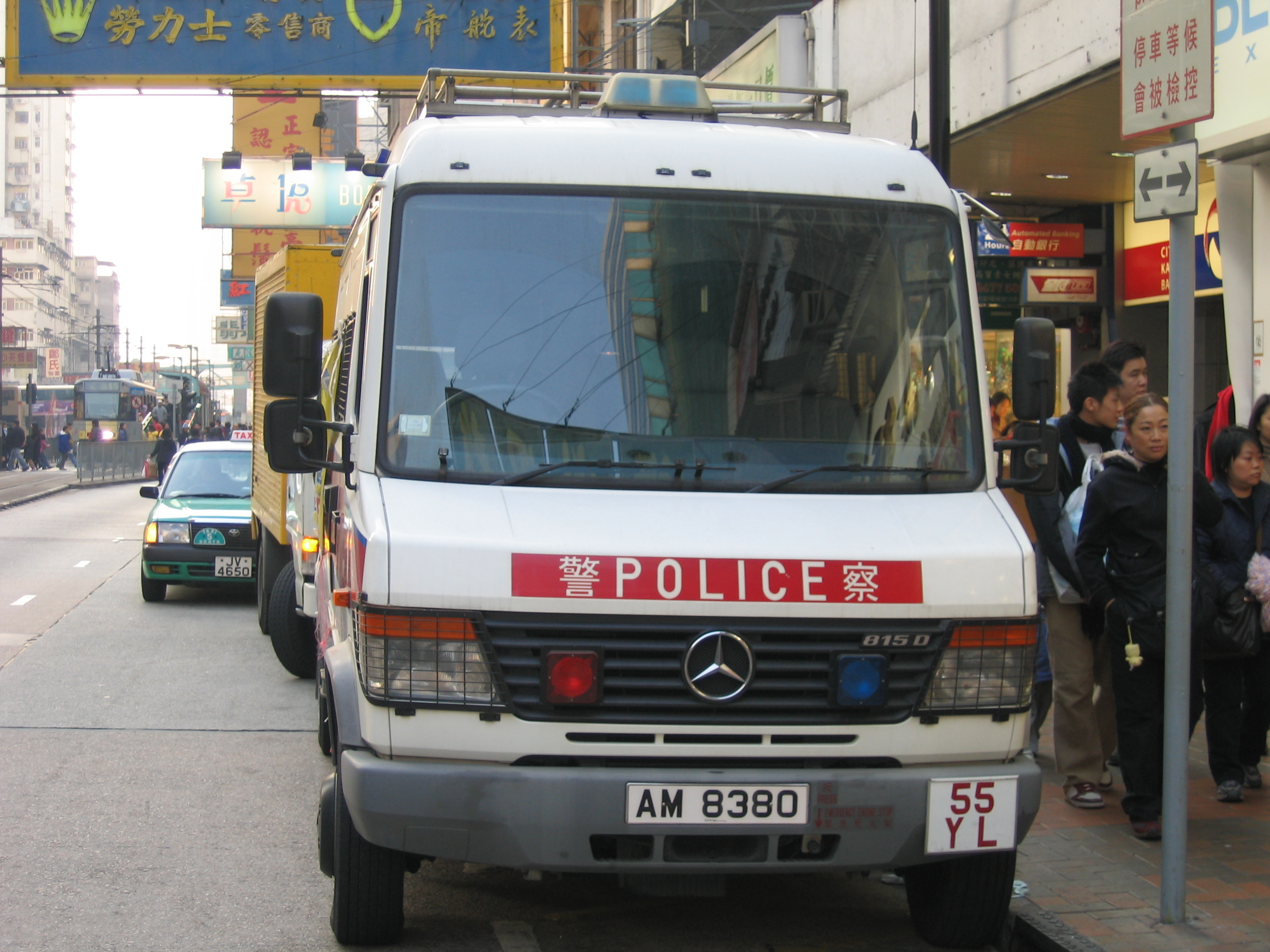

車身兩邊近車尾位置有兩個發射催淚彈的小窗口，2008年陸續被豐田coaster取代，約2014年退役

#### 豐田Coaster

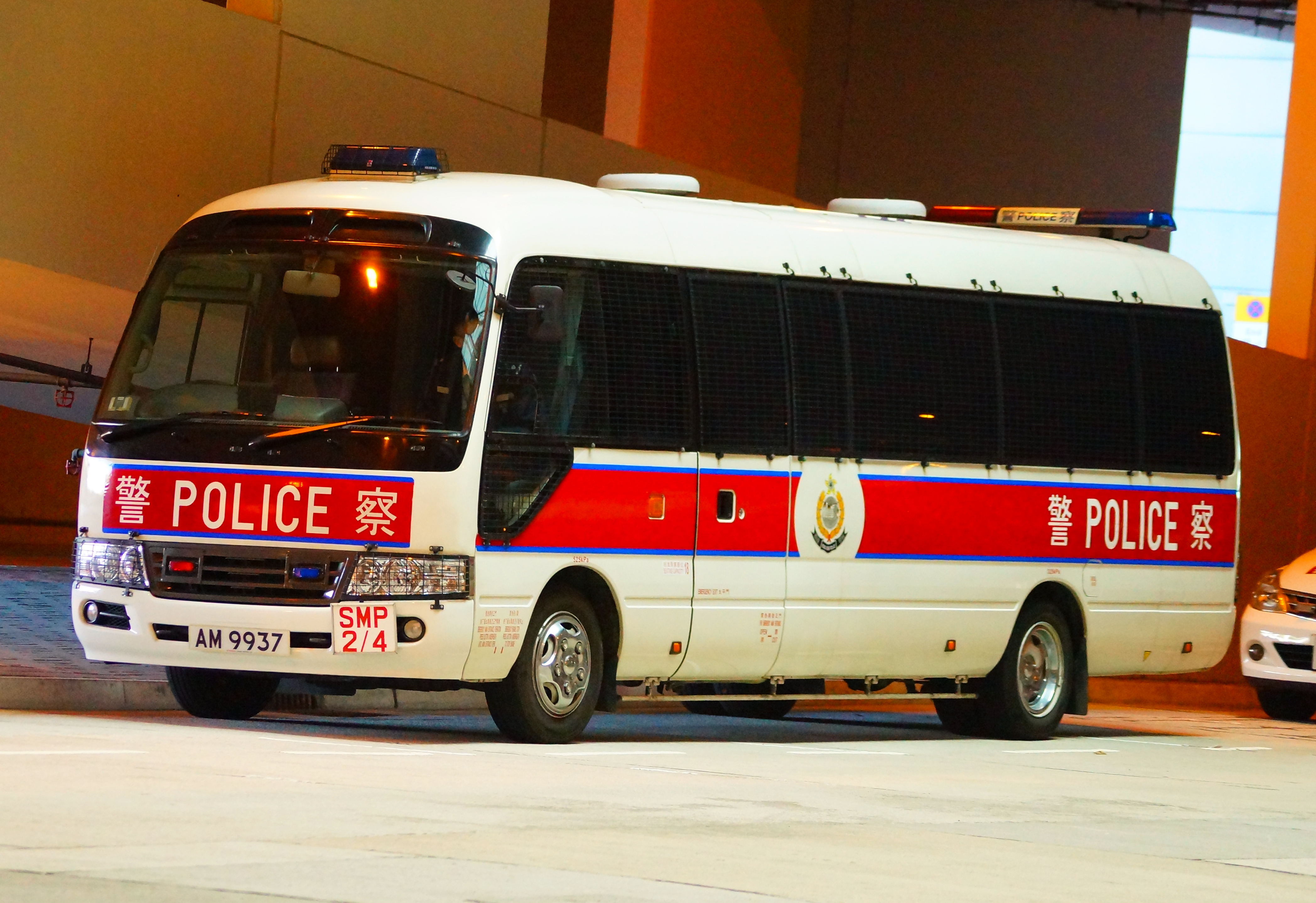
於2008年投入服務新款警察運員車，俗稱子彈頭。

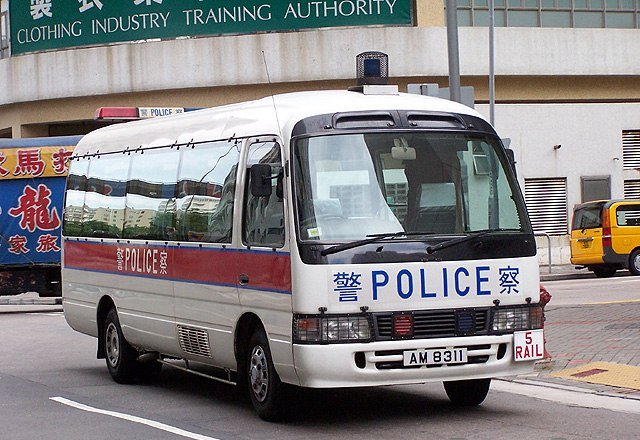
早期的運員車

2008年年中，警務處引入32輛豐田Coaster予警察機動部隊作為新運員車，每輛連同改裝費用價值約40萬港元，並取代平治vario，期後陸續再引入更多輛。新車輛經過豐田柯斯達超長陣標準29座改裝成為18座，車廂後座位置轉為裝備存放間。新車輛採用更先進及省油的引擎，屬於歐盟四型，運行時寧靜。新車輛車廂及車窗均比較寬闊，能夠擴闊人員視野。與此同時，所有車窗皆採用防爆玻璃及裝設了防暴網，提升防禦能力。

#### 三菱 Fuso Rosa

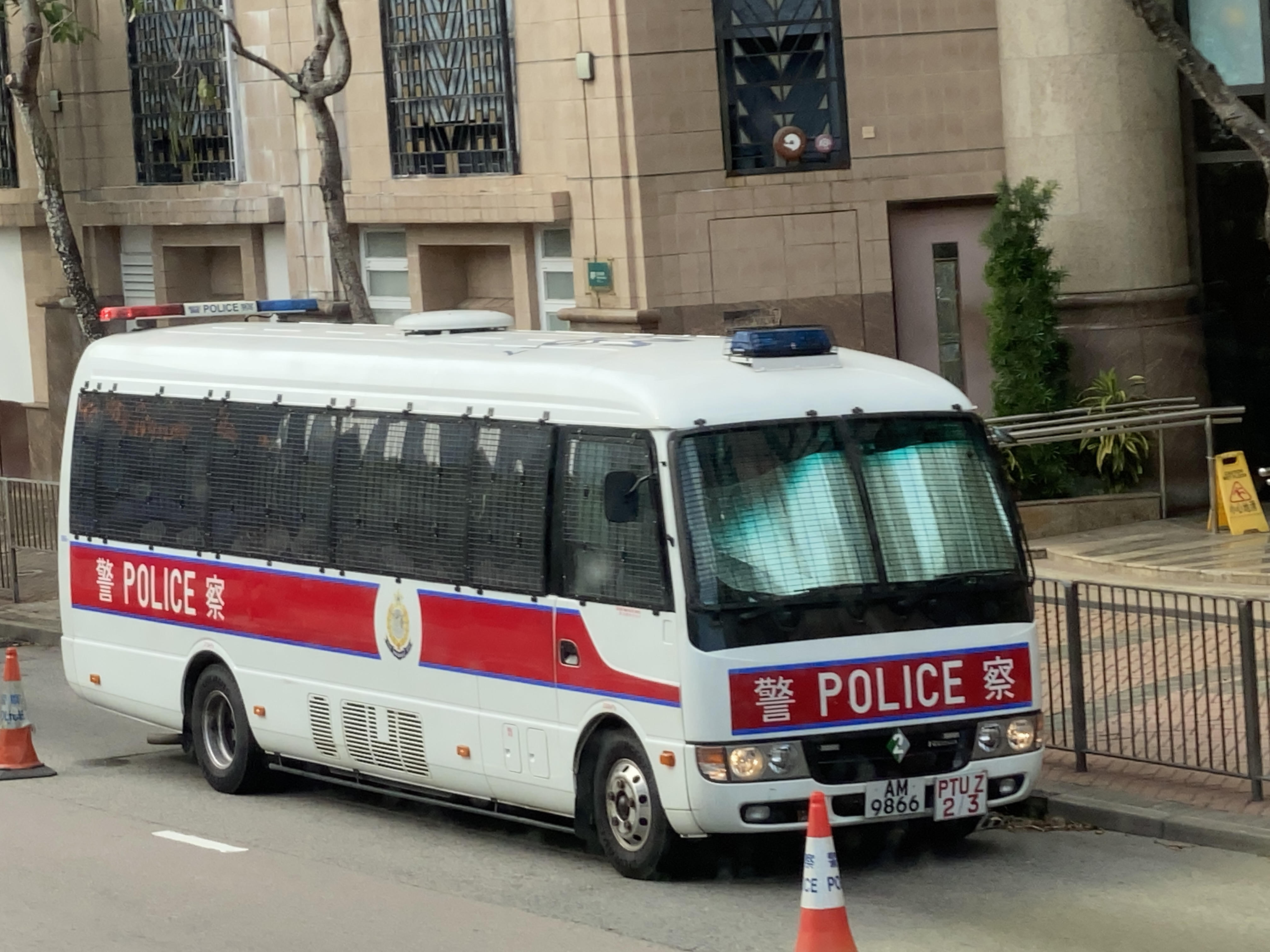

2018年年中，警務處開始引入三菱扶桑Rosa予警察機動部隊作為新運員車，期後陸續再引入更多輛。新車輛經過三菱扶桑Rosa超長陣標準30座改裝成為18座，車廂後座位置轉為裝備存放間。新車輛採用更先進及省油的引擎，屬於歐盟5型，運行時寧靜。新車輛車廂及車窗均比較寬闊，能夠擴闊人員視野。與此同時，所有車窗皆採用防爆玻璃及裝設了防暴網，提升防禦力能力。

#### 梅赛德斯-奔驰Atego

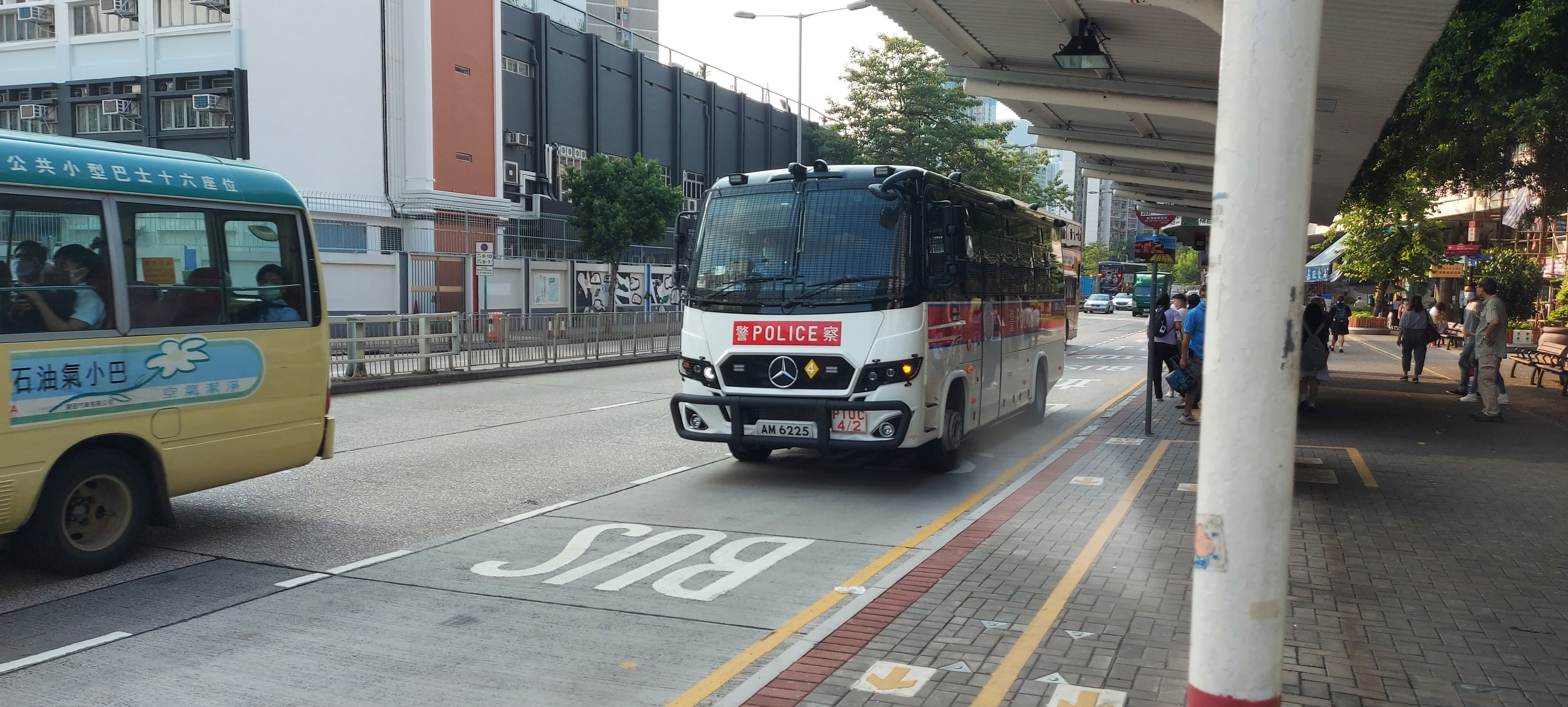
新款運員車，警方稱之戰術巴士

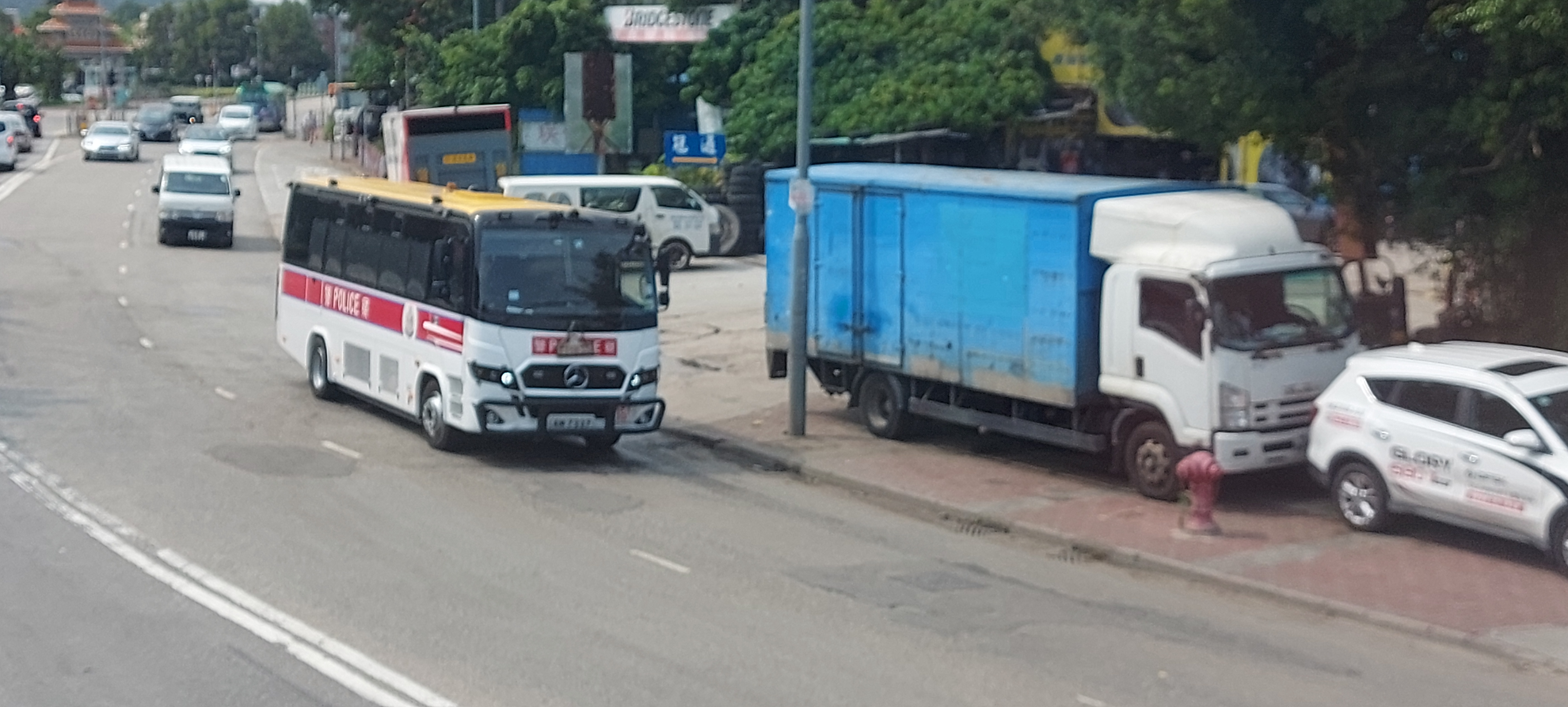

2021年4月，警務處斥資8778萬港元引入57輛梅赛德斯-奔驰Atego予警察機動部隊作為新運員車，並改稱為「戰術巴士」。每輛新車價值為154萬港元並於2022年陸續投入服務。新車輛經過梅赛德斯-奔驰Atego貨車底盤及廣通客車特制車身成為20座，車廂後座位置轉為裝備存放間。新車輛採用更先進及省油的引擎，屬於歐盟6型，運行時寧靜。新車輛車廂均比較寬闊，近車頂位置有一排三個小窗口，可在車內經窗口發射催淚彈。新款亦加強了防禦能力，車頂設有多個監視鏡頭，司機可360度環視周邊環境。全車採用不透明車窗，類似懲教署押解犯人車輛，外面的人不能窺視到內部情況。車窗外部亦加裝了整幅鐵網。此外，機場警區亦獲分配2部戰術巴士。

#### 猛獅 TGL
2023年年初，警務處開始引入猛獅 TGL予警察機動部隊作為新運員車，期後陸續再引入更多輛。新車輛採用猛獅 TGL 貨車底盤及Gemilang車身成為18座巴士，車廂後座位置轉為裝備存放間。新車輛採用更先進及省油的引擎，屬於歐盟6型，運行時寧靜。新車輛車廂及車窗均比較寬闊，能夠擴闊人員視野。與此同時，所有車窗皆採用防爆玻璃及裝設了防暴網，提升防禦力能力。

### 流動警察指揮車
警察指揮車（Police Commant Unit）的作用為在長時間的行動中，為警務人員提供額外的通訊器材，並且作為統籌行動的流動指揮中心。新款警察指揮車於2001年8月引入，新車輛的體積比較大，具備多種設備，例如發電機、泛光燈、工作燈、簡報區及各種通訊器材。
2017年，警隊引入由重型貨車改裝而成的指揮車，新車輛的體積比過去幾代指揮車更大，更可以調校車窗的透明度，以及擴闊車廂。

### 警犬運送車
2010年代初，警務處把一部服役中的平治vario，改裝成警犬運送車。
2023年，警務處新款警犬運送車曝光，最多可載12隻警犬。和運員車不同的是，警犬運送車有外置空調。

### 警用重型 / 小型電單車

#### 本田CB650P
警務處於1980年代中引入209輛本田CB650P，用來取代躍馬牌電單車。

#### 寶馬R900RT
至2010年，由於大部分大型警察電單車已經使用近10年，故此警務處於同年年中向寶馬引入235輛R900RT電單車，用來逐步取代本田及寶馬R850RT，每輛價值逾16萬9千港元，新電單車重量比較舊電單車輕型，油缸容量大4%，動力系統更強勁及節省燃油，引擎更有效率，最高時速可以提升至每小時240公里。此外，車尾藍色指示燈燈桿亦加長1/3，方便道路使用者識別。首批新電單車於同年11月運抵香港，其後陸續付送運輸，於2011年年初完成完成全面的更新。
2011年1月28日，警務處香港警察總部舉行儀式，宣布寶馬R900RT正式投入服務，使用中的寶馬R850RT則會退役。新電單車車身採用巴騰堡格紋設計，以及採取發光二極管警號燈，比較以往提高識別程度，能夠提高人員和其他道路使用者的安全；新電單車的警號裝置亦比較舊有型號響亮。在裝備上，新電單車的風擋玻璃透過空氣動力學原理，能夠加強行車時的穩定性，而且可以自行調較。此外，新電單車備有車速偵測功能，協助人員執行職務及舉證用途。

#### 寶馬1250RT
警務處向寶馬引入250輛R1250RT電單車，2021年10月6日，警務處香港警察總部舉行儀式，宣布首批60架寶馬R1250RT正式投入服務，使用中的寶馬R900RT則會陸續退役。新電單車車身仍然採用巴騰堡格紋設計，新車擋風玻璃的高度比舊車高和小，車頭燈也改為置中。

#### Vectrix Electric Maxi
2008年，警務處引進Vectrix電動電單車，為首次引入電動電單車。

#### Brammo Enertia Plus
2012年8月31日，警務處從美國引入Brammo Enertia Plus電動電單車，首批為10輛，新電單車以一組磷酸鋰鐵電池推動，最高時速可以達到95公里，於充電後可以行駛128公里。

#### Zero S ZF-9
2013年，警務處從美國引入Zero S ZF-9電動電單車，新電單車最高時速可以達到121公里/每小時，於充電後最遠可以行駛183公里。

### 偽裝警車
俗稱為「隱形戰車」的無標識警察車輛隸屬於交通部，專門用作追捕違反交通法例，特別是超速行駛的車輛。
另外，「隱形戰車」每次完成任務後也會換不同的車牌，防止有人跟蹤。

#### 第一代
豐田Camry2.2為第一代隱形戰車款式，於1997年引入。

#### 第二代

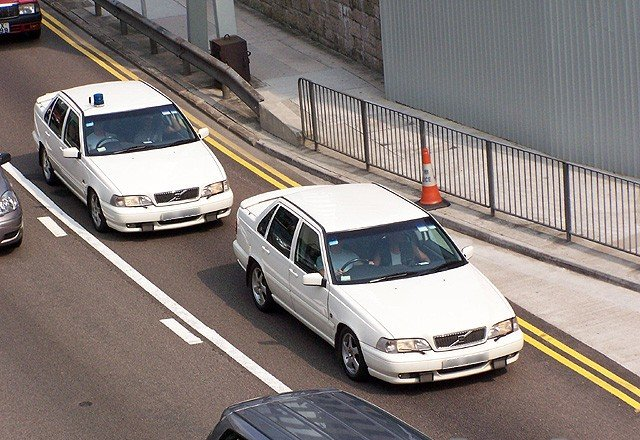
富豪S70隱形戰車

富豪S70為第二代隱形戰車款式

#### 第三代

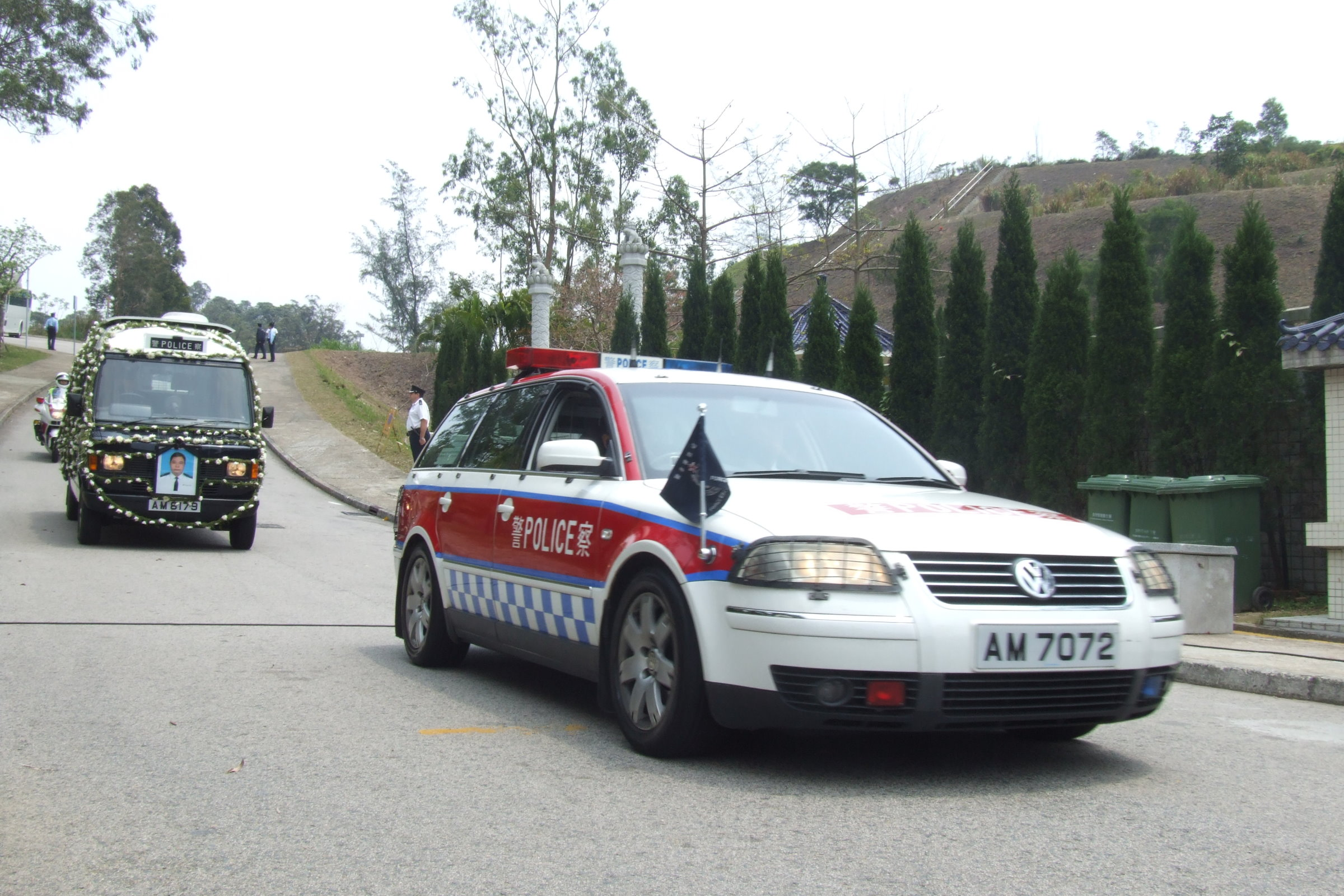
福士Passat警車

福士Passat2.8 4motion為第三代隱形戰車款式。

#### 第四代

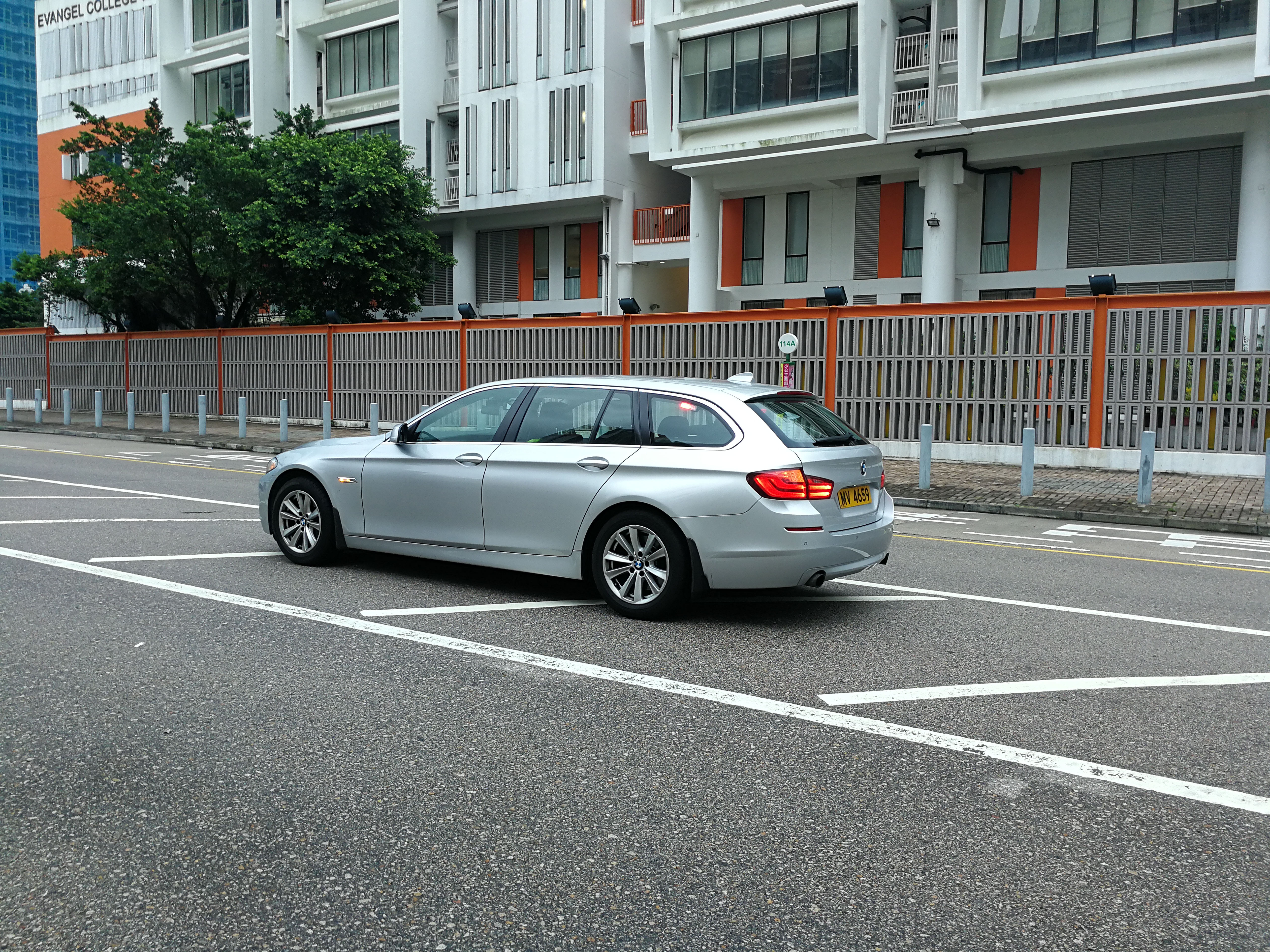
一辆执勤中的第四代「隱形戰車」

2010年年中起，警務處分批引入13部寶馬535i型旅行車，每輛價值約80萬港元，採用渦輪增壓引擎，汽缸容積達到2,979立方厘米，由靜止加速至時速一百公里僅需要6.1秒，極速可以行駛時速高達260公里。此批警察車輛各裝備有一套ProVida系統，包含偵察車速儀器及錄影功能，作為取締違例超速的呈堂證據。

#### 第五代
2020年，警務處購入18部寶馬540i xDrive旅行車，每輛價值約92.7萬港元。部分車輛用作取代舊款隱形戰車。新車馬力和轉向較舊款強，由靜止加速至時速一百公里僅需要4.8秒，比舊款快1.3秒。新款隱形戰車擁有自動車牌識別、測速及錄影功能，有助警務人員更快及有效地發現違例車輛。

### 裝甲警車

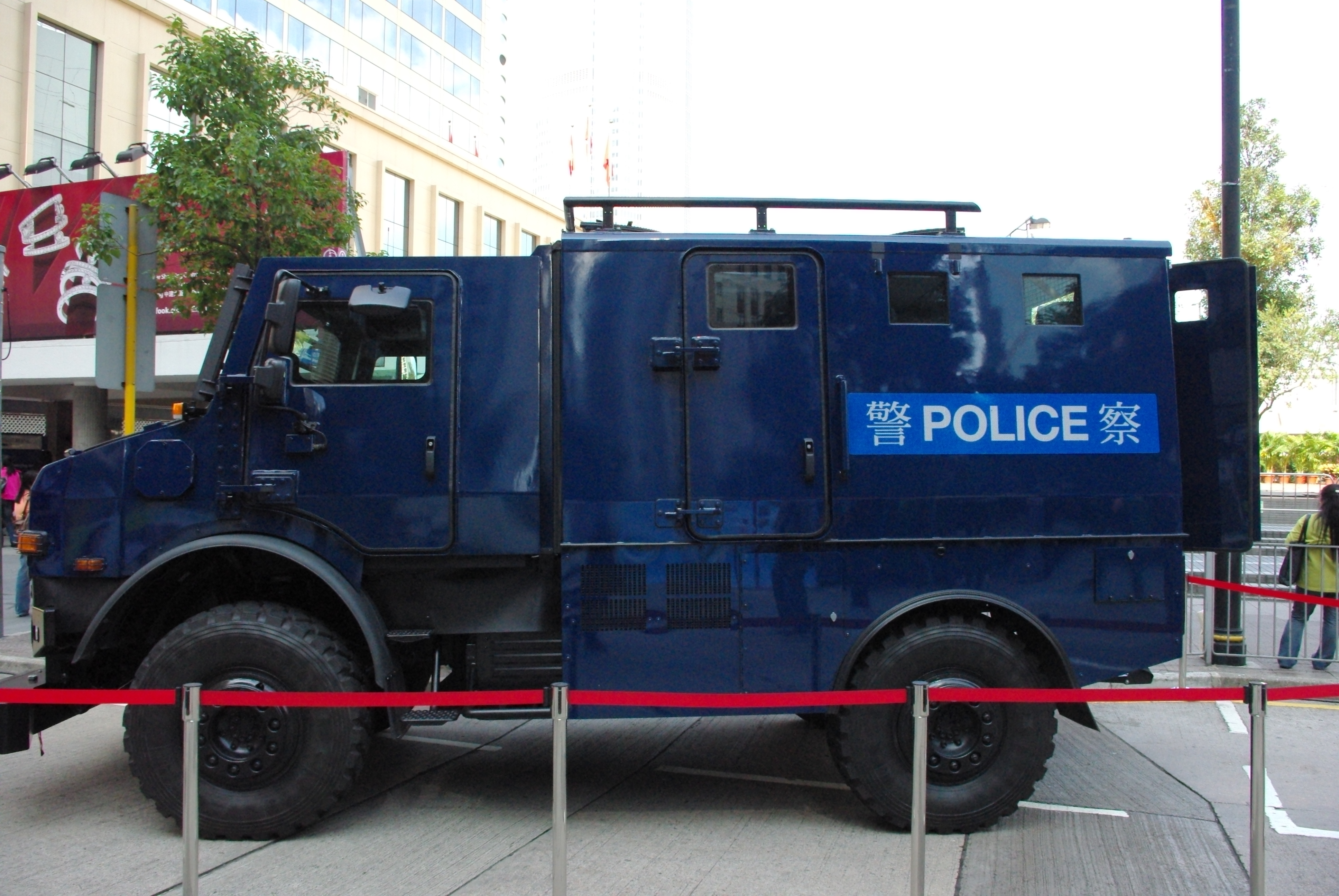
於2009年3月投入服務的第三代警察機動部隊BB車，俗稱銳武

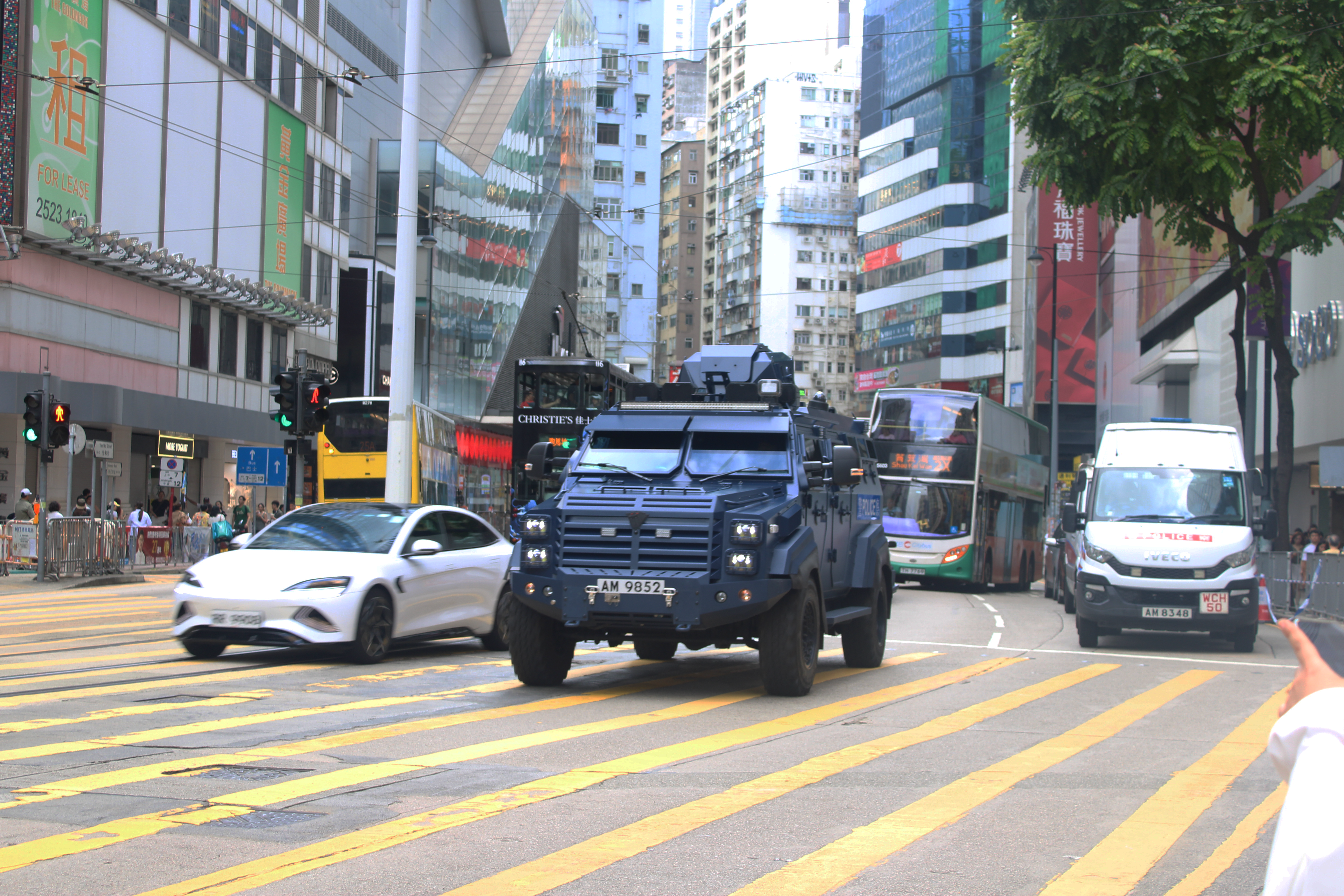
在銅鑼灣軒尼詩道的「劍齒虎」裝甲車

1950年代，警務處採用高馬型貨車的改裝款式，為其安裝裝甲，成為警務處的首批裝甲車輛。
1969年，警務處獲得頒贈以皇家藍後，將從英國引進15輛的沙利臣裝甲車車身顏色更改為皇室藍；該批沙利臣裝甲車於1970年投入服務，於1988年退役。沙利臣裝甲車可以透過排氣喉發放催淚煙；有需要時，可以將車身上的電鏈放置在地上，及打開水喉，讓水滴至地下及覆盖車身，駕駛員按下電鏈按鈕後，裝甲車就會釋放電源，當有人接近車身或者攀上車頂，就會被電力所擊傷。
1987年，警務處引進7輛薩克遜裝甲車（俗稱煞臣和殺神），於1988年投入服務，於2009年退役。每輛撤遜裝甲車車頂兩旁均設有8支炮管，各邊4支，用作發放催淚煙；有需要時，可以在車身安裝銅管，以釋出電力，防止有人接近車身以至攀上車頂。
2008年12月，警務處引進的6輛平治烏尼莫U5000（官方稱為銳武）裝甲車逐步運抵香港，經過測試及改裝後，於翌年3月投入服務。新裝甲車由德國製造裝甲車身及其環境保護柴油引擎，由法國製造軍警專用四輪驅動底盤，行駛速度比較舊款裝甲車輛快速，而且防彈性能更佳，每輛價值600万港元，每輛可以運載包括駕駛員在內共10名人員。
2022年5月，香港警队已自内地购买六部“剑齿虎”警用装甲车，已於6月正式投入使用。根據港府《財政預算案2023/24年度》顯示，警務處在2021/22年度更換的6部裝甲車，其中1部預算修改為565.6萬港元，其餘5部為561.4萬港元，比每部最初預算1277.6萬港元便宜。 “剑齿虎”警用装甲车由廣州華凱車輛裝備有限公司製作，车长6.7米、宽2.36米、高3米，车内可容纳10人，配备多孔发射器，装有催泪炮、声波驱散器等装置，亦有全方位红外摄录系统。 车胎有特别装置，即使漏气亦能继续行驶。現時內地警方大量使用此裝甲車。

### 水炮車

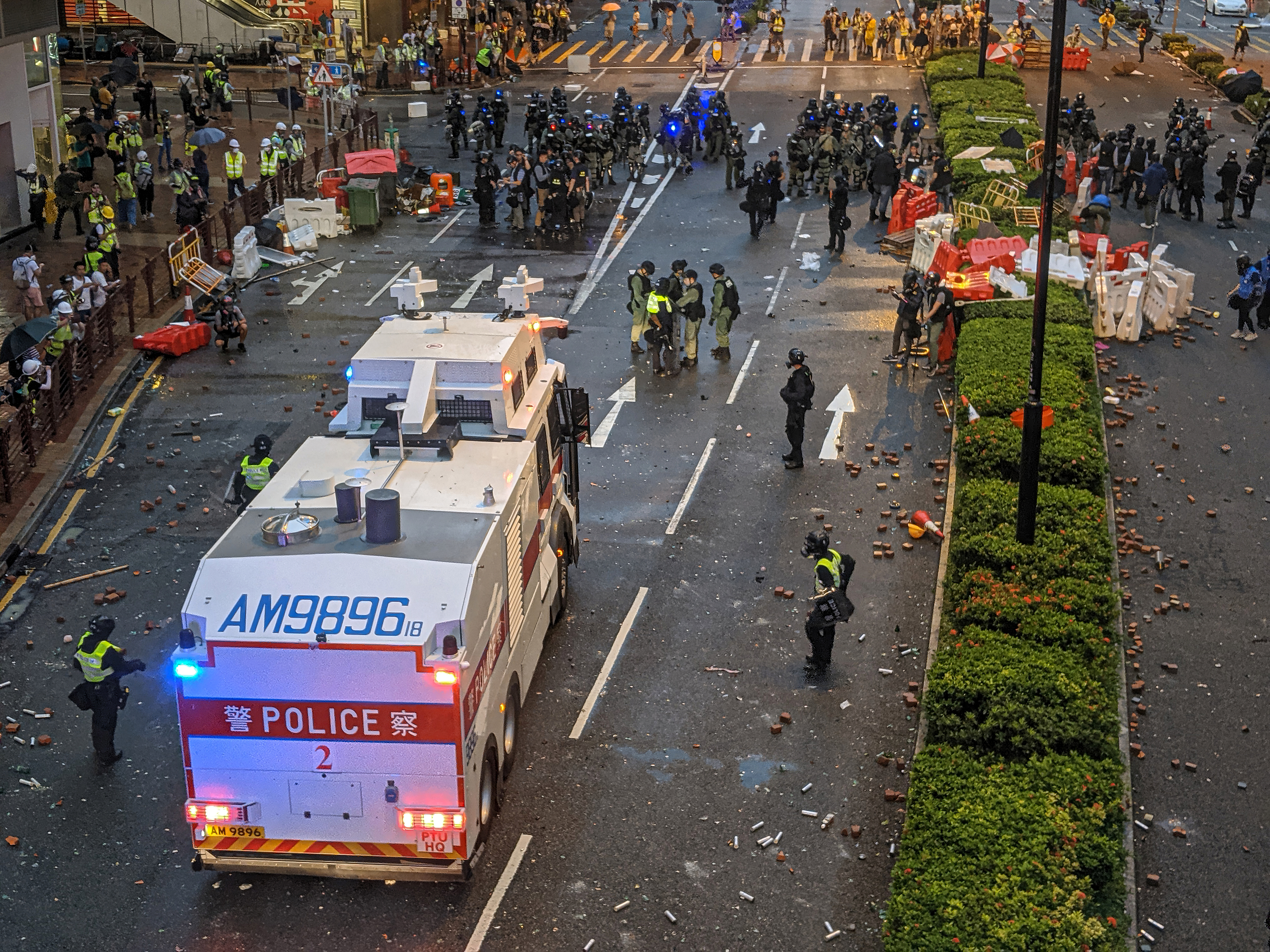
首次出動於2019年8月25日荃葵青遊行的人群管理特別用途車。

2018年及2021年，警務處分別從法國及中國內地引進各3輛官方稱為人群管理特別用途車的水炮車，並於翌年投入使用。人群管理特別用途車配備噴水裝置，在有需要時用以驅散使用暴力衝擊的示威人士，或制止嚴重危害公共安全及公共秩序的行為，並在為達至以上目的時，在示威人士與警察之間製造安全距離，減少示威者和警察因正面衝突而受傷的機會。

## 車牌號碼
香港政府車輛的車牌號碼主要為以英文字母AM開頭，而貼有標識的警察車輛的車牌號碼均是為AM6xxx、AM7xxx、AM8xxx、AM98xx或者AM99xx幾類（隱形戰車、部分飛虎隊及特殊便衣部門的車輛除外）。除了車牌，部份貼有標識的警察車輛在車首及車尾的別處均有一塊識別牌，供以識別其所屬部門以及隊伍，以下為不完全紀錄，例子包括：

### 警察總區、警區

#### 港島總區
| 英文字母 | 英文全稱                | 總區/警區 |
| -------- | ----------------------- | --------- |
| HKI      | Hong Kong Island Region | 港島總區  |
| E        | East District           | 東區警區  |
| WCH      | Wan Chai District       | 灣仔警區  |
| C        | Central District        | 中區警區  |
| W        | West District           | 西區警區  |

#### 東九龍總區
| 英文字母 | 英文全稱               | 總區/警區  |
| -------- | ---------------------- | ---------- |
| KE       | Kowloon East Region    | 東九龍總區 |
| WTS      | Wong Tai Sin District  | 黃大仙警區 |
| KT       | Kwun Tong District     | 觀塘警區   |
| TKO      | Tseung Kwan O District | 將軍澳警區 |
| SMP      | Sau Mau Ping District  | 秀茂坪警區 |
| RAIL     | Rail District          | 鐵路警區   |

#### 西九龍總區
| 英文字母 | 英文全稱              | 總區/警區  |
| -------- | --------------------- | ---------- |
| KW       | Kowloon West Region   | 西九龍總區 |
| YT       | Yau Tsim District     | 油尖警區   |
| MK       | Mong Kok District     | 旺角警區   |
| SSPO     | Sham Shui Po District | 深水埗警區 |
| KC       | Kowloon City District | 九龍城警區 |

#### 新界北總區
| 英文字母 | 英文全稱                     | 總區/警區                |
| -------- | ---------------------------- | ------------------------ |
| NTN      | New Territories North Region | 新界北總區               |
| TP       | Tai Po District              | 大埔警區                 |
| TM       | Tuen Mun District            | 屯門警區                 |
| YL       | Yuen Long District           | 元朗警區                 |
| BOR      | Border District              | 邊界警區                 |
| QRF      | Quick Reaction Force         | 快速應變部隊（邊界警區） |

#### 新界南總區
| 英文字母 | 英文全稱                     | 總區/警區  |
| -------- | ---------------------------- | ---------- |
| NTS      | New Territories South Region | 新界南總區 |
| TW       | Tsuen Wan District           | 荃灣警區   |
| KWT      | Kwai Tsing District          | 葵青警區   |
| ST       | Sha Tin District             | 沙田警區   |
| LT       | Lantau Island District       | 大嶼山警區 |
| APT      | Airport District             | 機場警區   |

#### 水警總區
| 英文字母 | 英文全稱      | 總區     |
| -------- | ------------- | -------- |
| MAR      | Marine Region | 水警總區 |

### 衝鋒隊
| 英文字母 | 英文全稱                             | 總區         |
| -------- | ------------------------------------ | ------------ |
| EUHKI    | Emergency Unit Hong Kong Island      | 港島衝鋒隊   |
| EUKE     | Emergency Unit Kowloon East          | 東九龍衝鋒隊 |
| EUKW     | Emergency Unit Kowloon West          | 西九龍衝鋒隊 |
| EUNTN    | Emergency Unit New Territories North | 新界北衝鋒隊 |
| EUNTS    | Emergency Unit New Territories South | 新界南衝鋒隊 |

### 警察機動部隊
| 英文字母   | 英文全稱                       | 連                         |
| ---------- | ------------------------------ | -------------------------- |
| PTU/PTU HQ | Police Tactical Unit           | 警察機動部隊總部           |
| PTUA       | Police Tactical Unit A Company | 警察機動部隊A連（新界南）  |
| PTUB       | Police Tactical Unit B Company | 警察機動部隊B連（西九龍）  |
| PTUC       | Police Tactical Unit C Company | 警察機動部隊C連（新界北）  |
| PTUD       | Police Tactical Unit D Company | 警察機動部隊D連（東九龍）  |
| PTUE       | Police Tactical Unit E Company | 警察機動部隊E連（香港島）  |
| PTUF       | Police Tactical Unit F Company | 警察機動部隊F連            |
| PTUG       | Police Tactical Unit G Company | 警察機動部隊G連（東九龍）  |
| PTUH       | Police Tactical Unit H Company | 警察機動部隊H連            |
| PTUW       | Police Tactical Unit W Company | 警察機動部隊W連            |
| PTUX       | Police Tactical Unit X Company | 警察機動部隊X連 （新界北） |
| PTUY       | Police Tactical Unit Y Company | 警察機動部隊Y連（西九龍）  |
| PTUZ       | Police Tactical Unit Z Company | 警察機動部隊Z連（香港島）  |
| TANGO/TCoy | Tango Company/Tango Company    | 警察機動部隊T連            |

### 交通總部
| 英文字母 | 英文全稱                      | 總區         |
| -------- | ----------------------------- | ------------ |
| THKI     | Traffic Hong Kong Island      | 港島交通部   |
| TK       | Traffic Kowloon               | 九龍交通總區 |
| TKE      | Traffic Kowloon East          | 東九龍交通部 |
| TKW      | Traffic Kowloon West          | 西九龍交通部 |
| TNT      | Traffic New Territories       | 新界交通總區 |
| TNTN     | Traffic New Territories North | 新界北交通部 |
| TNTS     | Traffic New Territories South | 新界南交通部 |

### 總區應變大隊
| 英文字母 | 英文全稱                                           | 總區               |
| -------- | -------------------------------------------------- | ------------------ |
| RRC HKI  | Regional Response Contingent Hong Kong Island      | 港島總區應變大隊   |
| RRC KE   | Regional Response Contingent Kowloon East          | 東九龍總區應變大隊 |
| RRC KW   | Regional Response Contingent Kowloon West          | 西九龍總區應變大隊 |
| RRC NTN  | Regional Response Contingent New Territories North | 新界北總區應變大隊 |
| RRC NTS  | Regional Response Contingent New Territories South | 新界南總區應變大隊 |

### 其他部門
| 英文字母    | 英文全稱                                        | 部門                      |
| ----------- | ----------------------------------------------- | ------------------------- |
| PD&TT       | Police Driving & Traffic Training Division      | 警察駕駛及交通訓練科      |
| TPT         | Transport Division                              | 運輸課                    |
| AUXHQ/AUXoy | Auxiliary Police Headquarters/Auxiliary Company | 輔助警察隊總部/輔助警察隊 |
| CTRU        | Counter Terrorism Response Unit                 | 反恐特勤隊                |
| PDU         | Police Dog Unit                                 | 警犬隊                    |
| EOD         | Explosive Ordnance Disposal Bureau              | 爆炸品處理課              |

## 圖集

### 現役

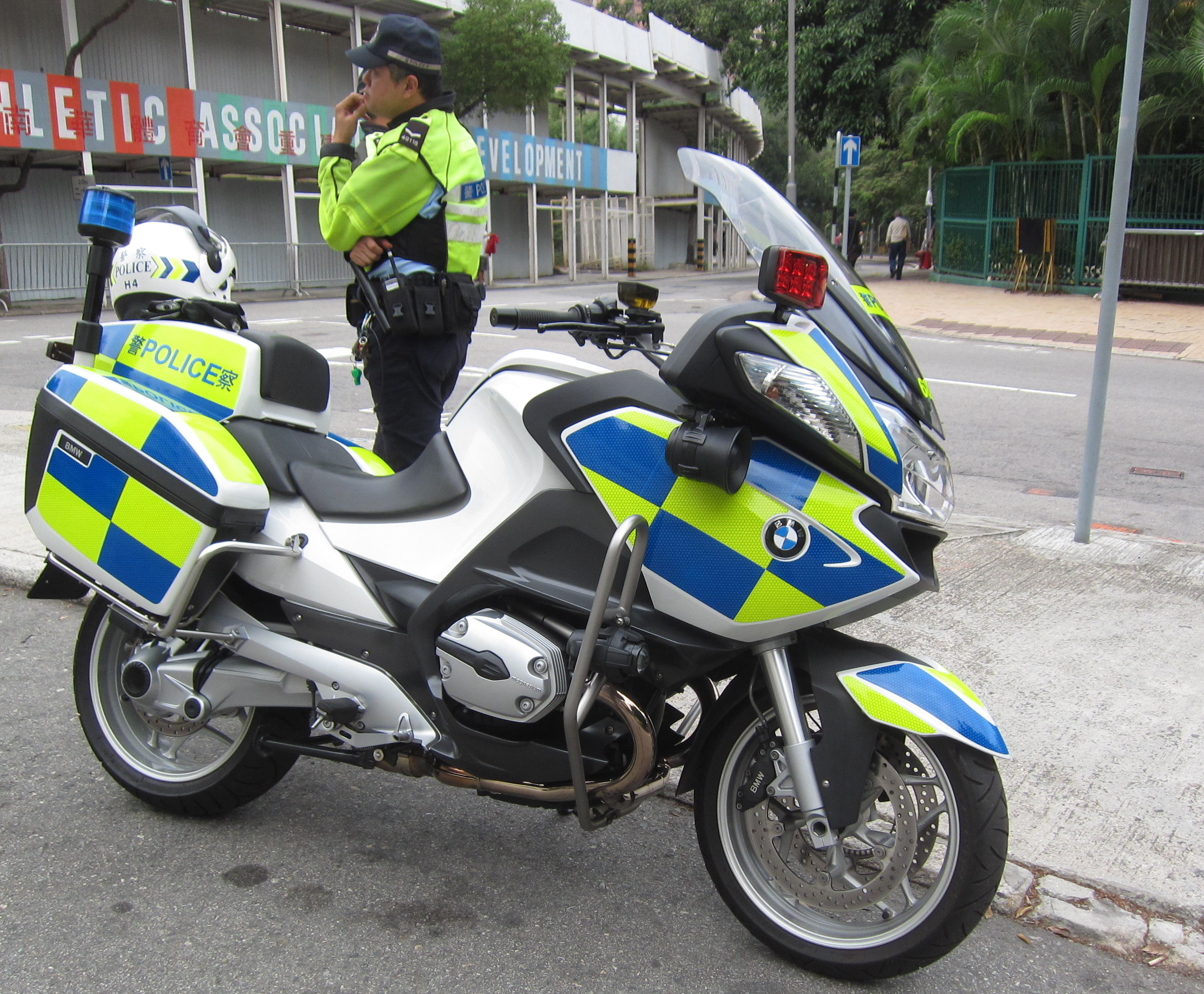
於2011年投入服務的交通部新款大型警察電單車。
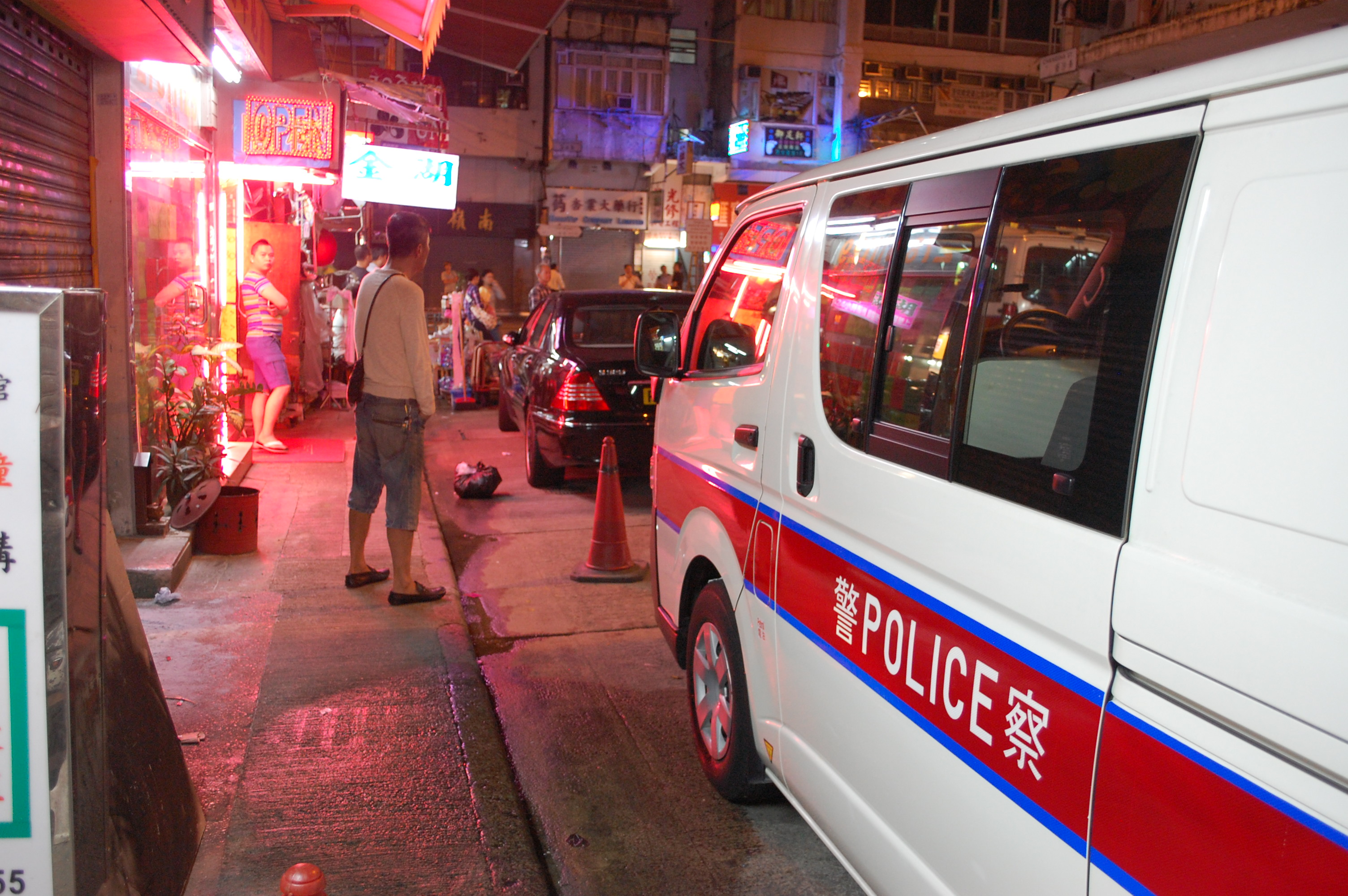
警察客貨車。
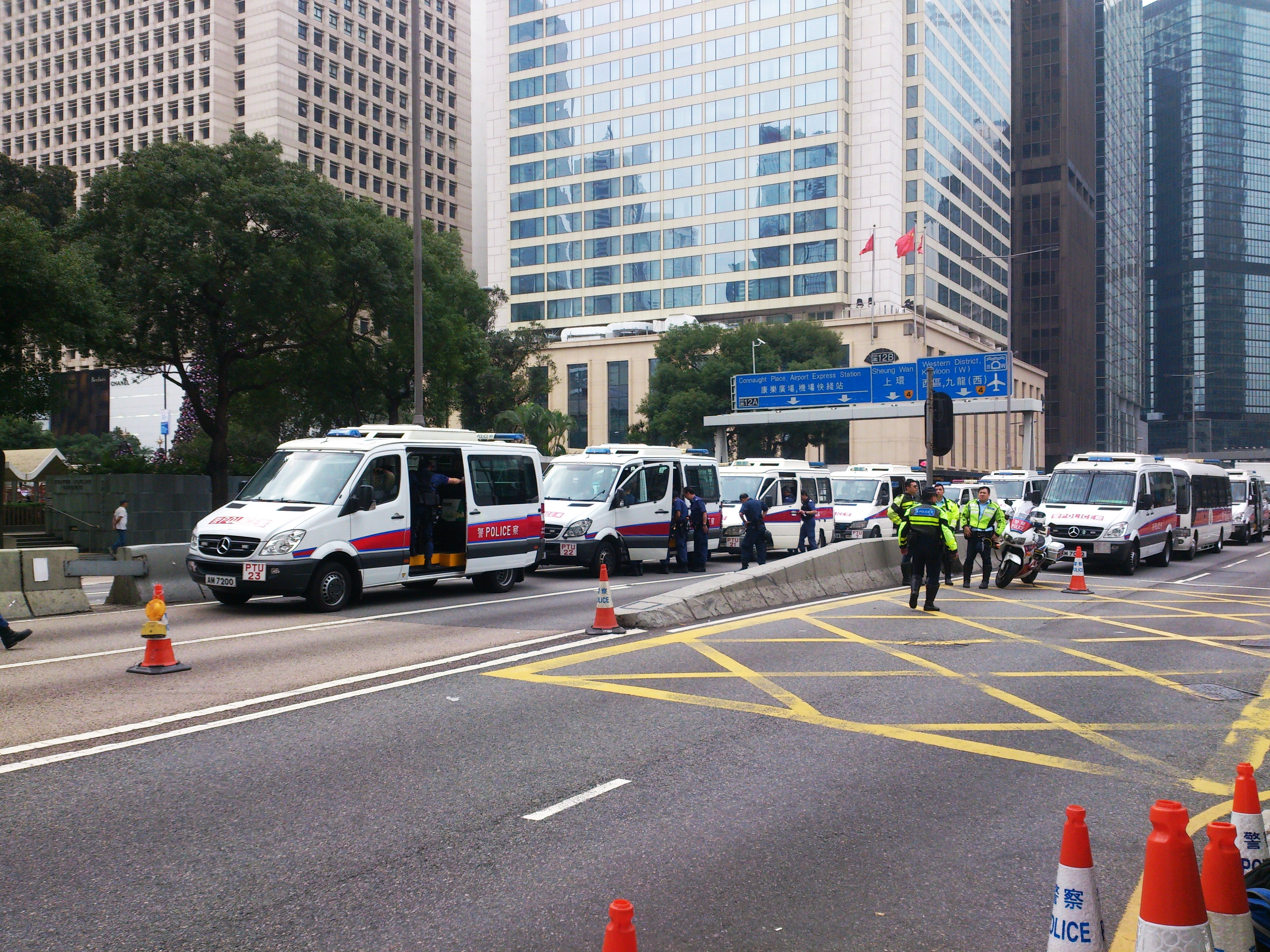
衝鋒車。
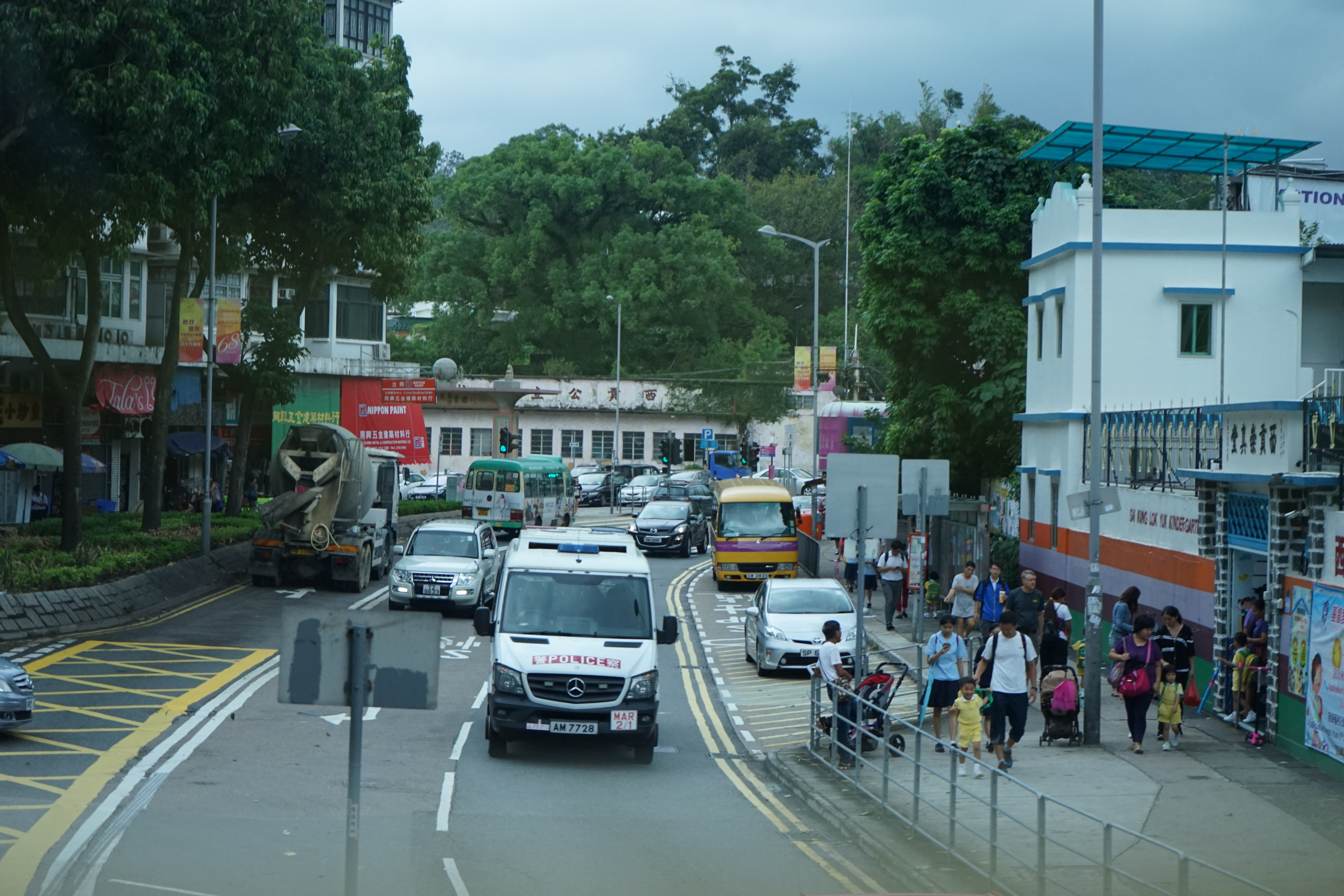
屬於水警總區的衝鋒車
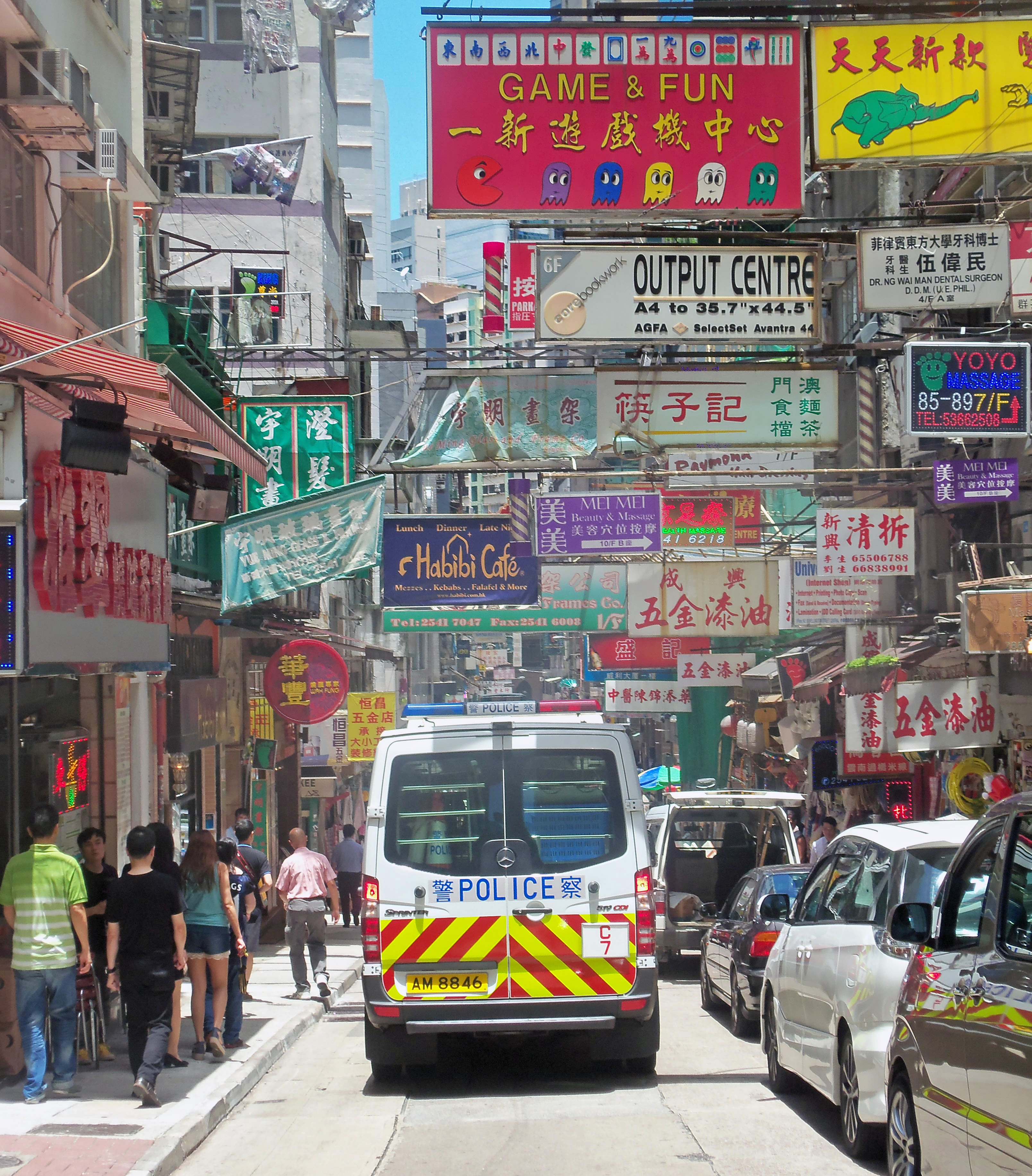
衝鋒車。
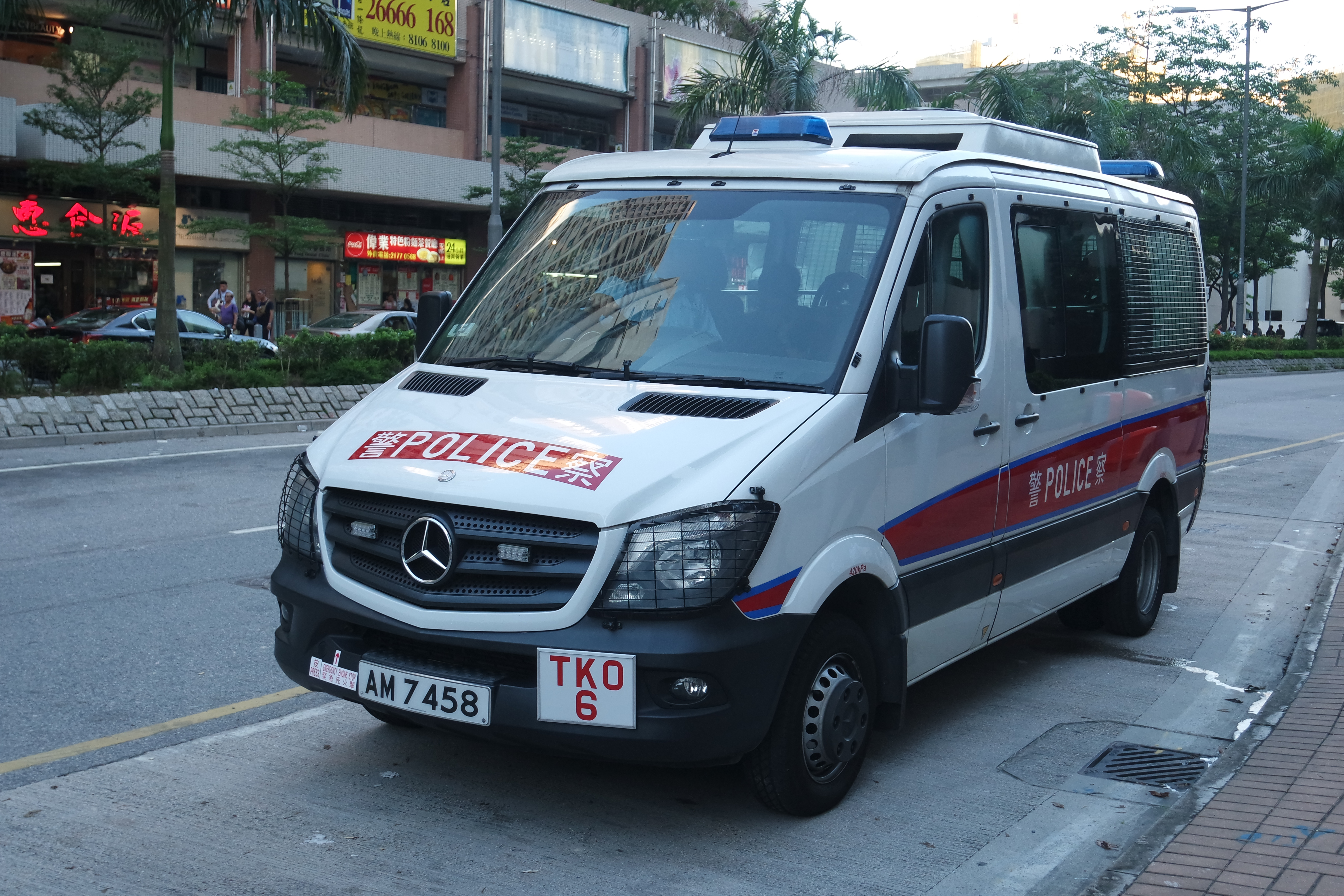
將軍澳警區衝鋒車。
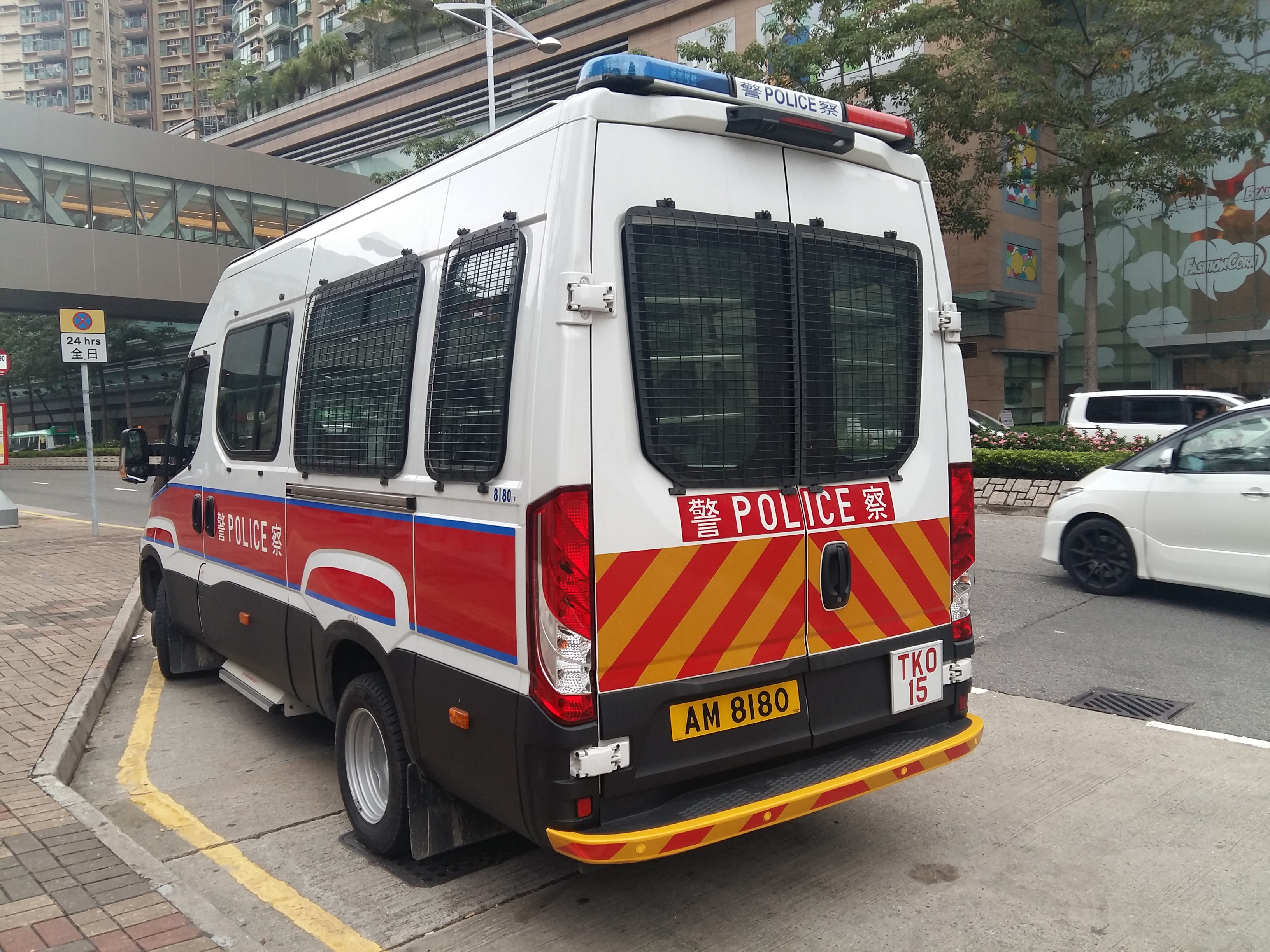
將軍澳警區新型衝鋒車。
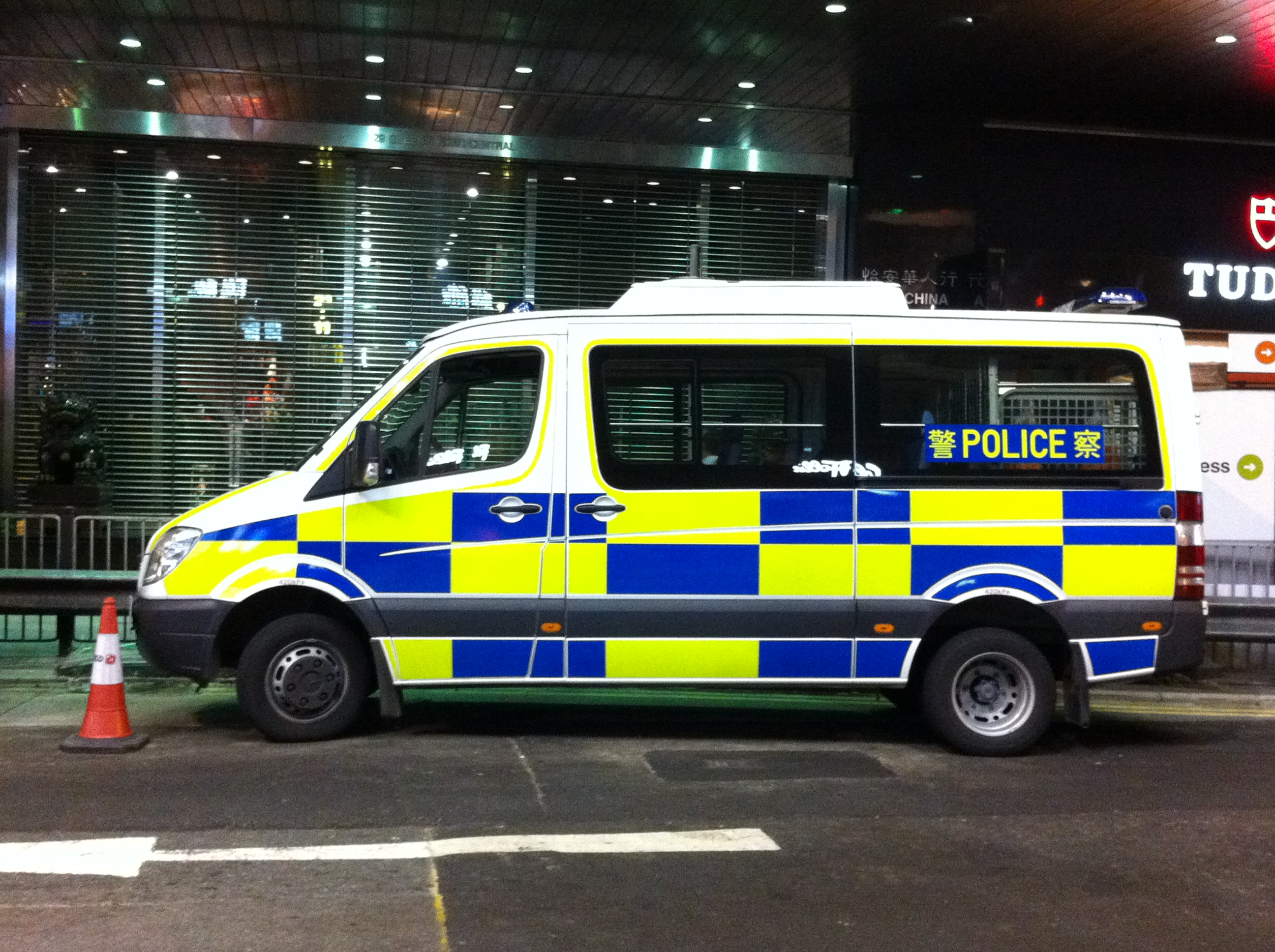
交通部衝鋒車。
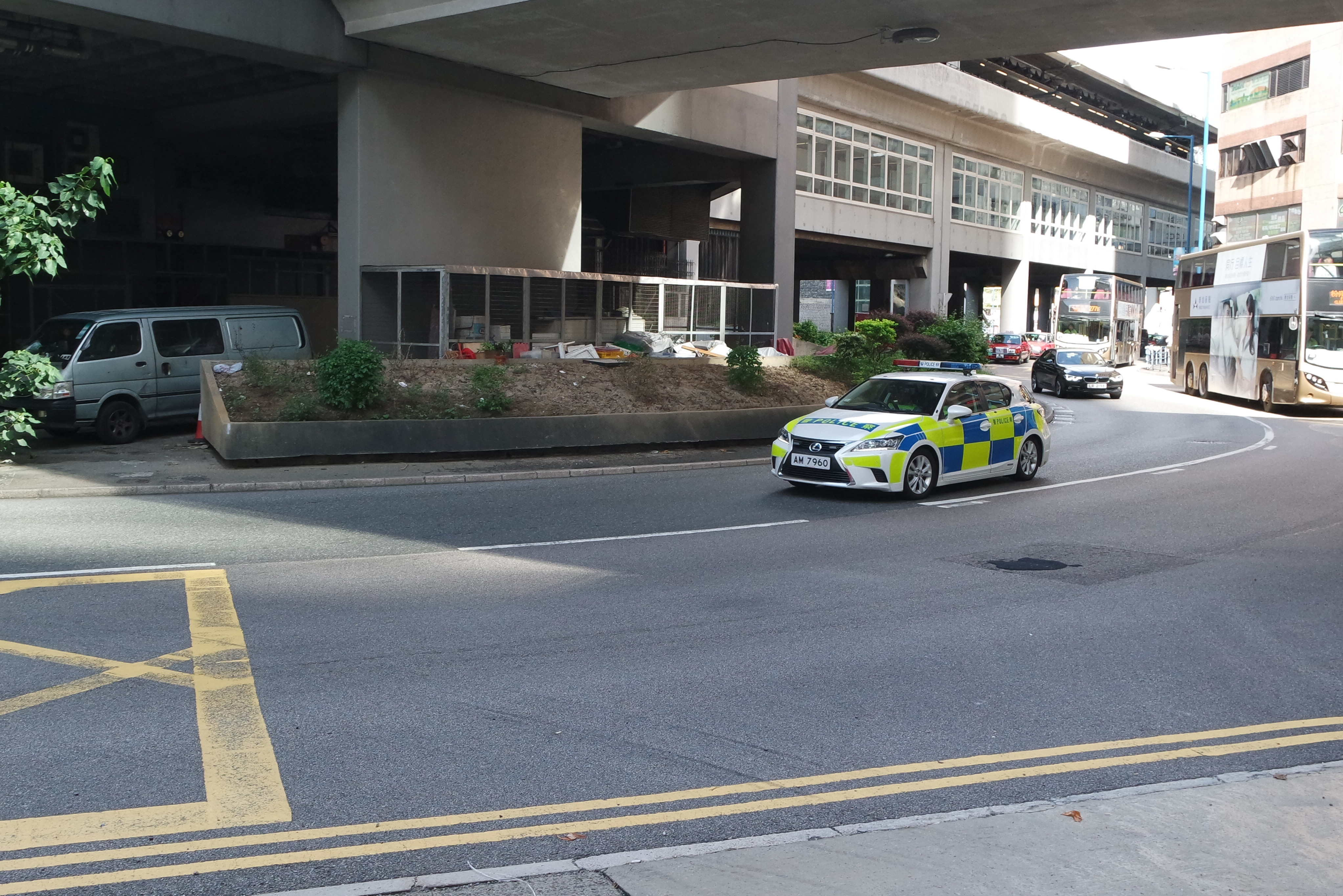
交通部巡邏車。
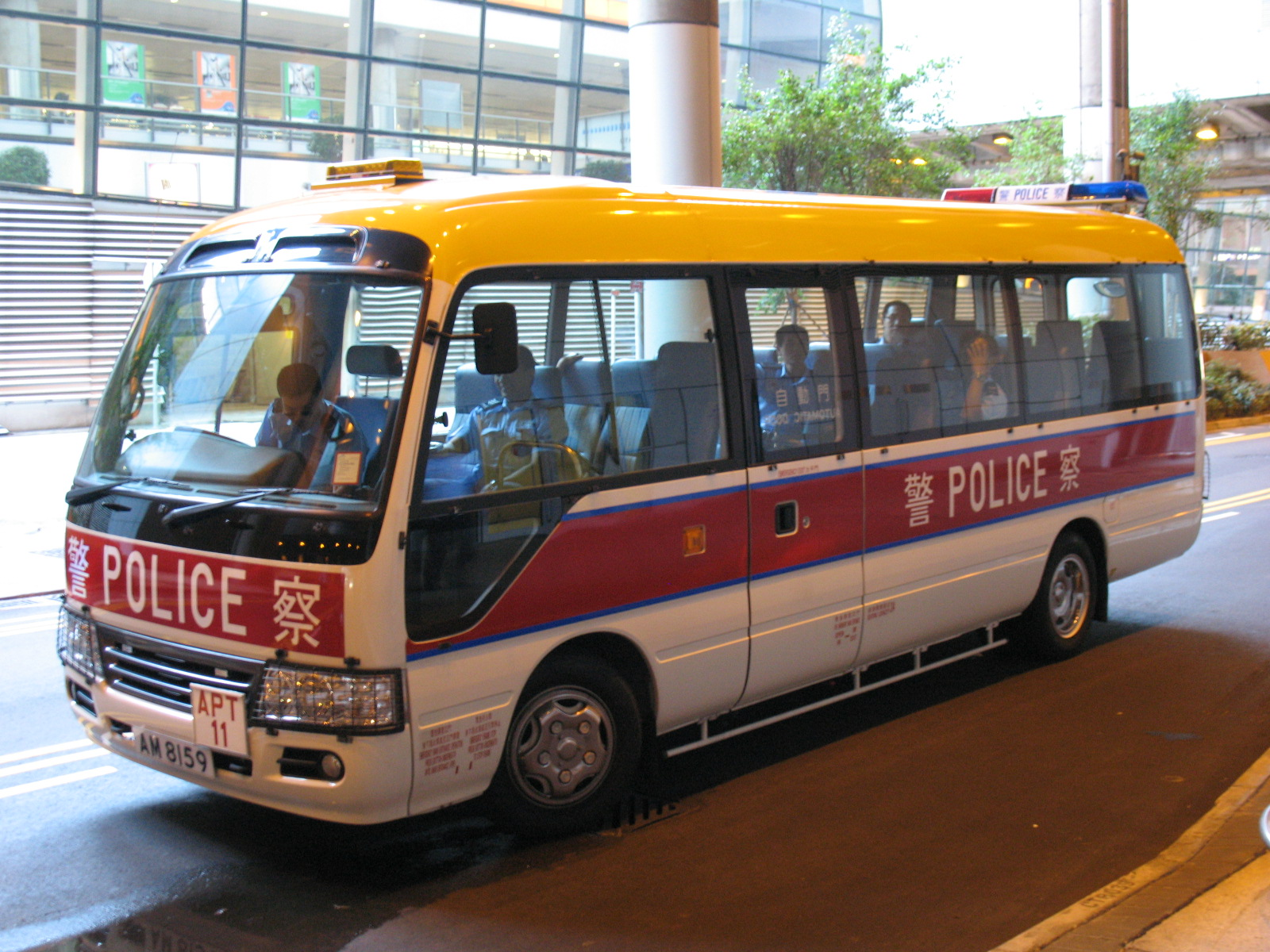
機場警區警察運員車，為黃色車頂及設備有黃色安全閃燈。
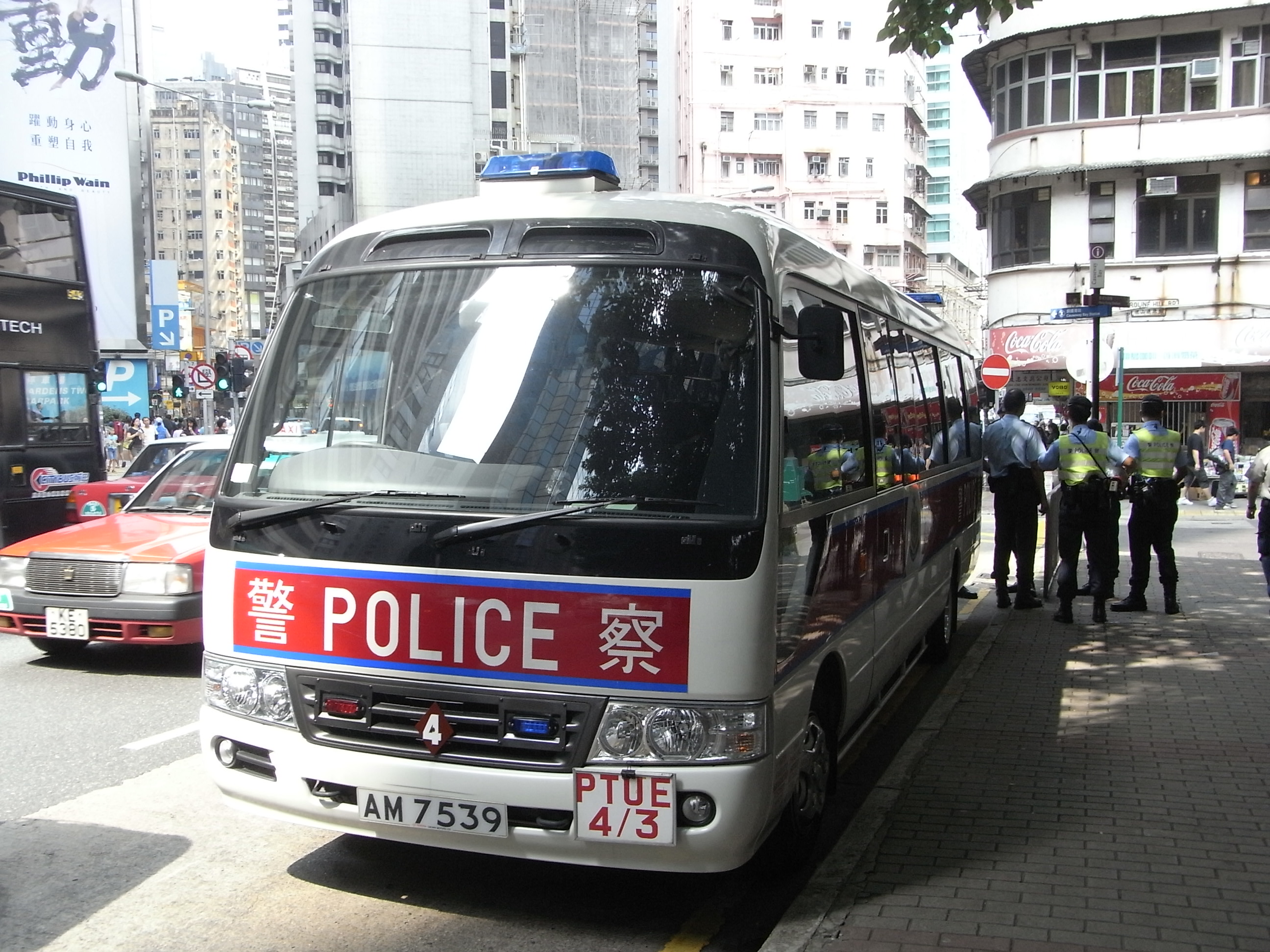
於2008年投入服務的警察機動部隊新款警察運員車，俗稱子彈頭。
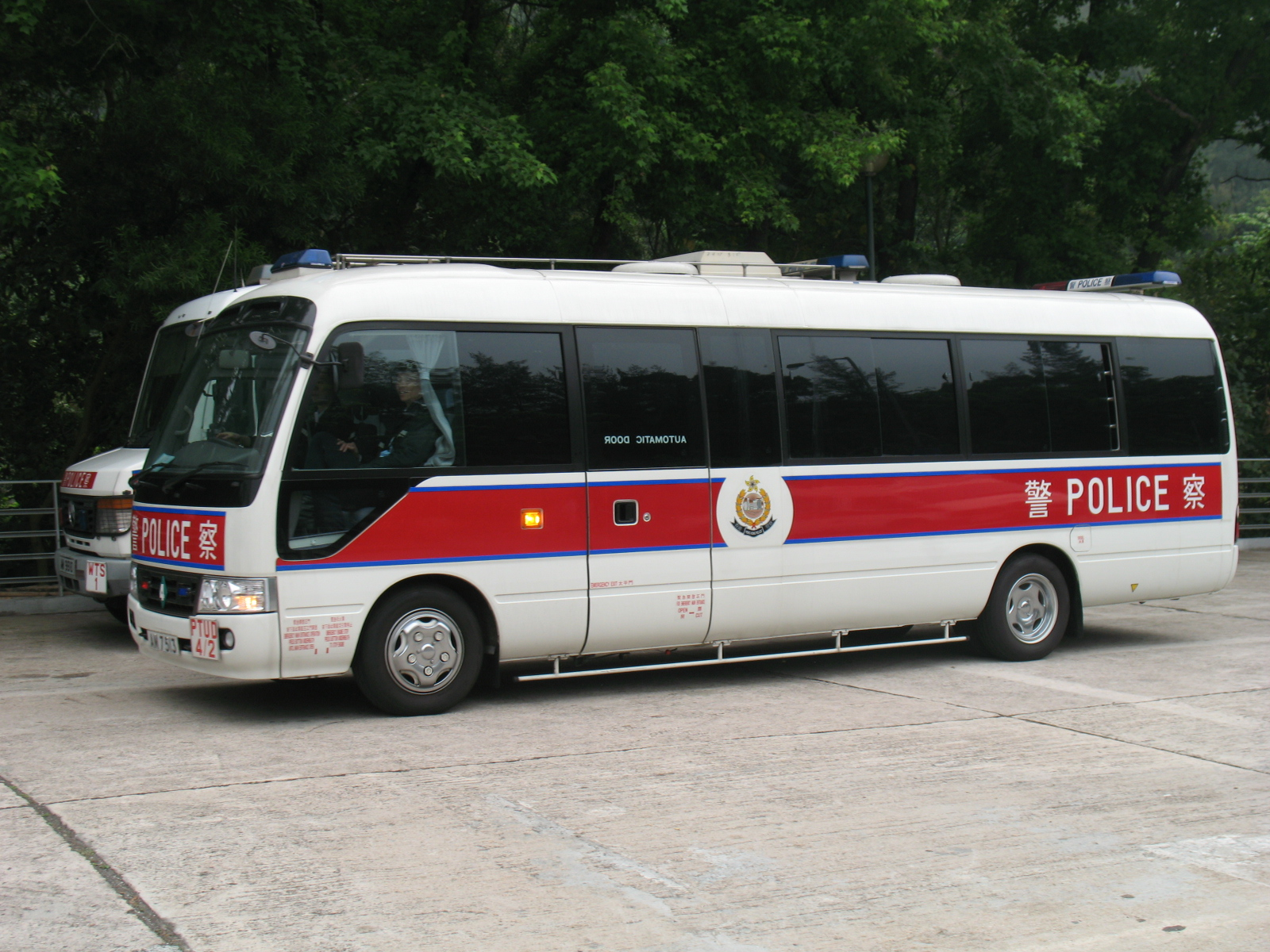
警察機動部隊警察運員車。
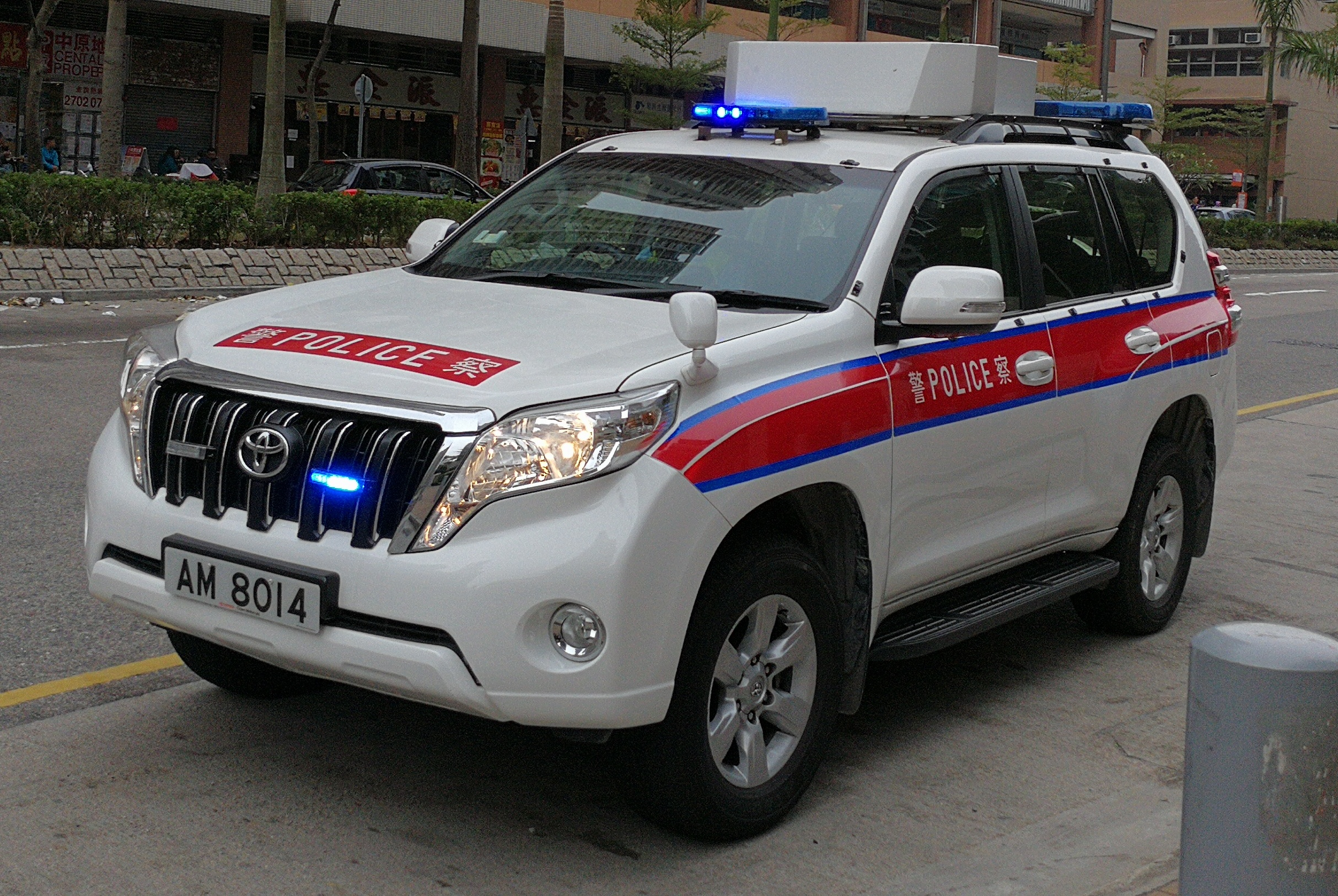
警用四驅車
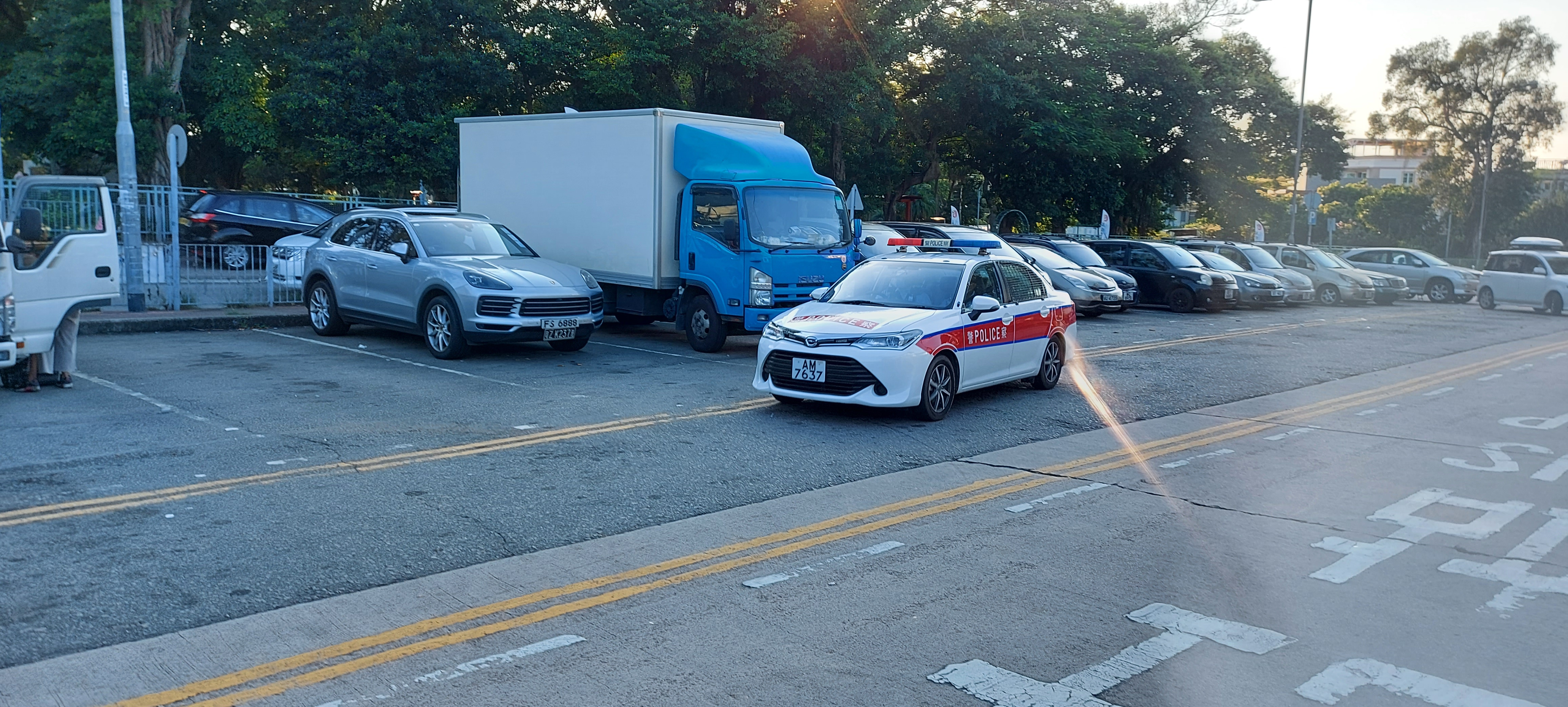
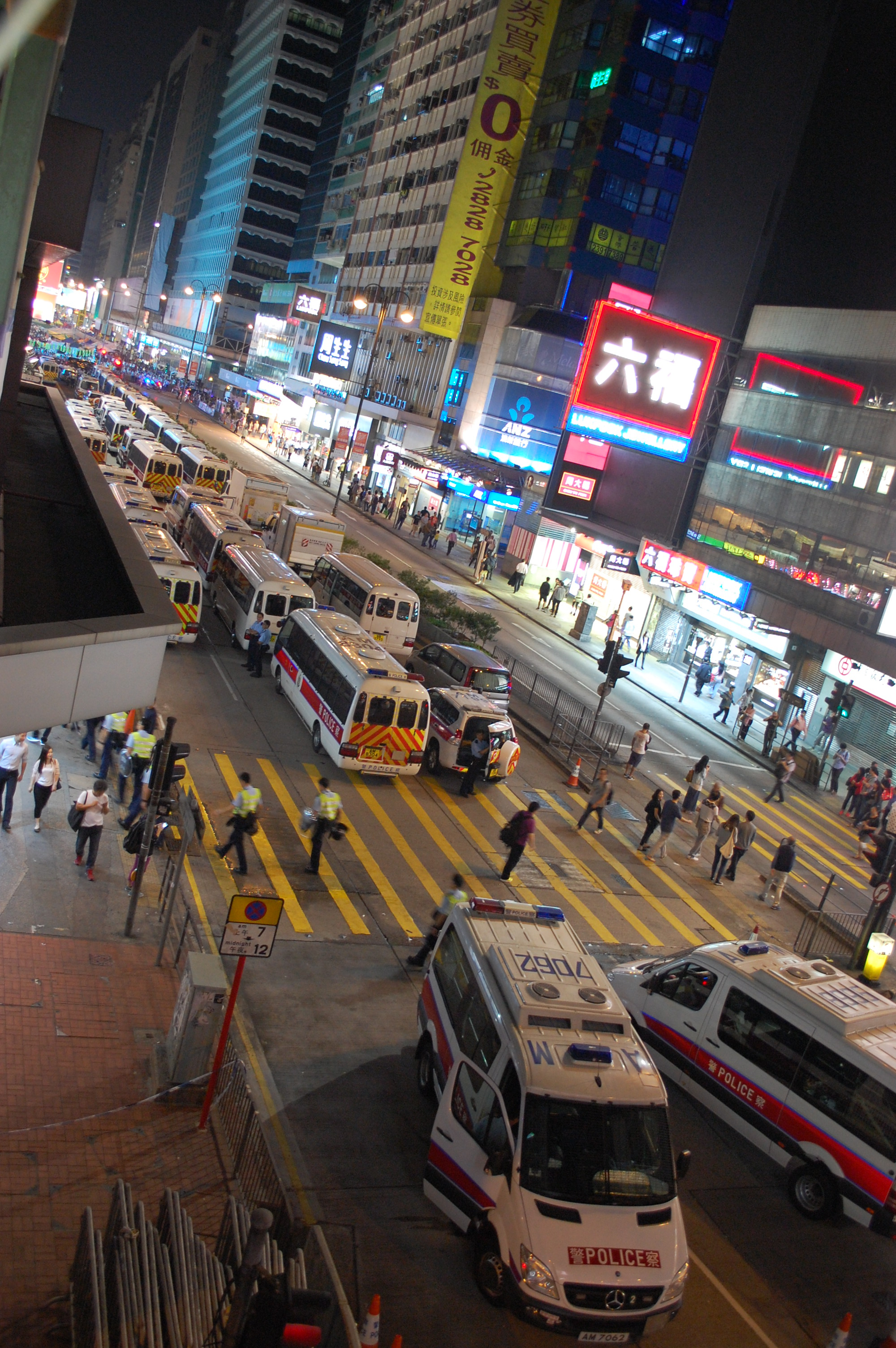
衝鋒車及運員車。
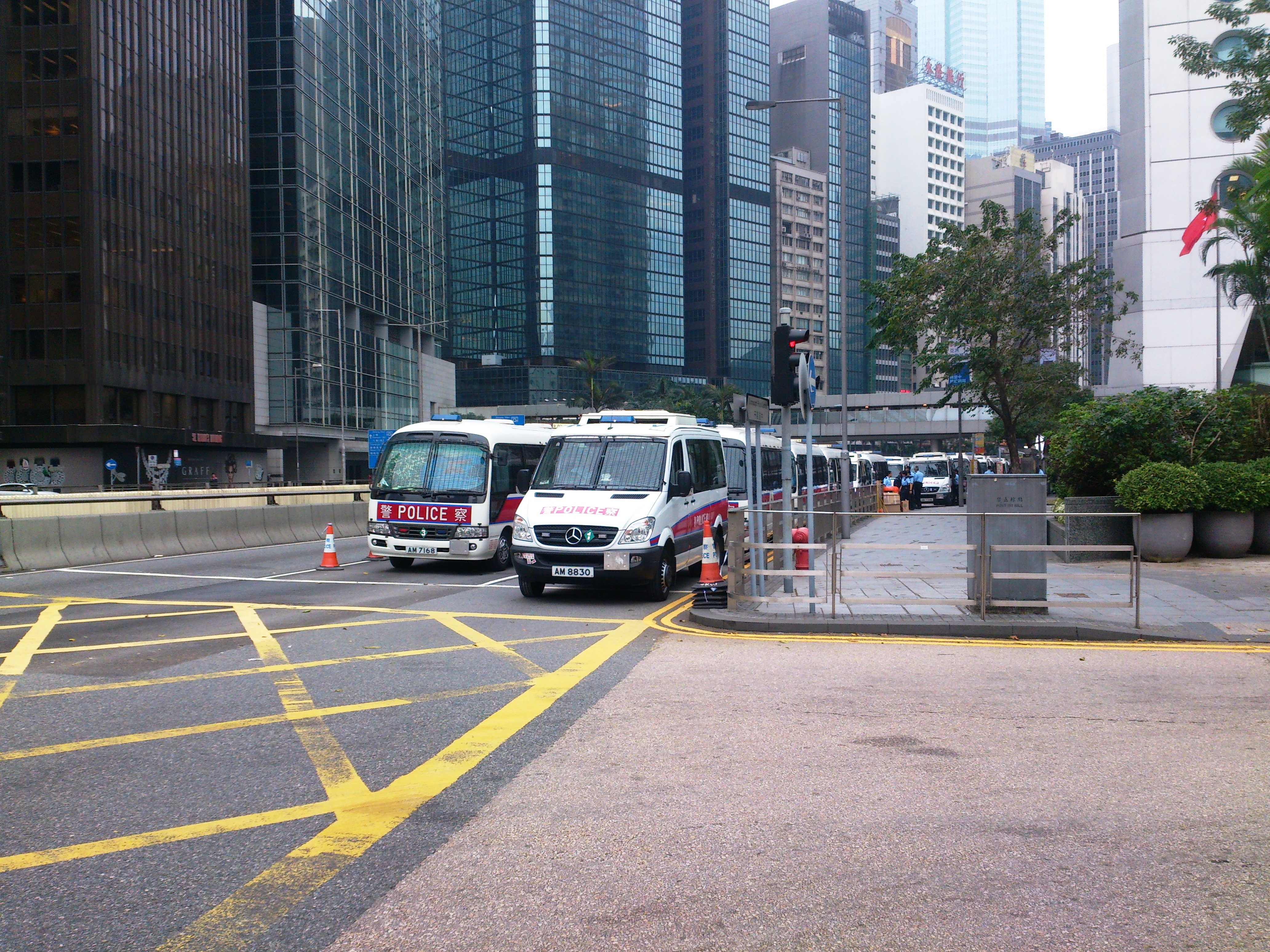
安裝上防暴網的衝鋒車及運員車。
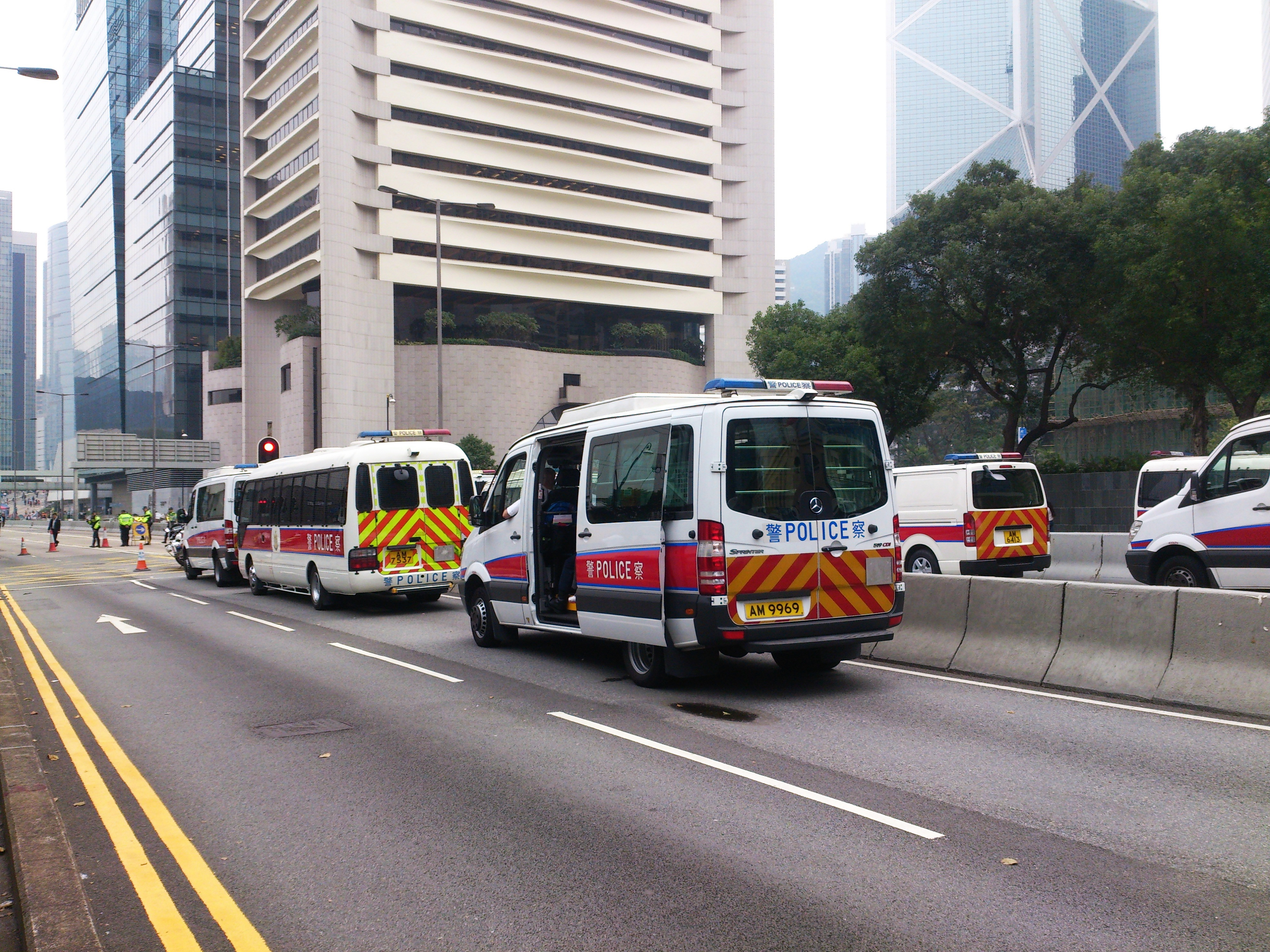
衝鋒車、運員車及客貨車。
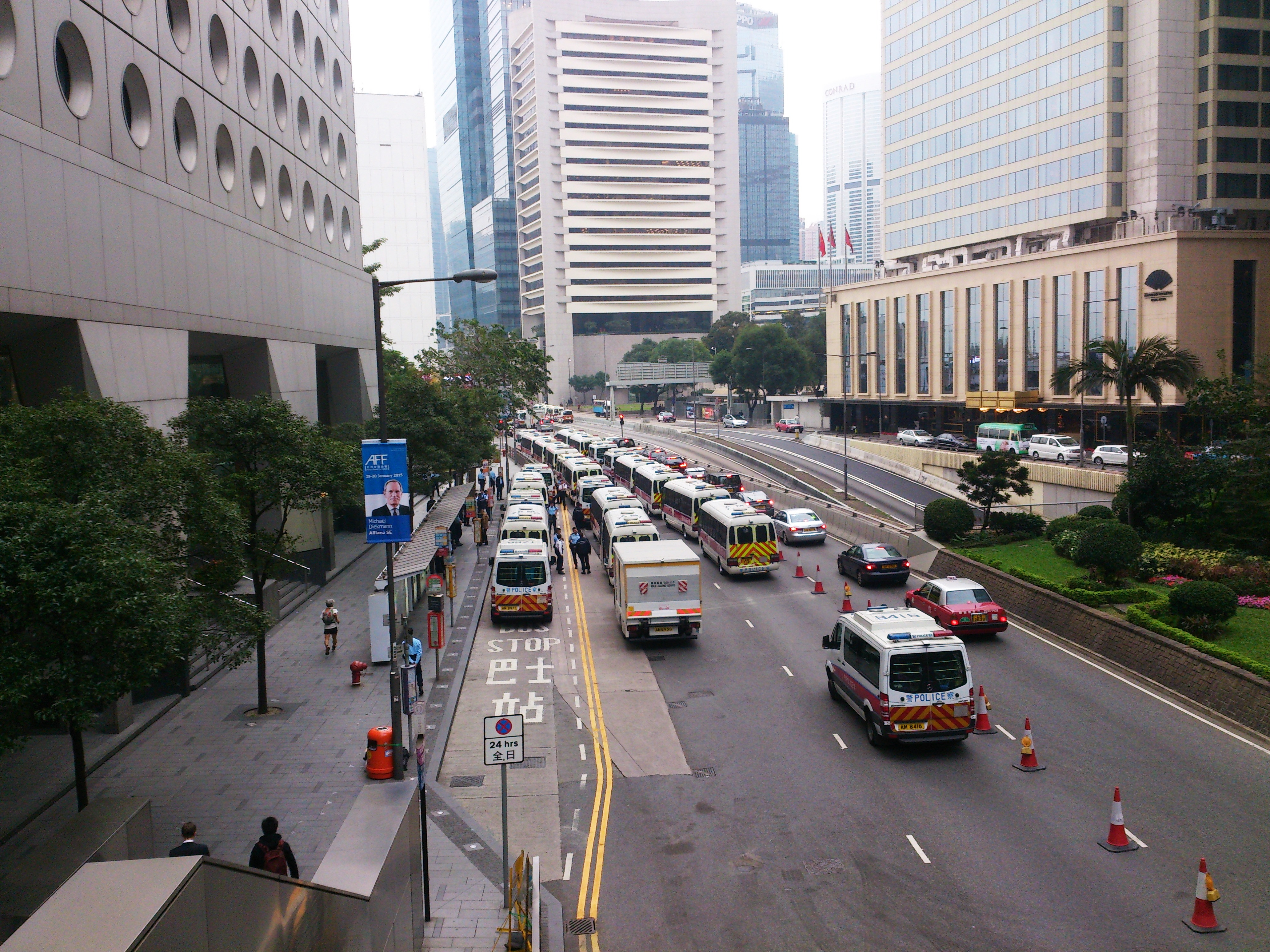
衝鋒車、運員車及特別用途車輛。
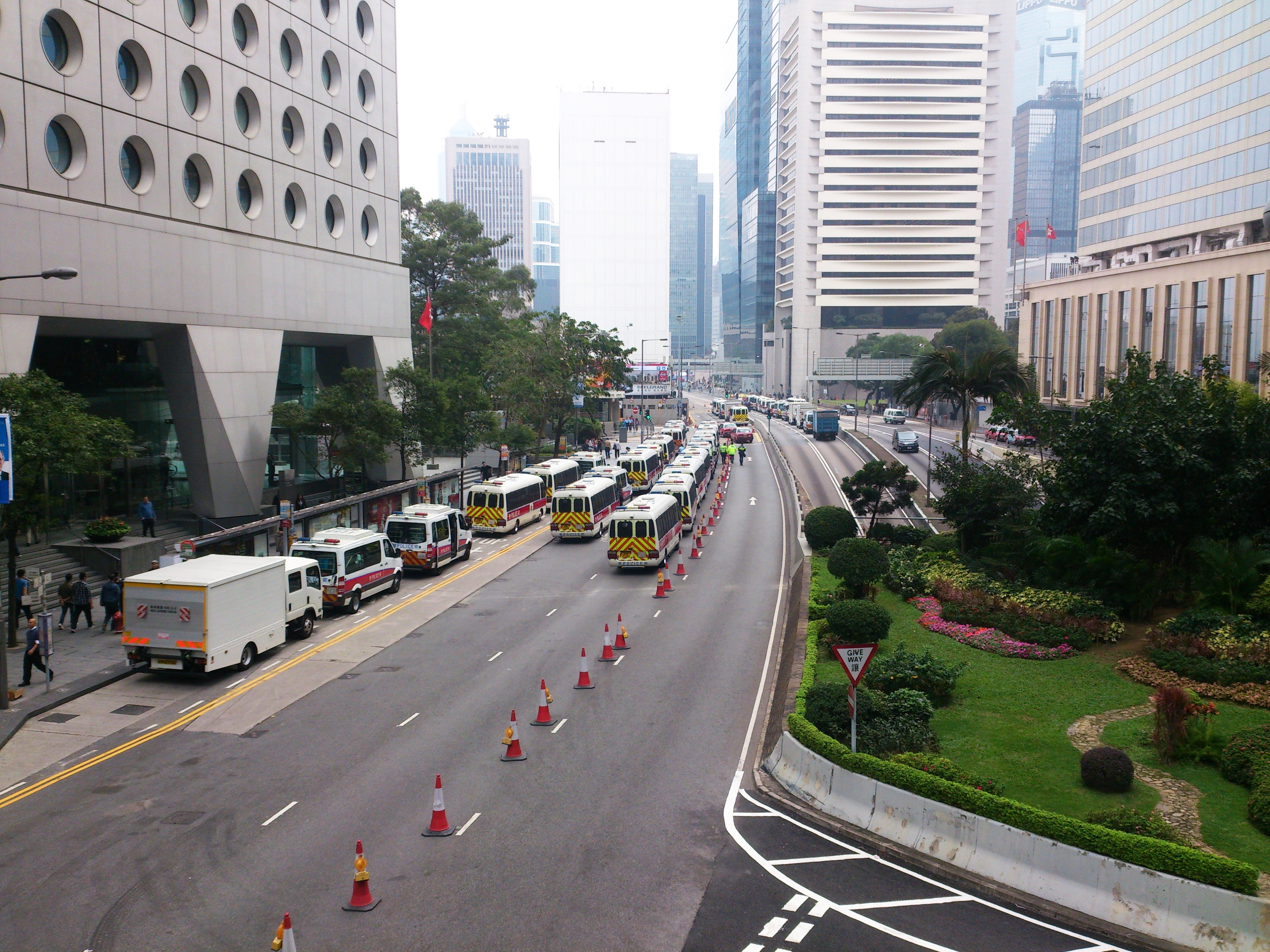
衝鋒車、運員車及特別用途車輛。
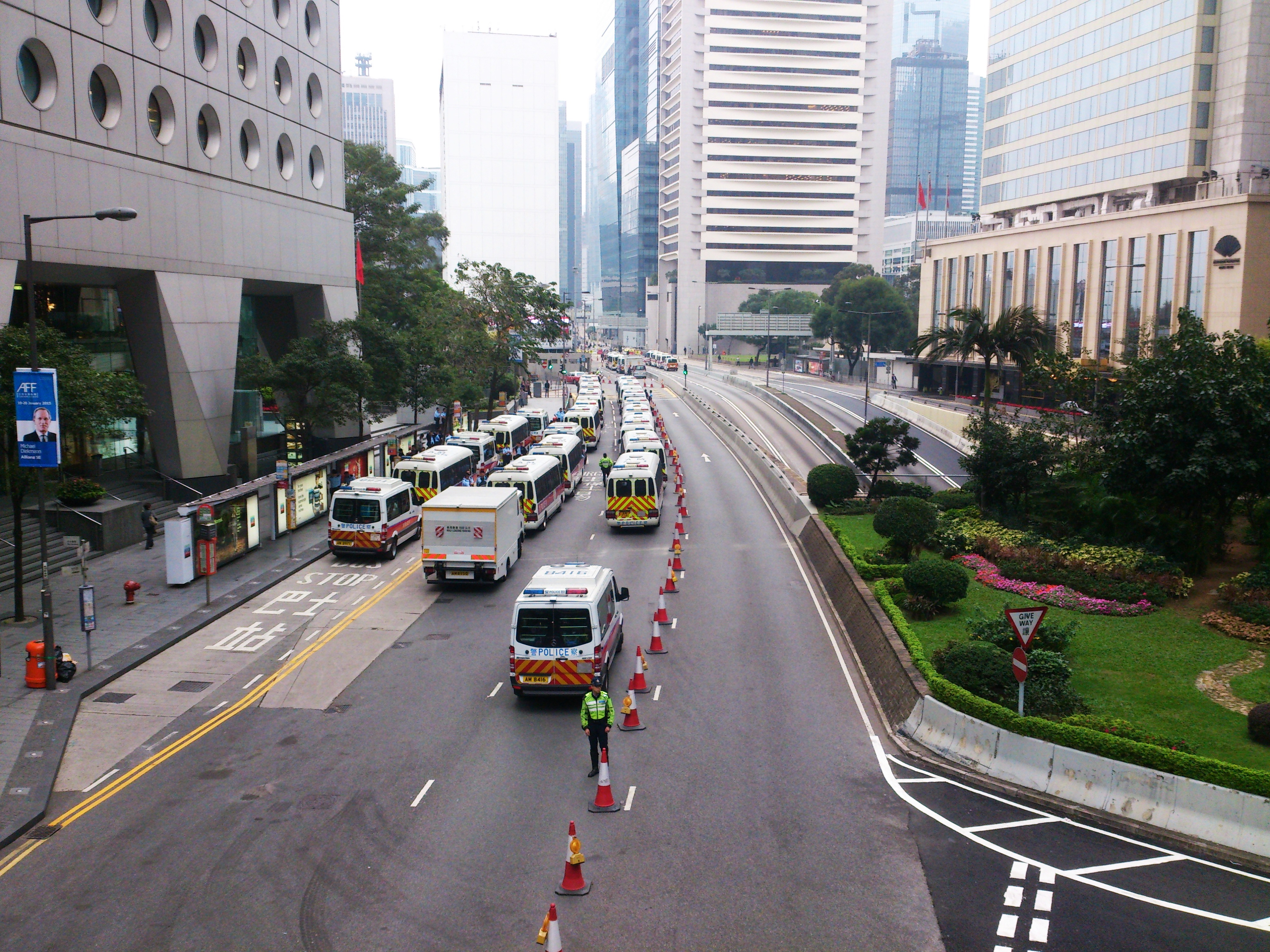
衝鋒車、運員車及特別用途車輛。
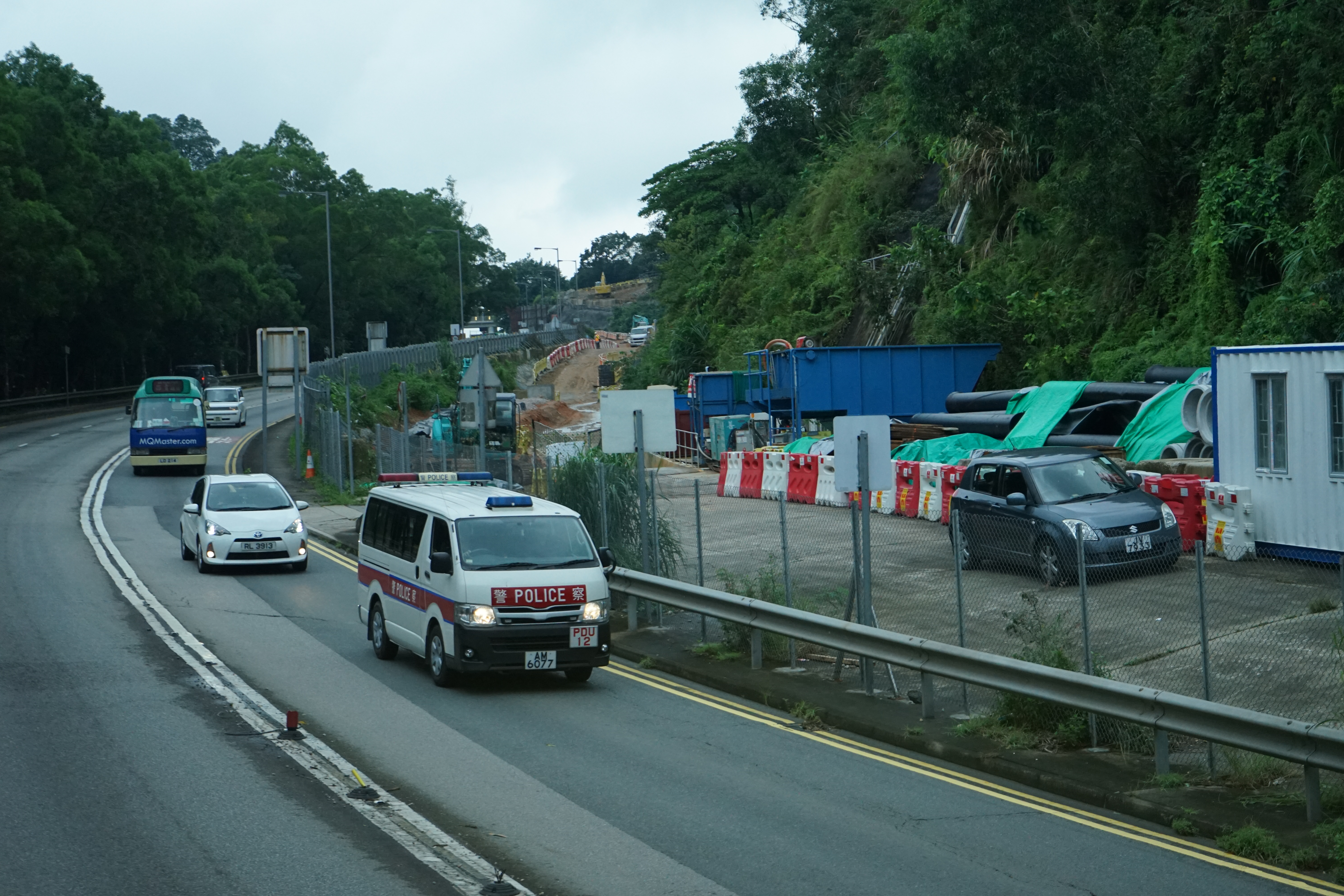
警犬隊的警車
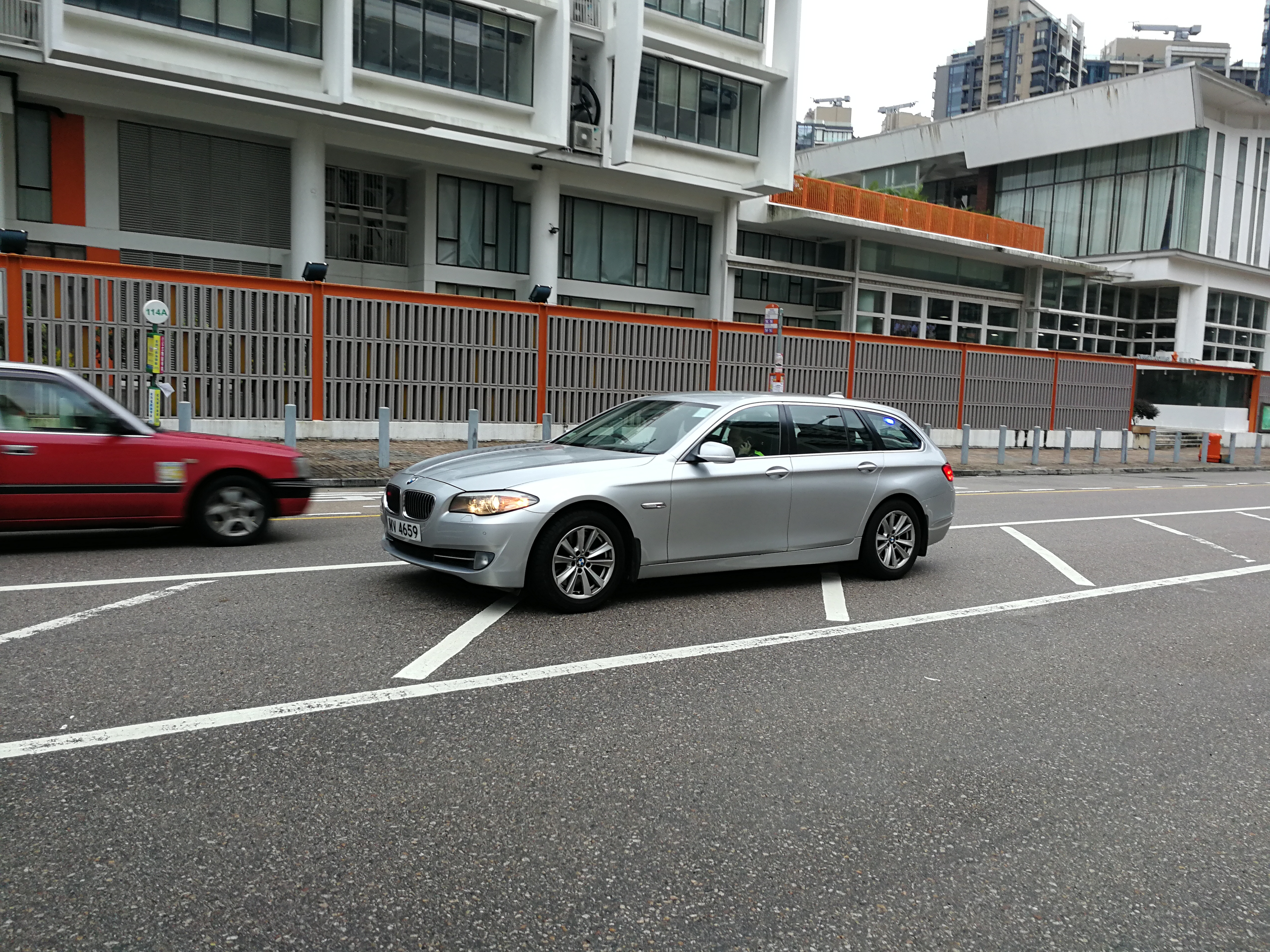
隱形戰車
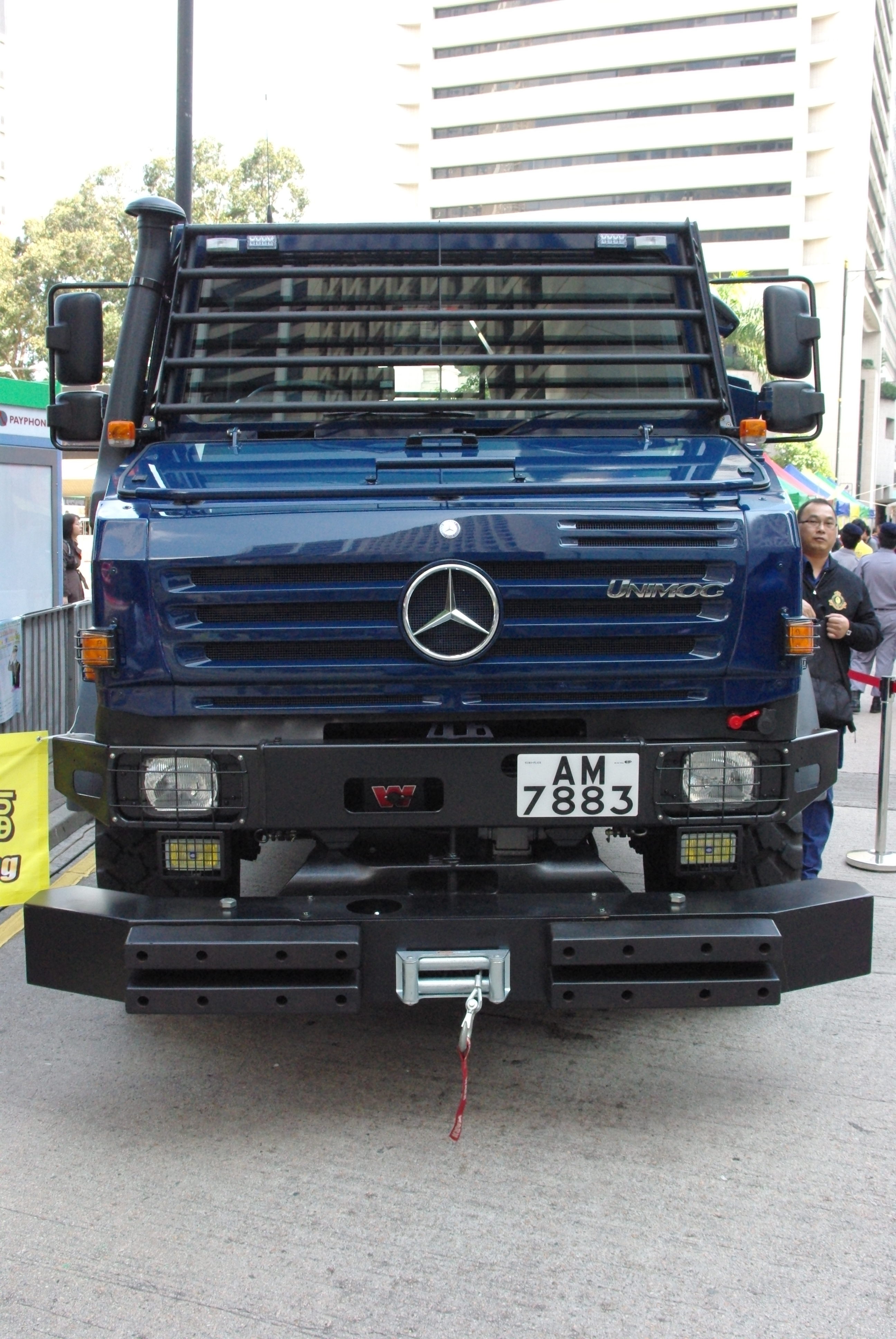
於2009年3月投入服務的警察機動部隊新款裝甲車，俗稱銳武。
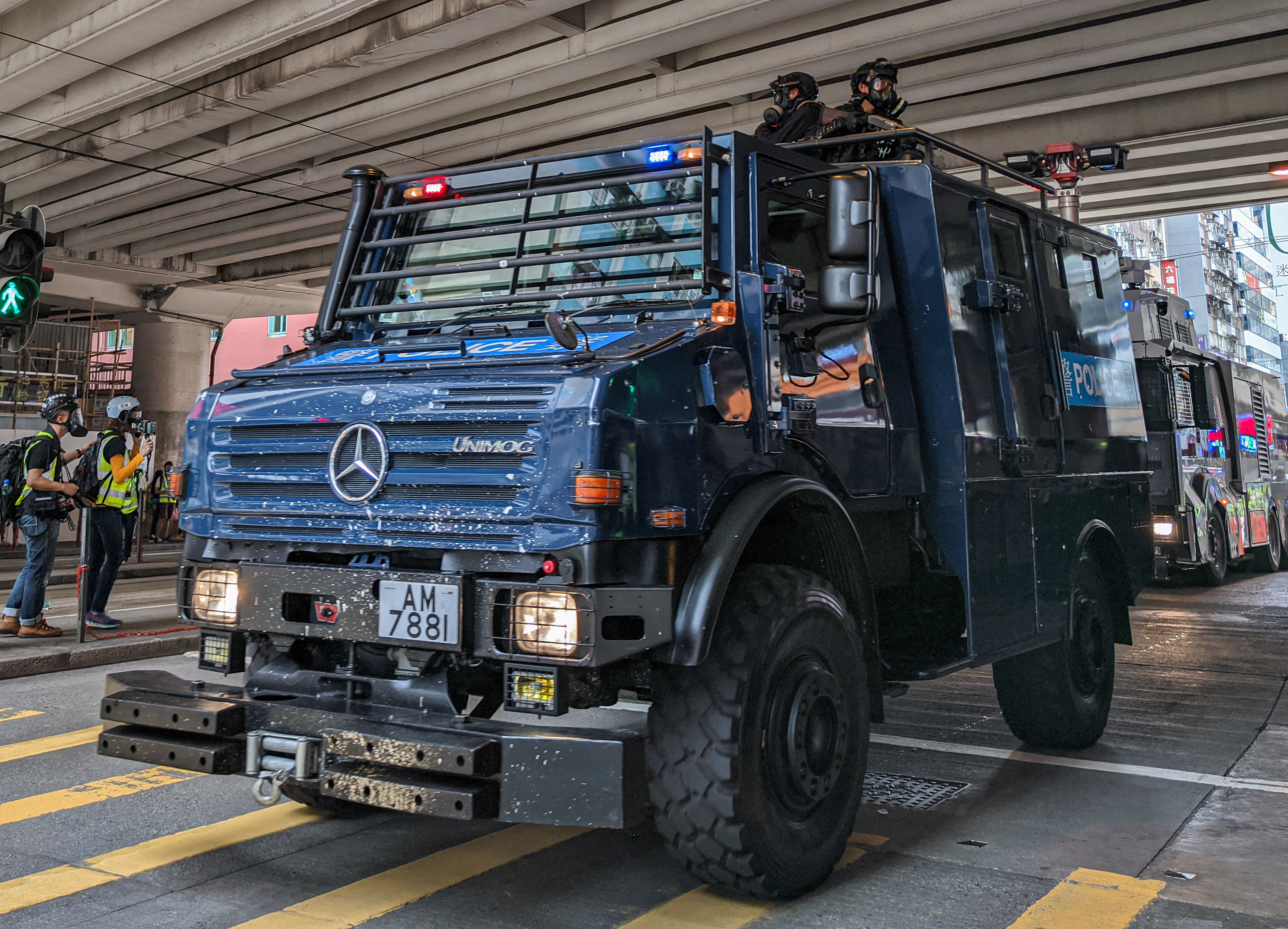
出動中的裝甲車
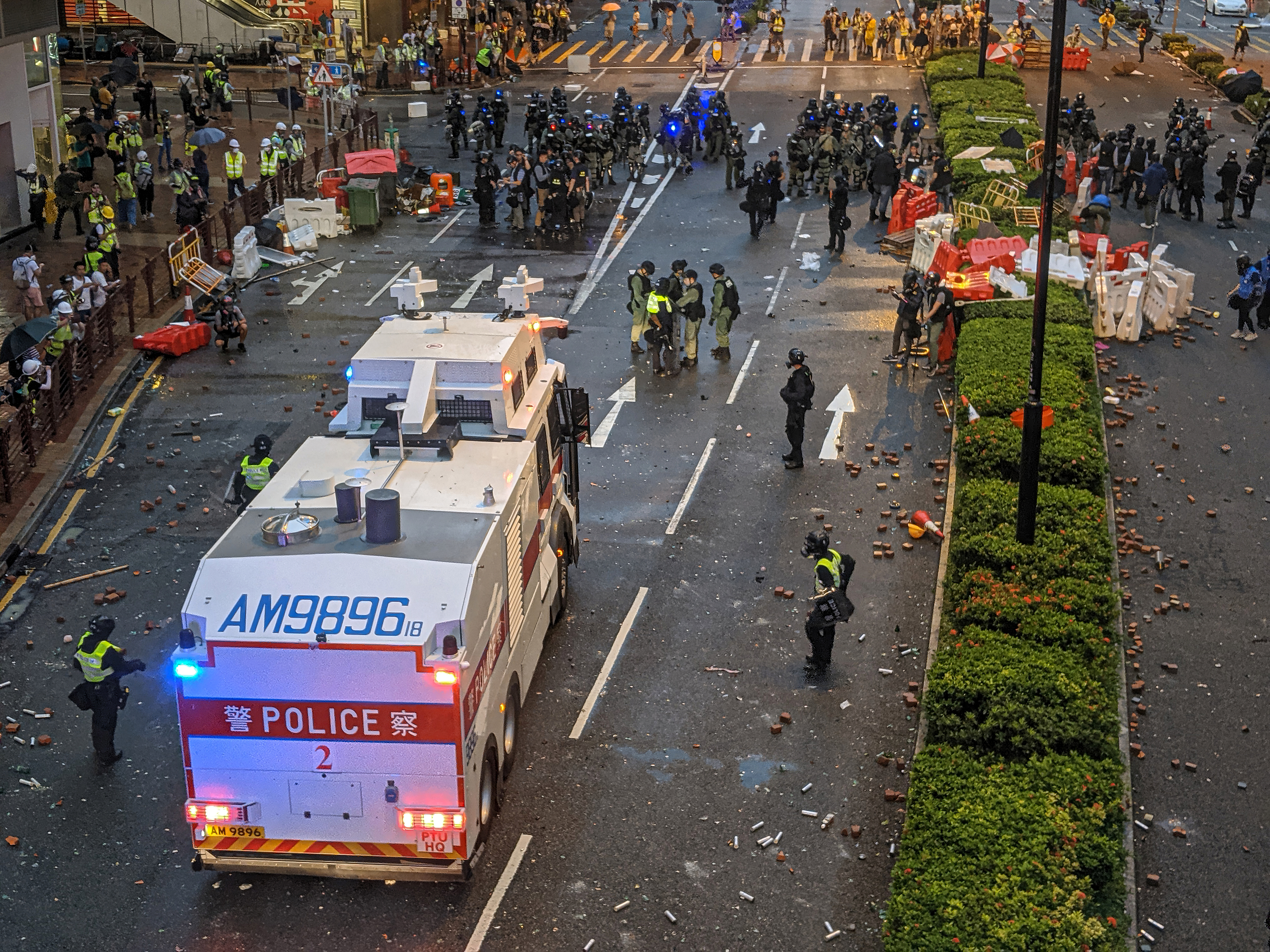
於2019年8月投入服務的警察機動部隊新款人群管理特別用途車（水炮車）同年8月25日香港反對逃犯條例修訂草案遊行首次出動
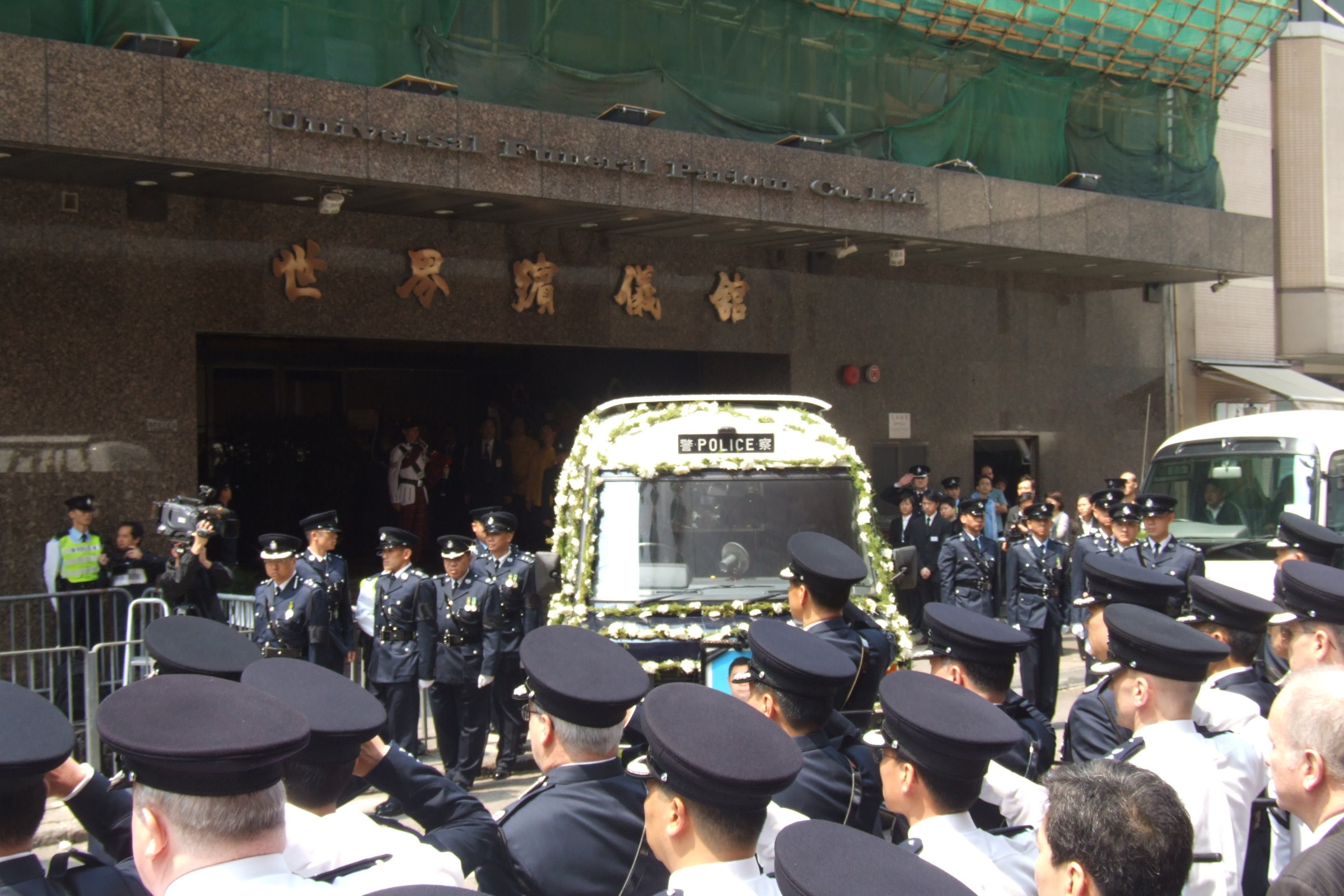
由衝鋒車改裝成的靈車

### 退役

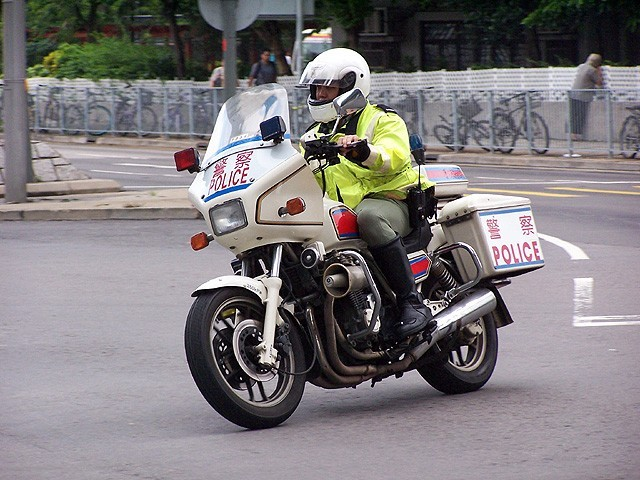
退役大型警察電單車 Honda CBX750。
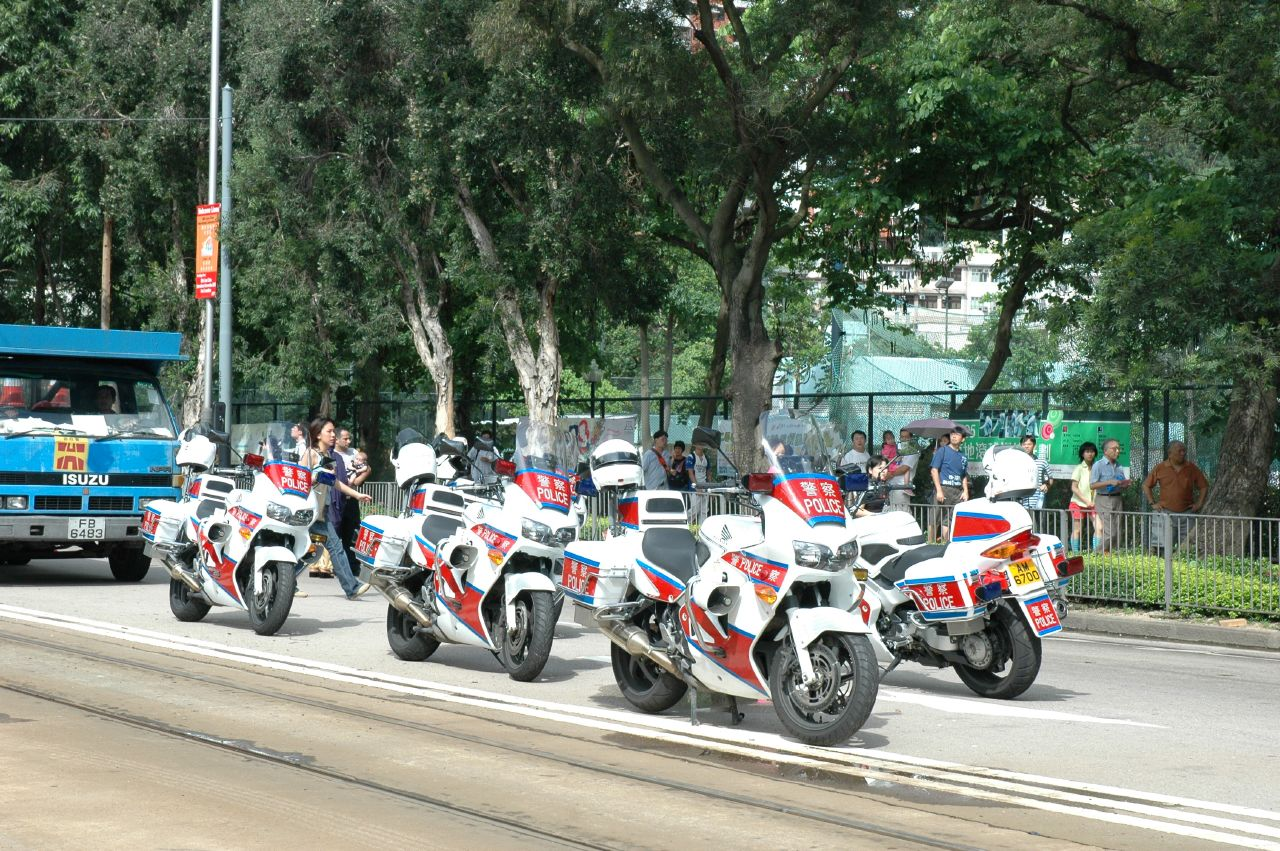
退役大型警察電單車 Honda VFR800。
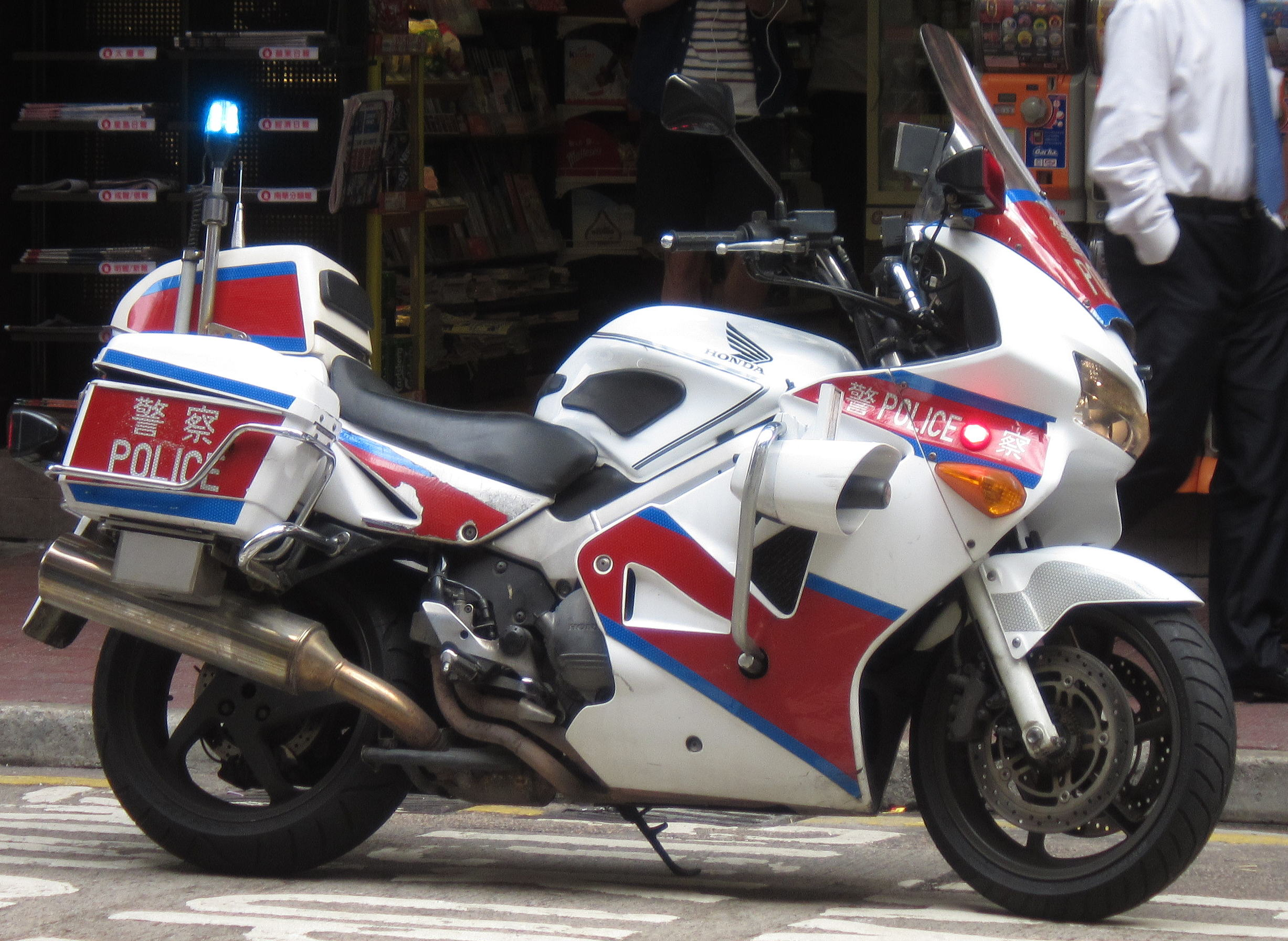
退役大型警察電單車 Honda VFR800 左側。
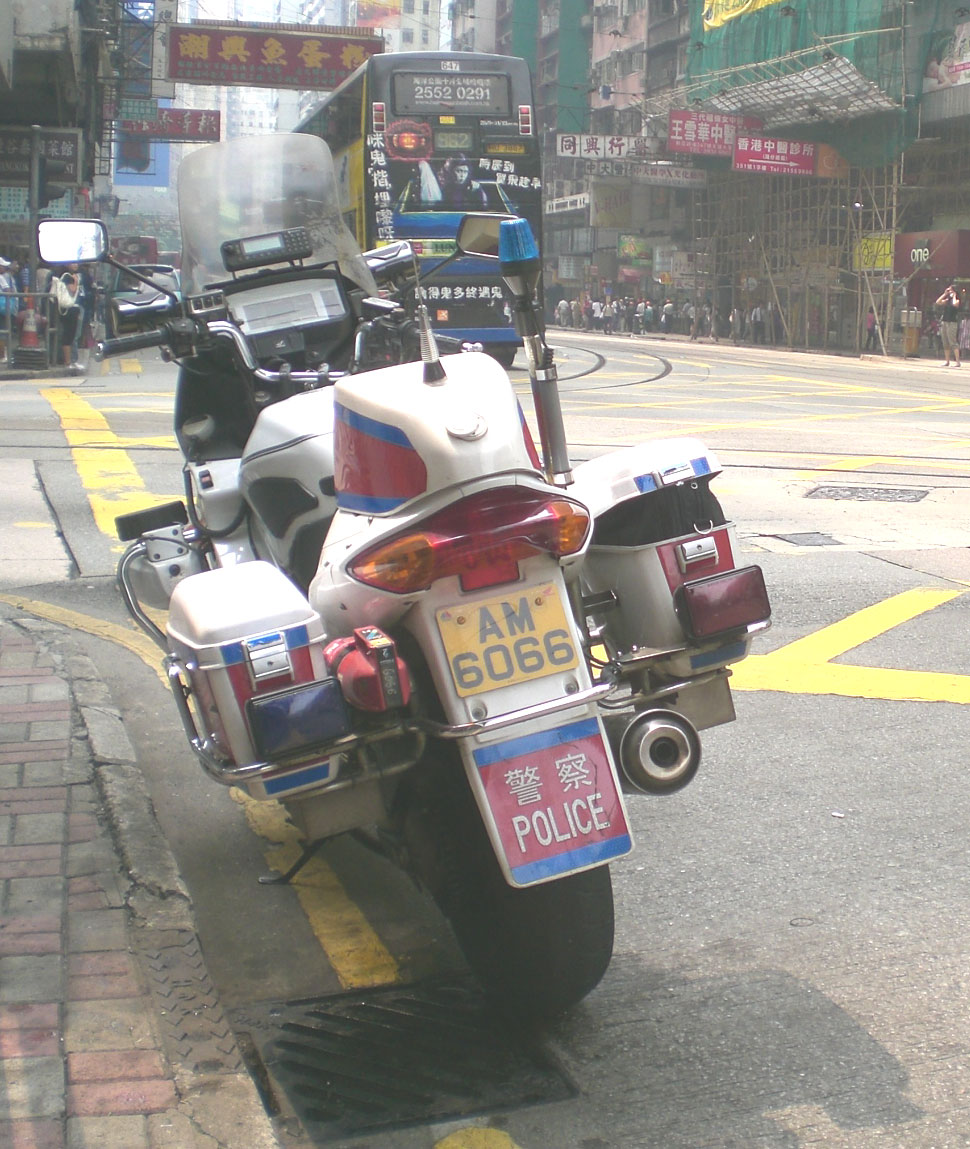
退役大型警察電單車 Honda VFR800 車尾。
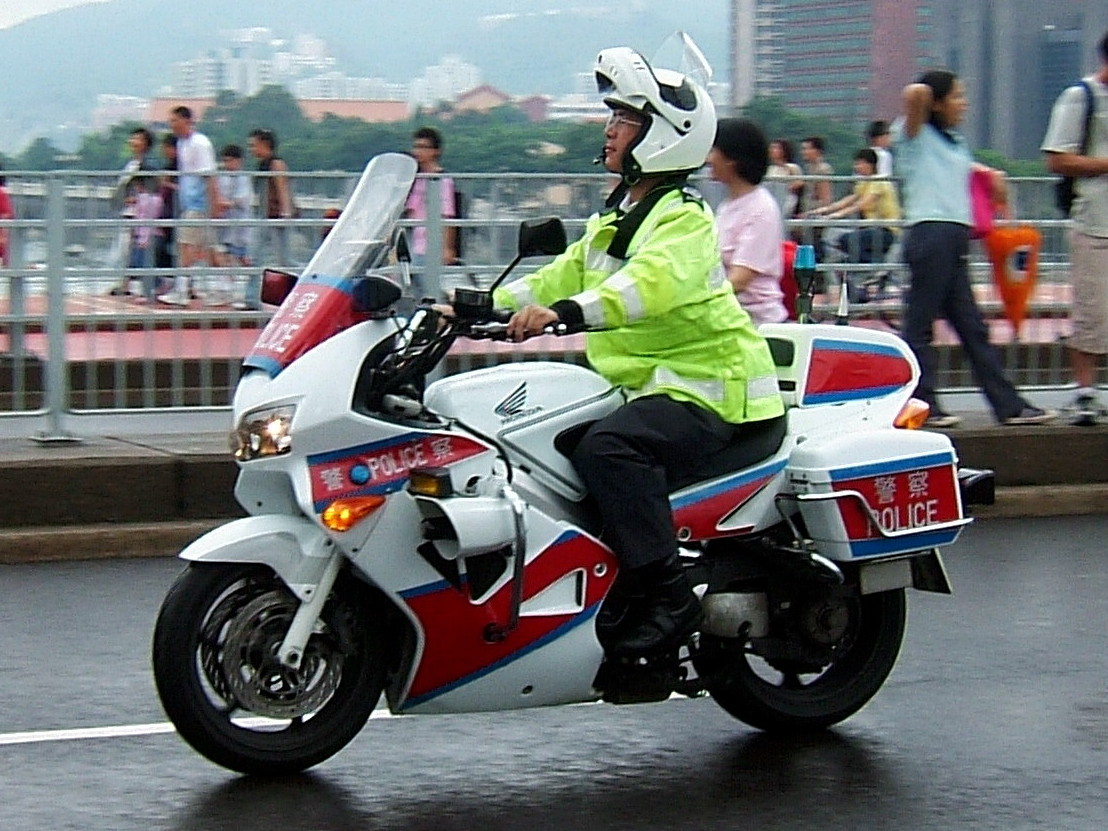
退役大型警察電單車 Honda VFR800 右側。
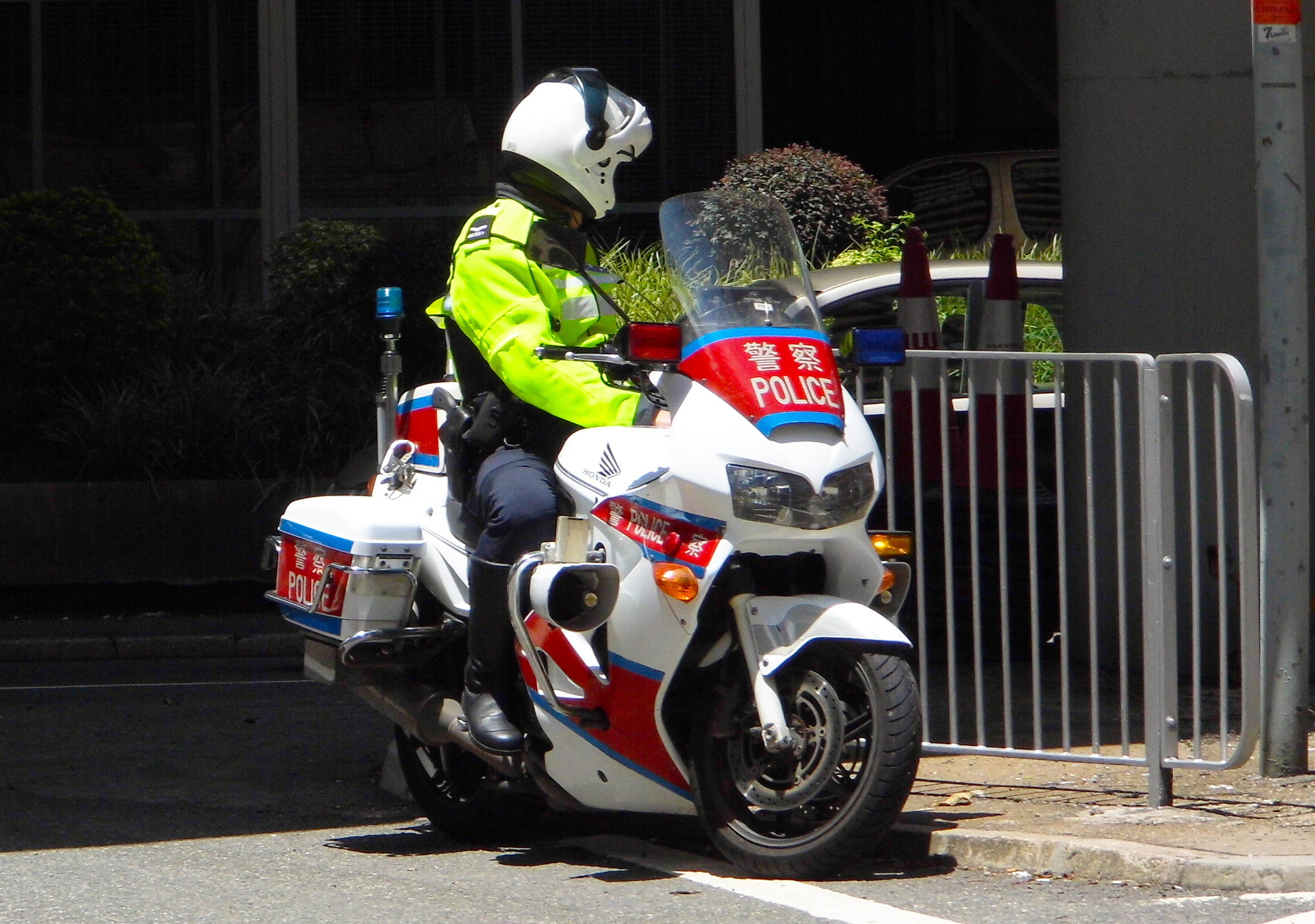
退役大型警察電單車 Honda VFR800。
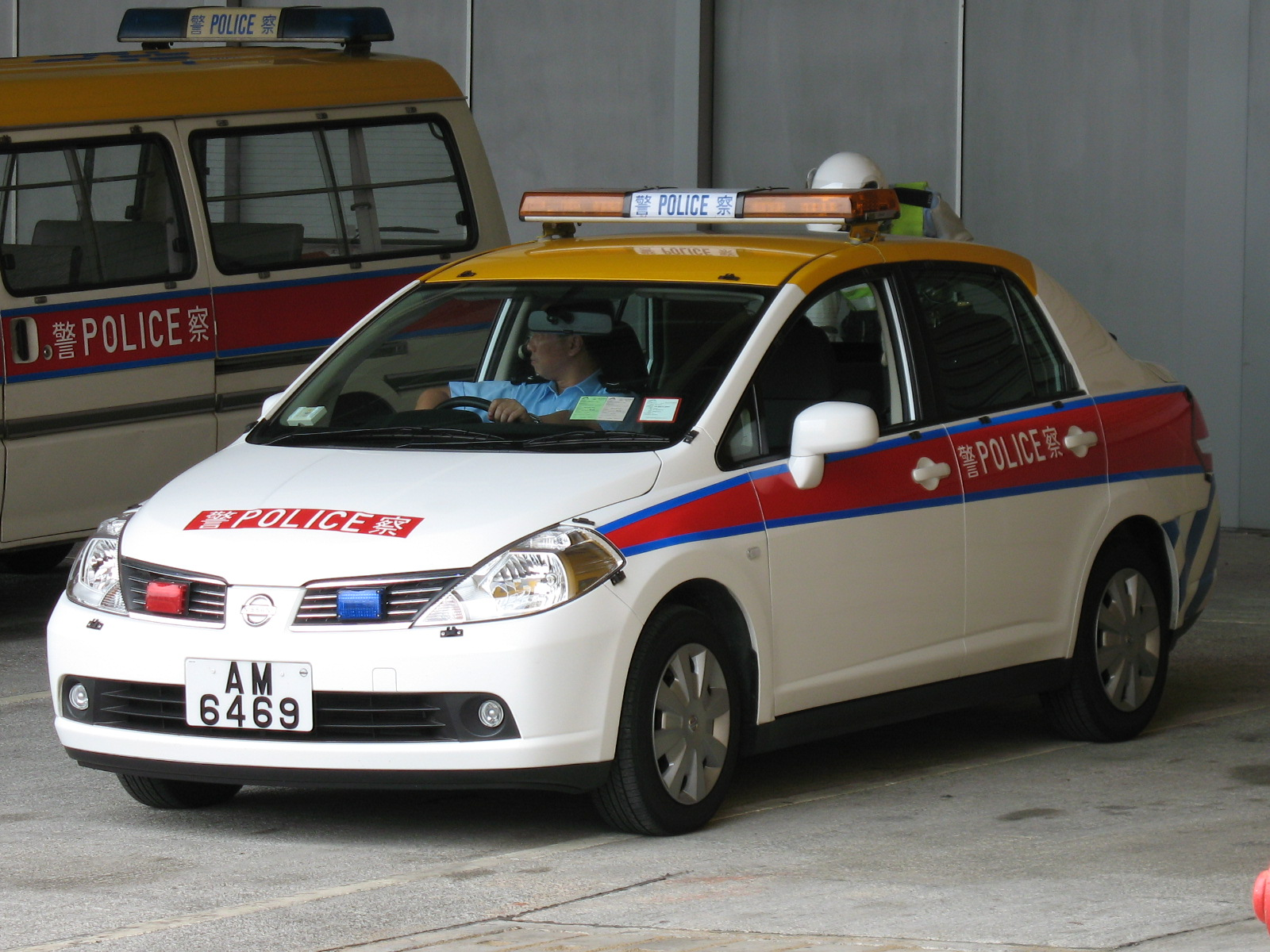
機場警區巡邏車，為黃色車頂及設備有黃色安全閃燈。
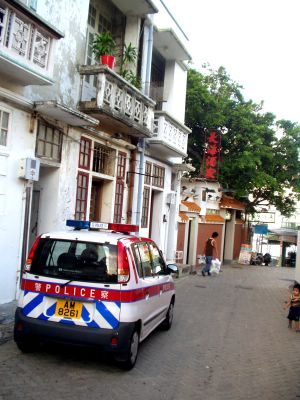
退役小型巡邏車，為離島和山頂專設的小型警察車輛。
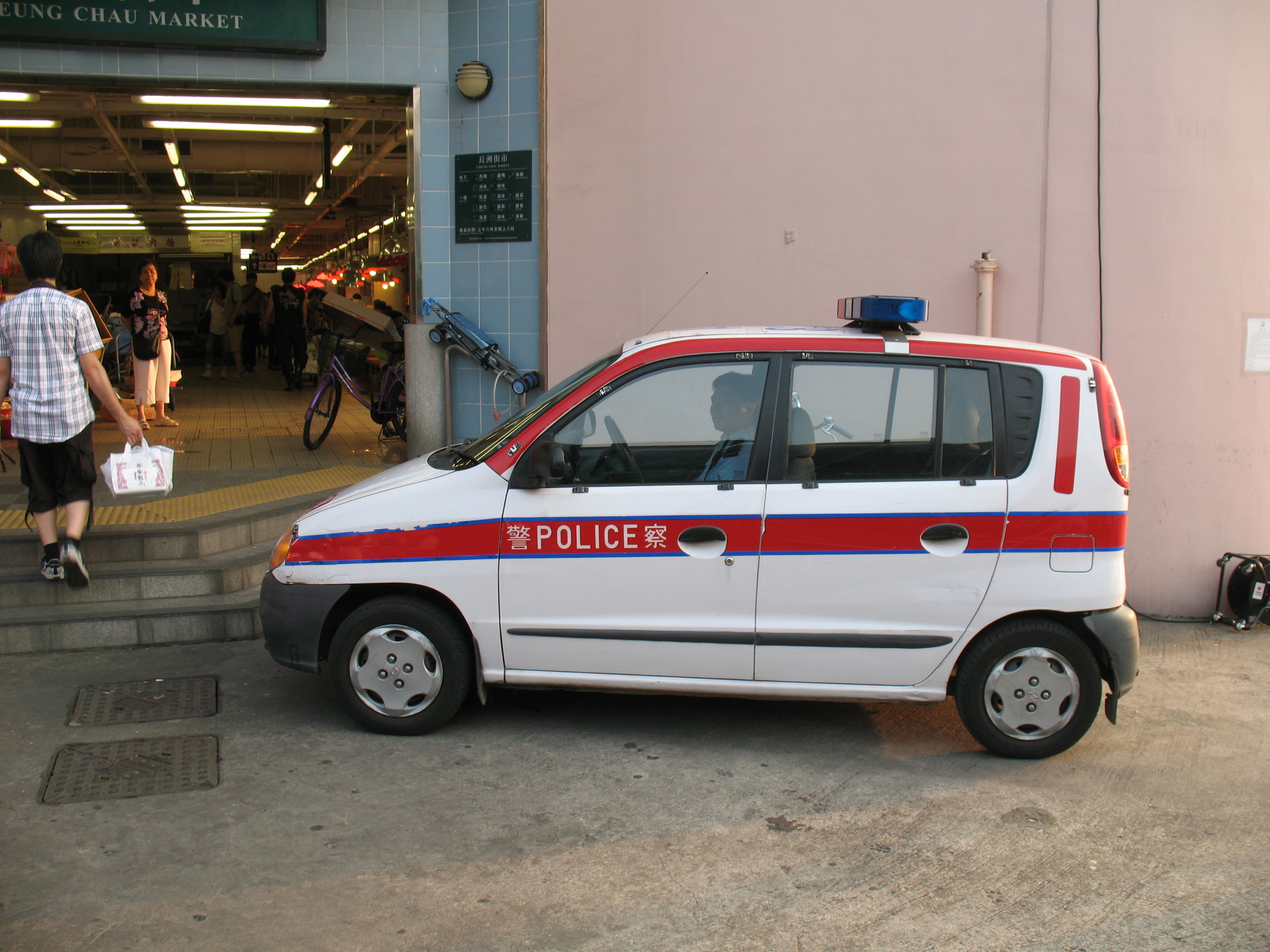
退役小型巡邏車，為離島和山頂專設的小型警察車輛。
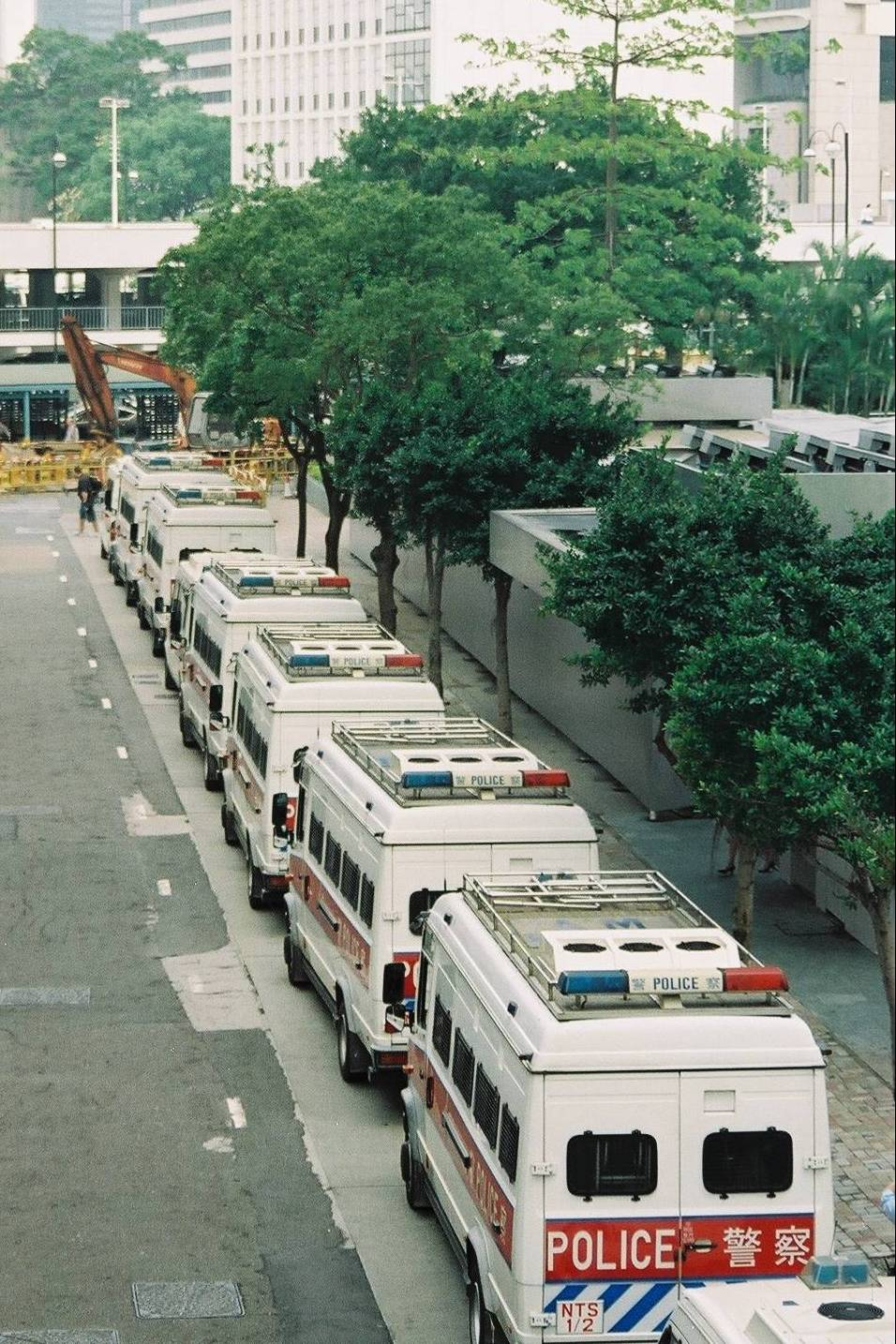
退役警察運員車 Benz Vario，官方稱為速霸，俗稱大豬排[63]。
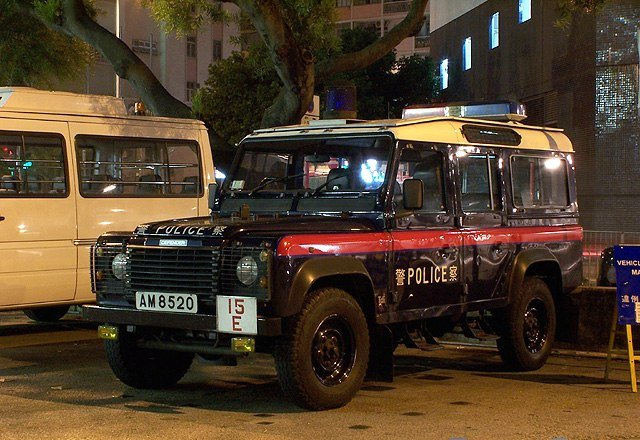
退役衝鋒車 Land Rover。
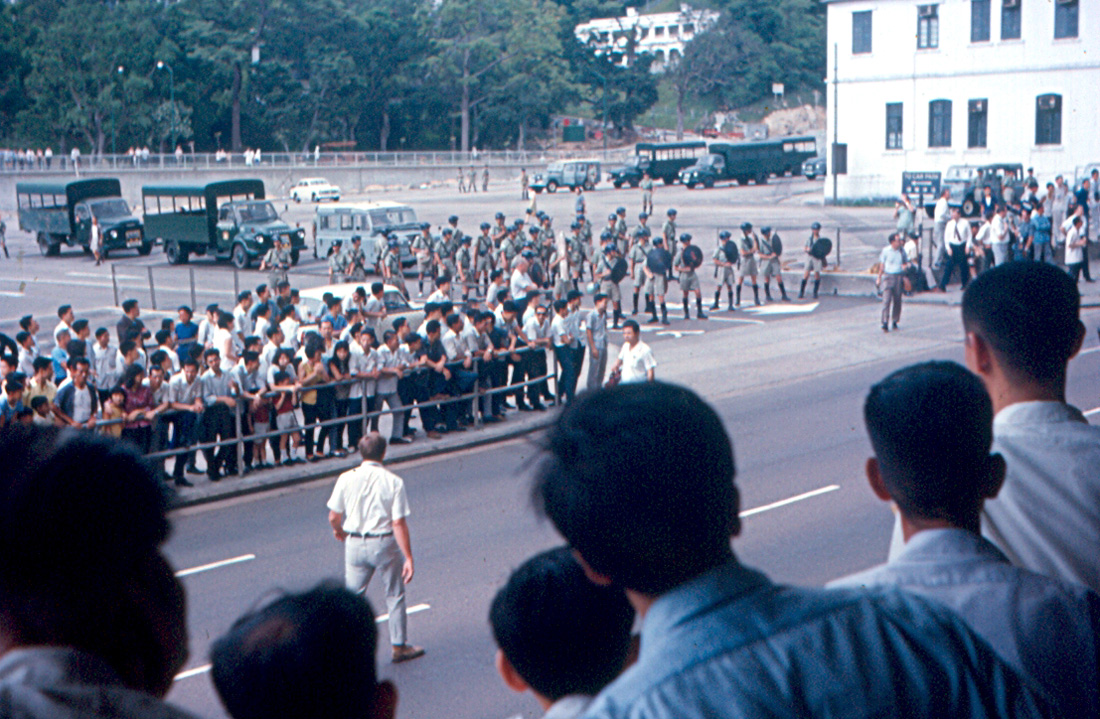
退役衝鋒車Land Rover及退役運員車百福TJ
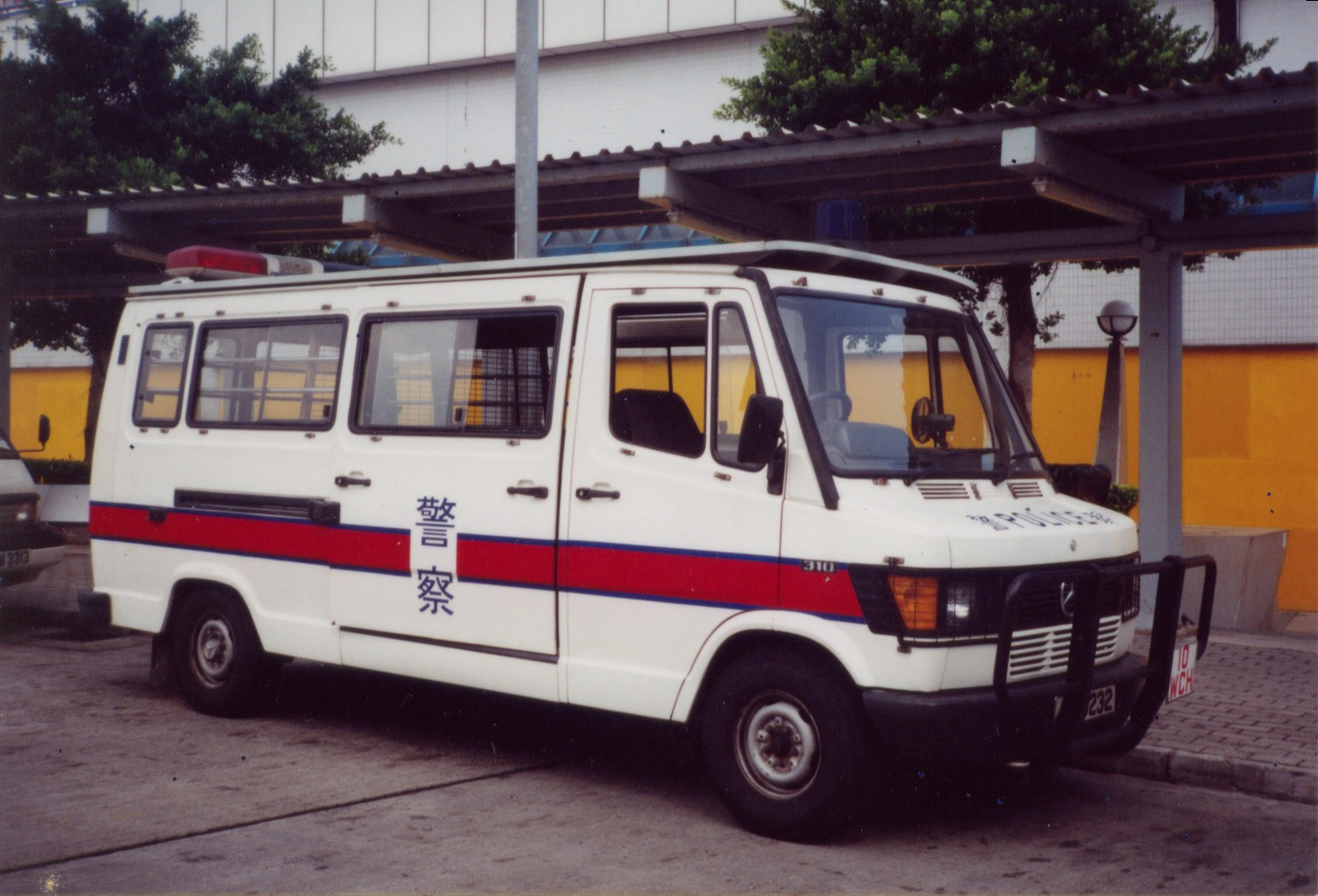
退役衝鋒車 Mercedes Benz 310，俗稱小飛象。
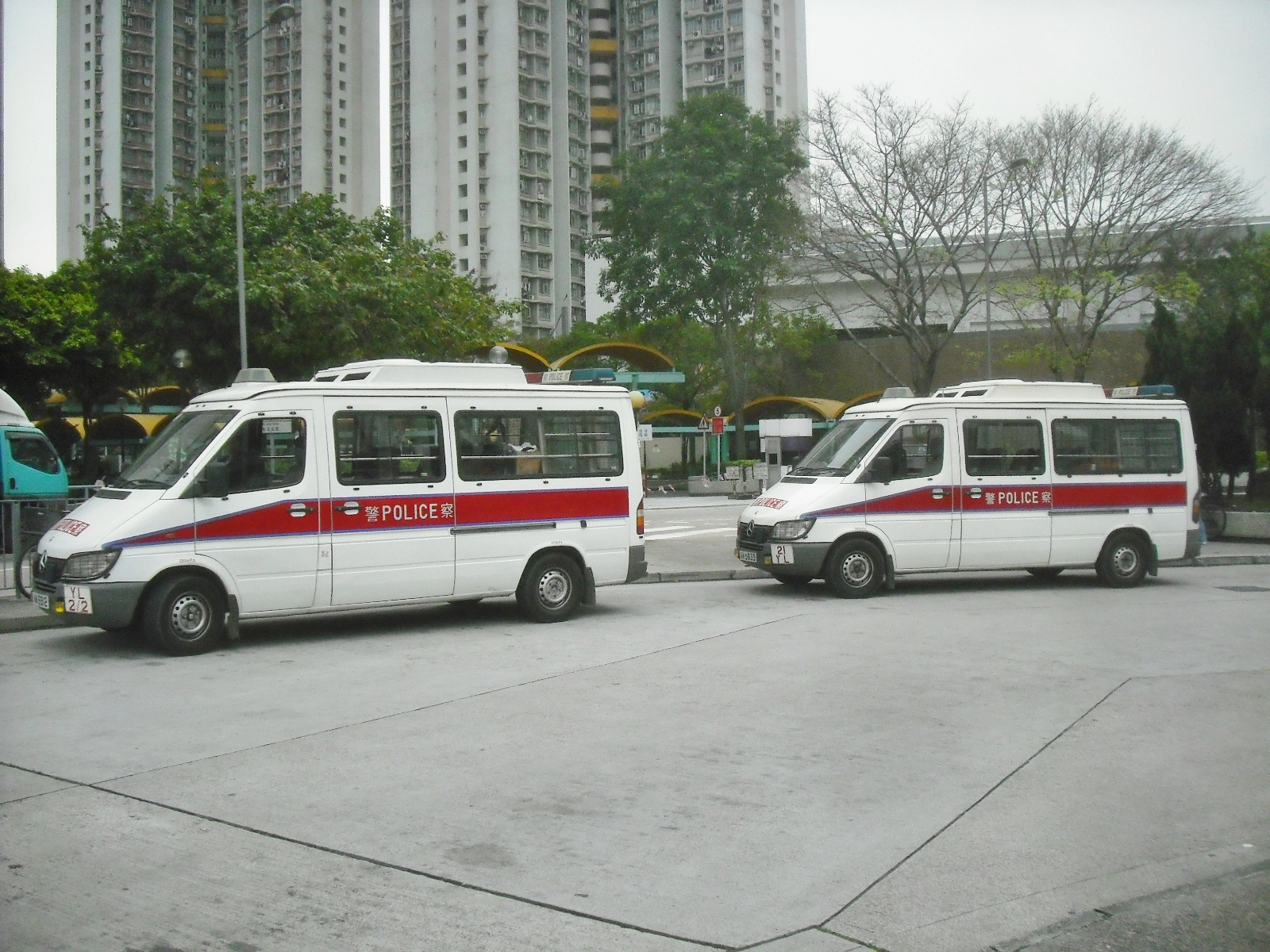
退役巡邏車 Mercedes Benz Sprinter 314，於2002年投入服務，至2008年起至2010年代初期陸續退役。
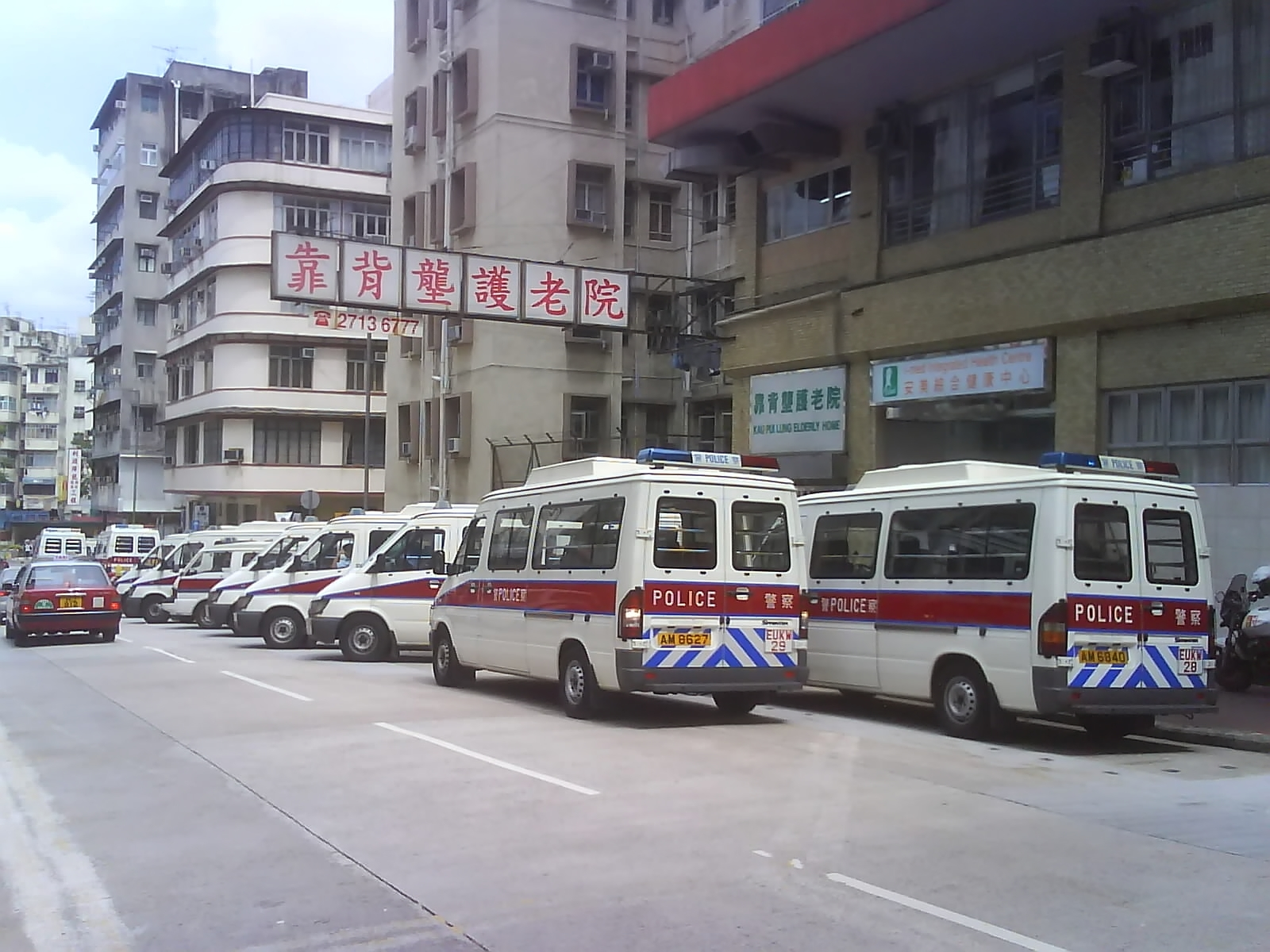
退役衝鋒車 Mercedes Benz Sprinter 314。
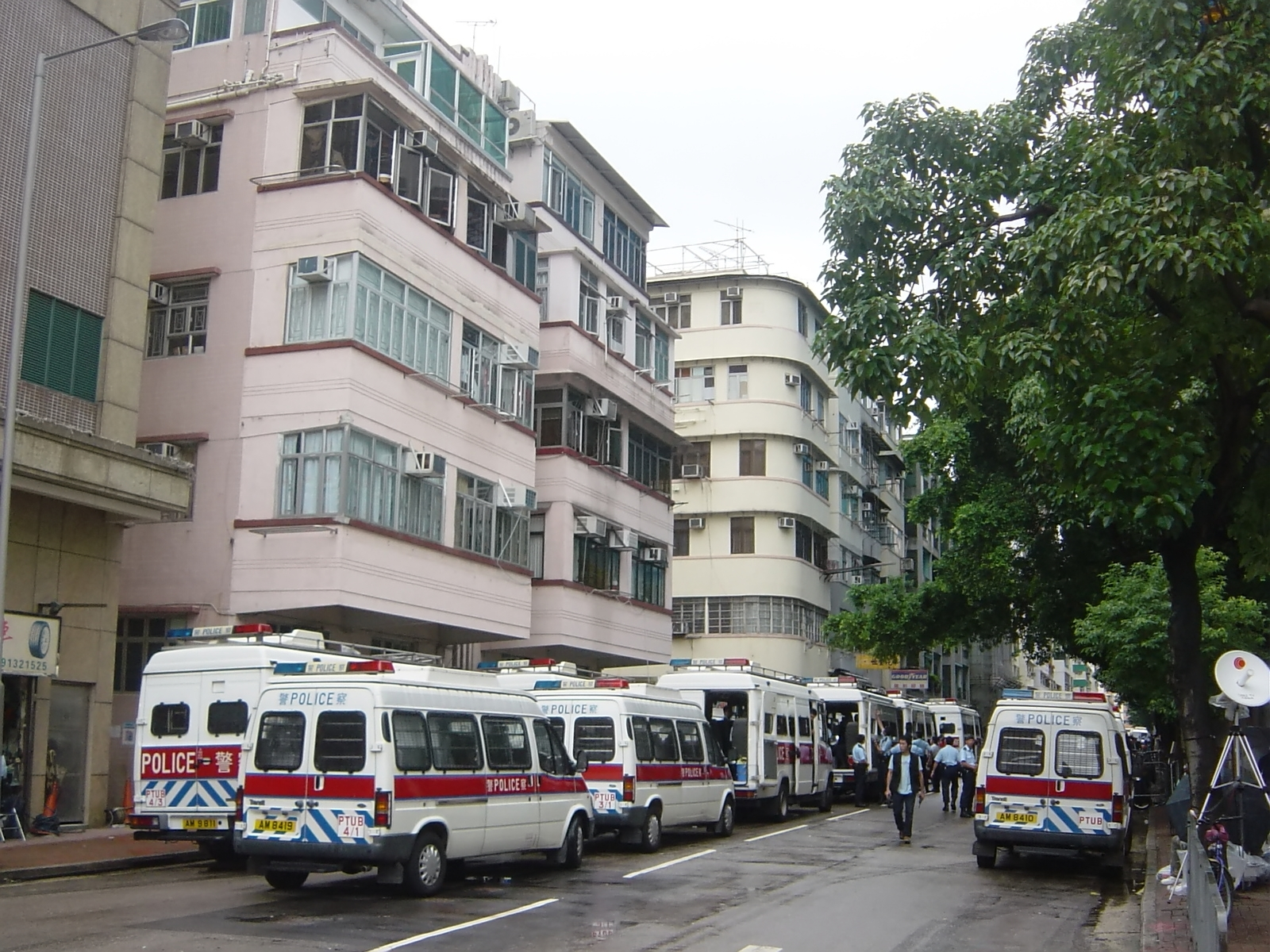
退役衝鋒車 Ford Transit 及退役運員車 Mercedes Benz Vario。
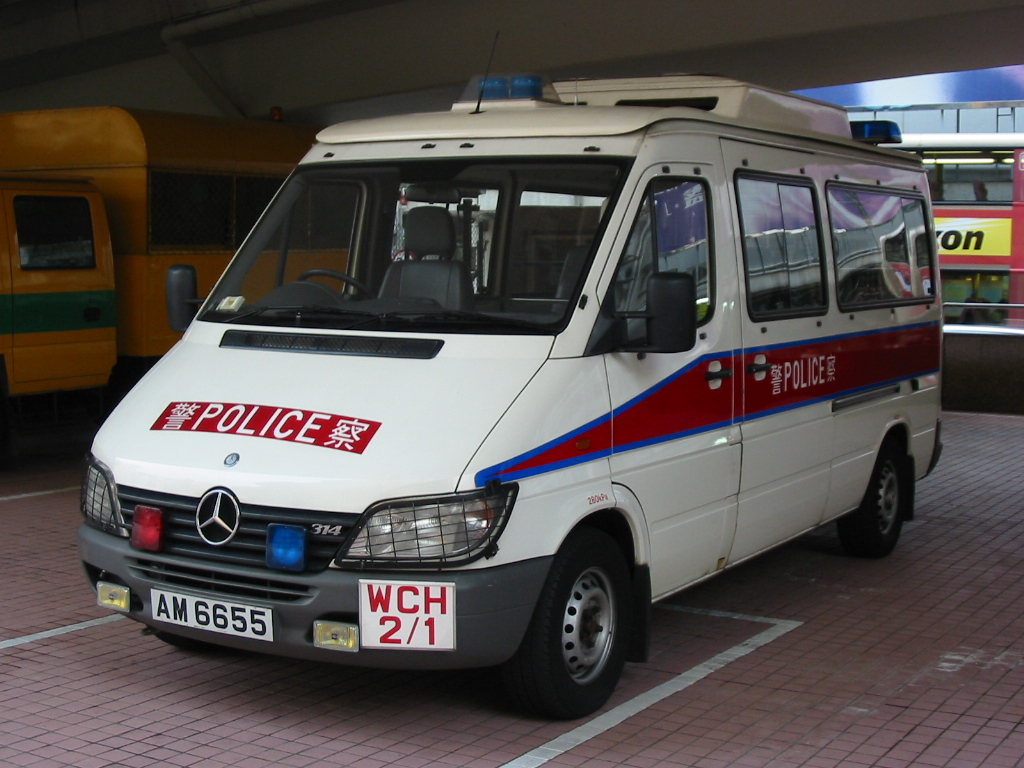
退役巡邏車 Mercedes Benz Sprinter 314。
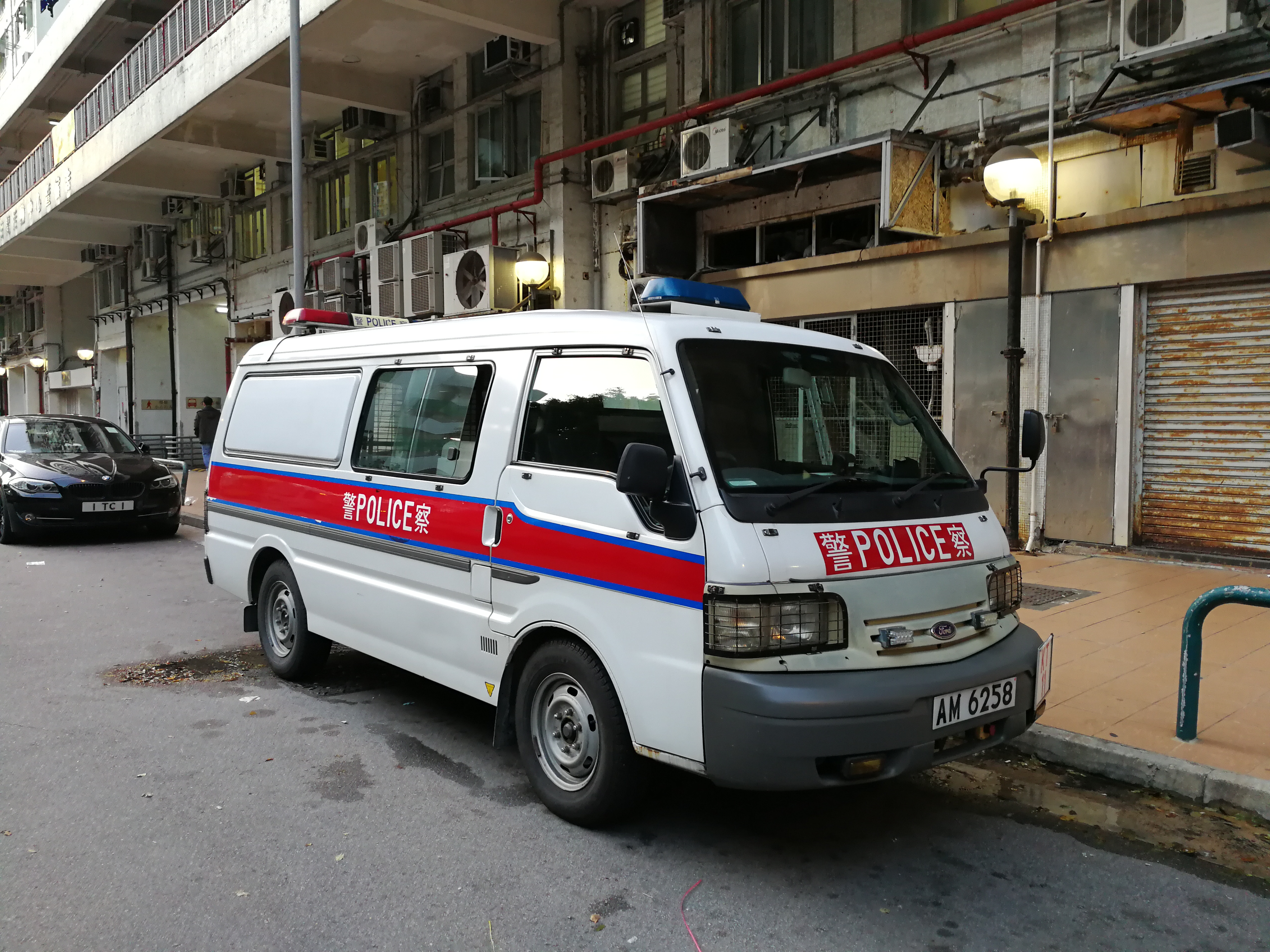
退役客貨車。
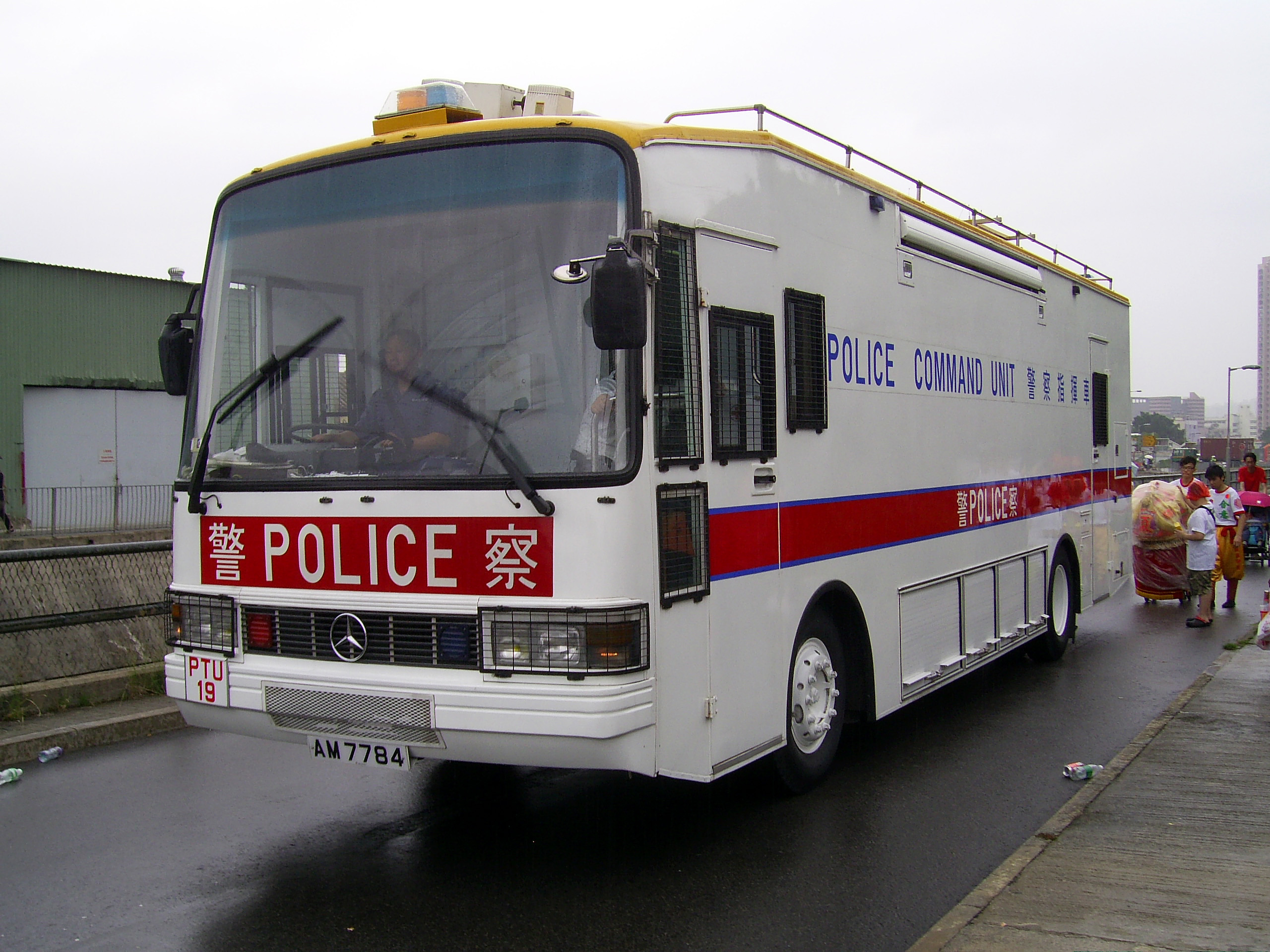
警察機動部隊指揮車。
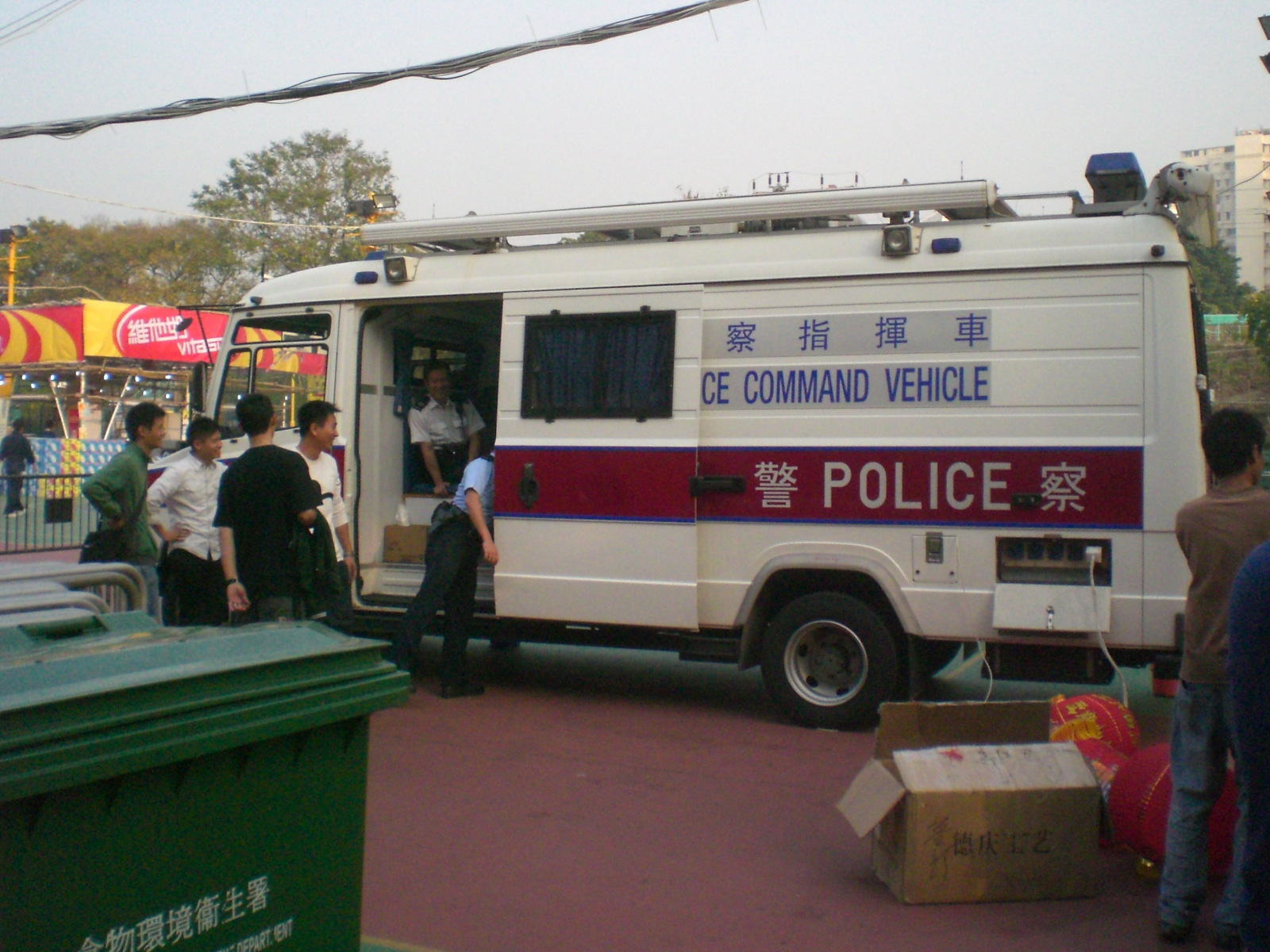
退役指揮車
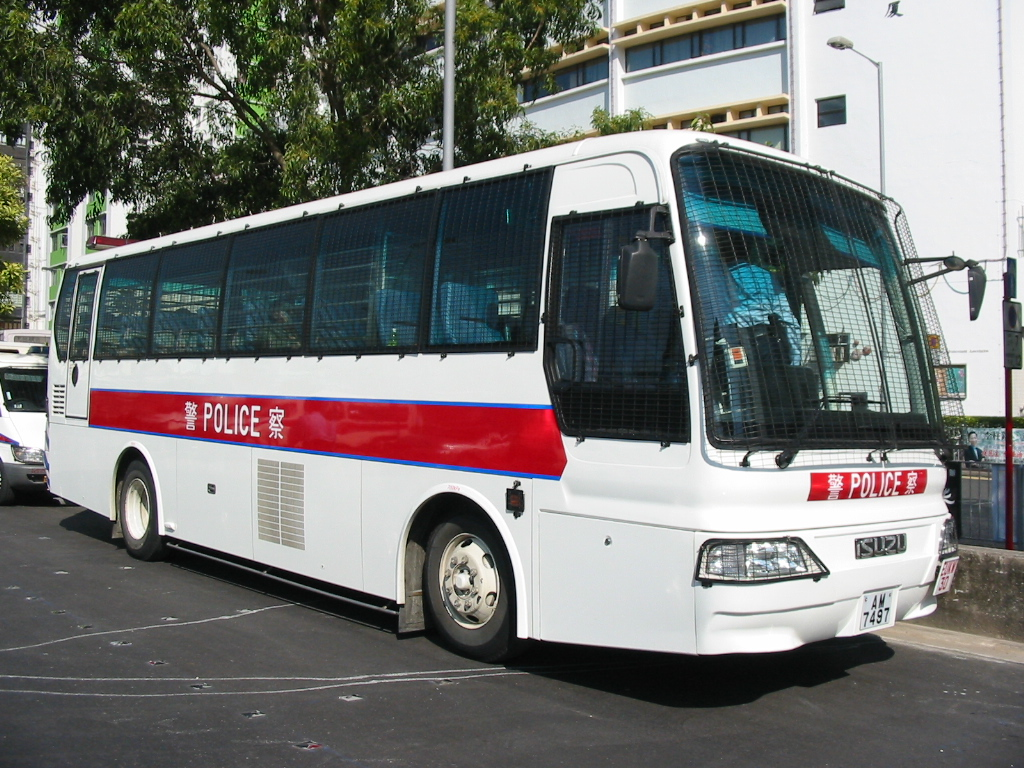
退役警察巴士。
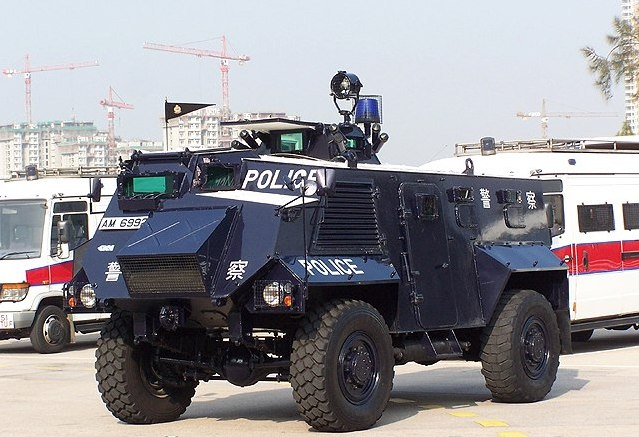
警察機動部隊撤遜裝甲車（俗稱煞臣、殺神），現在於警察機動部隊基地的裝甲車展覽閣展覽。
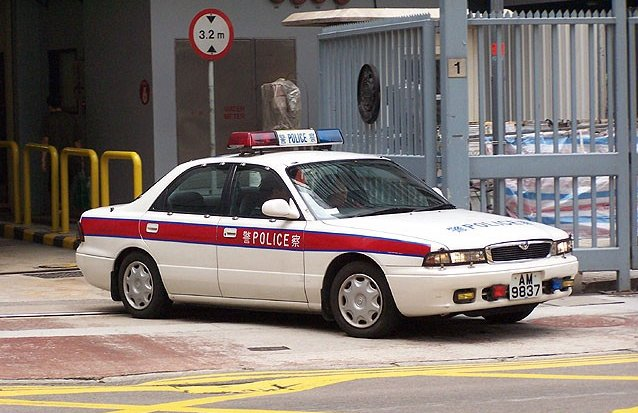
高級警官專用車輛。
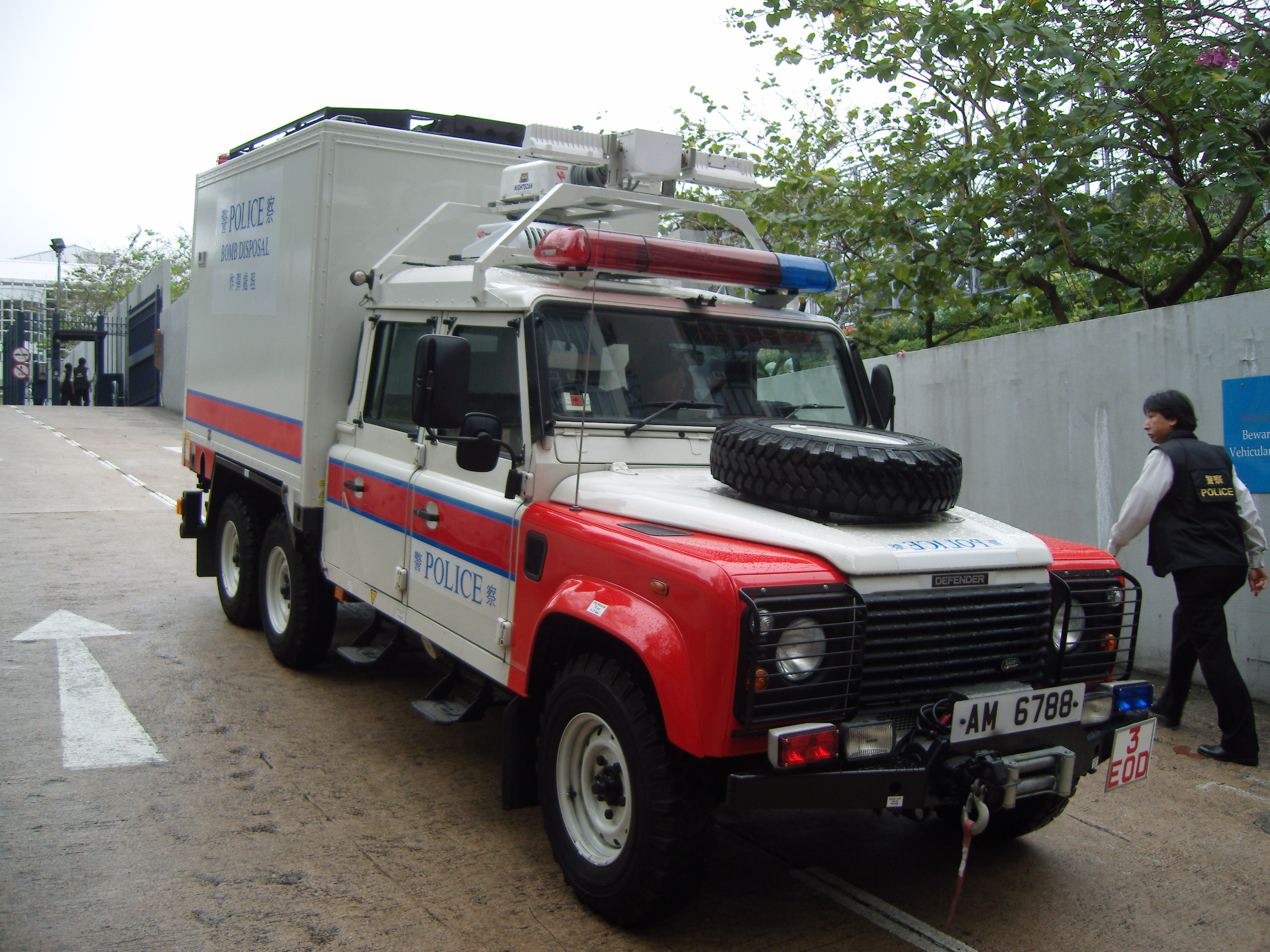
退役爆炸品處理課車輛
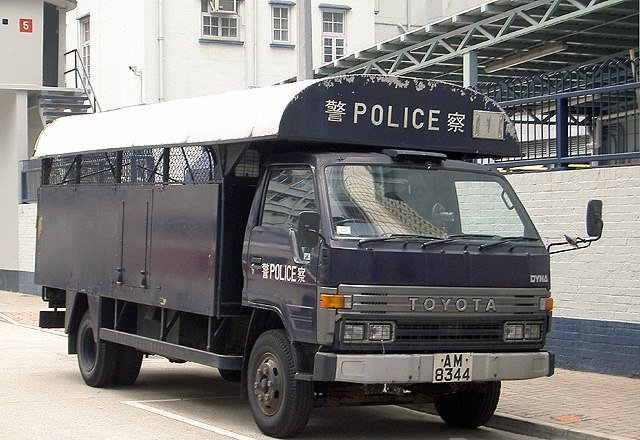
退役運員車豐田dyna

## 外部連結
- 交通及運輸工具圖片
- 香港警車家族 （页面存档备份，存于）
- 香港警車大合集